# Bad Endbach
Bad Endbach (mundartlich Imbach) ist eine Großgemeinde im Westen des mittelhessischen Landkreises Marburg-Biedenkopf, im Südwesten des Hessischen Hinterlandes. Die Gemeinde in ihrer heutigen Form als Großgemeinde entstand in den 1970er Jahren im Zuge der Hessischen Gebietsreform. Namensgebend ist der Ortsteil „Endbach“, dem heutigen Hauptort und Verwaltungssitz.
Bad Endbach liegt 20 Kilometer westlich von Marburg, 15 Kilometer östlich von Dillenburg und 22 Kilometer nördlich von Wetzlar.
Der Ort ist als Kneipp-Heilbad anerkannt und mit der „Lahn-Dill-Bergland-Therme“ auch ein Thermalbad. Die Gemeinde hat damit zwei Bad-Prädikate.

## Geographie

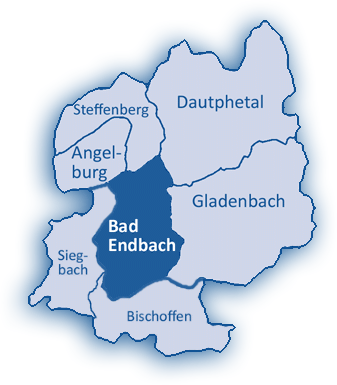
Die Nachbargemeinden

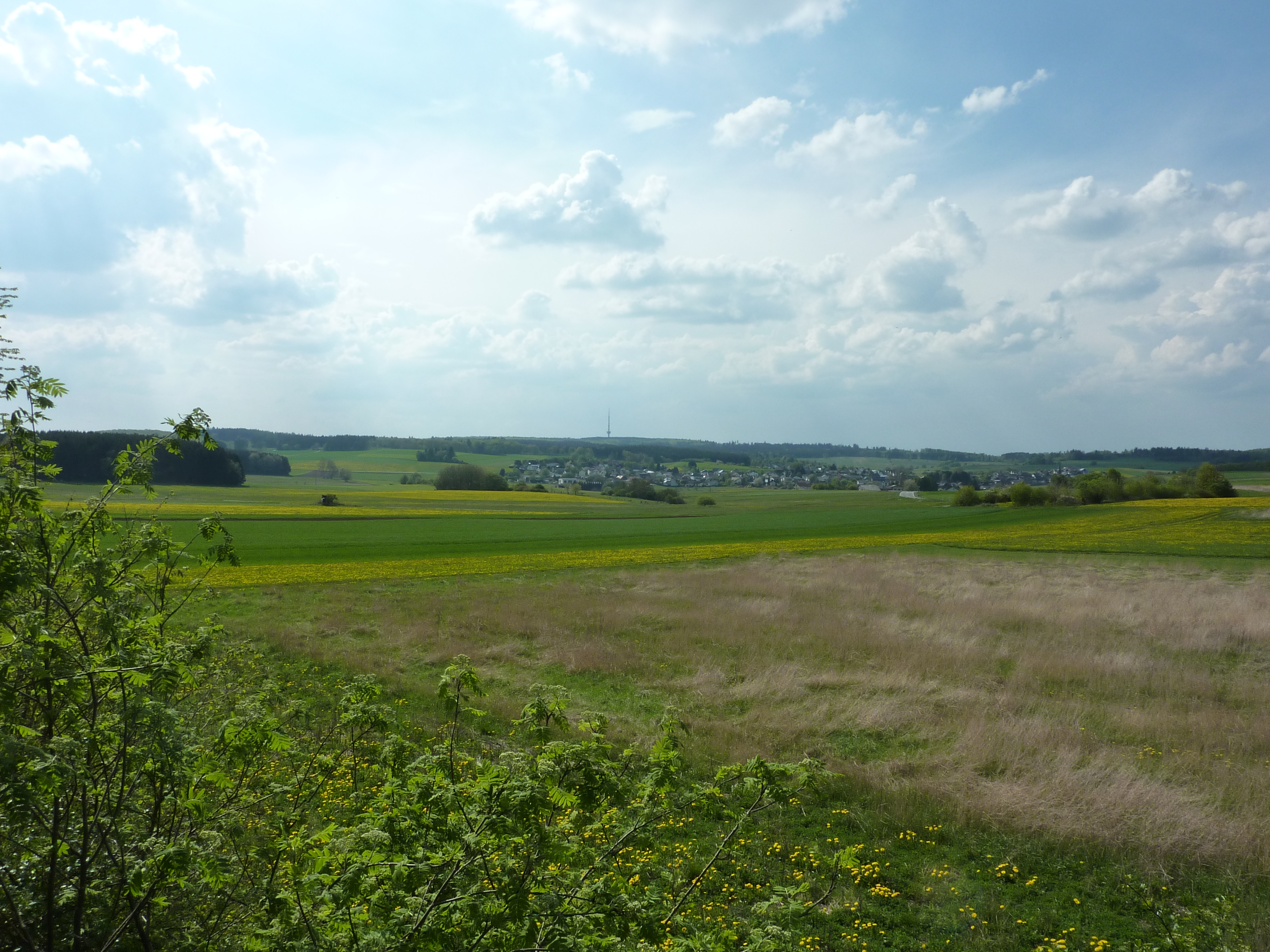
Blick aus Südost über die Bottenhorner Hochfläche (i.M. 500 m ü. NN) mit Bottenhorn und dem, durch T-Systems betriebenen Sender Fernsehturm Angelburg im Westen, Bildmitte rechts hinten vor dem Wald die Start- und Landebahn des Flugplatzes (Sonderlandeplatz) ICAO-Code EDGT

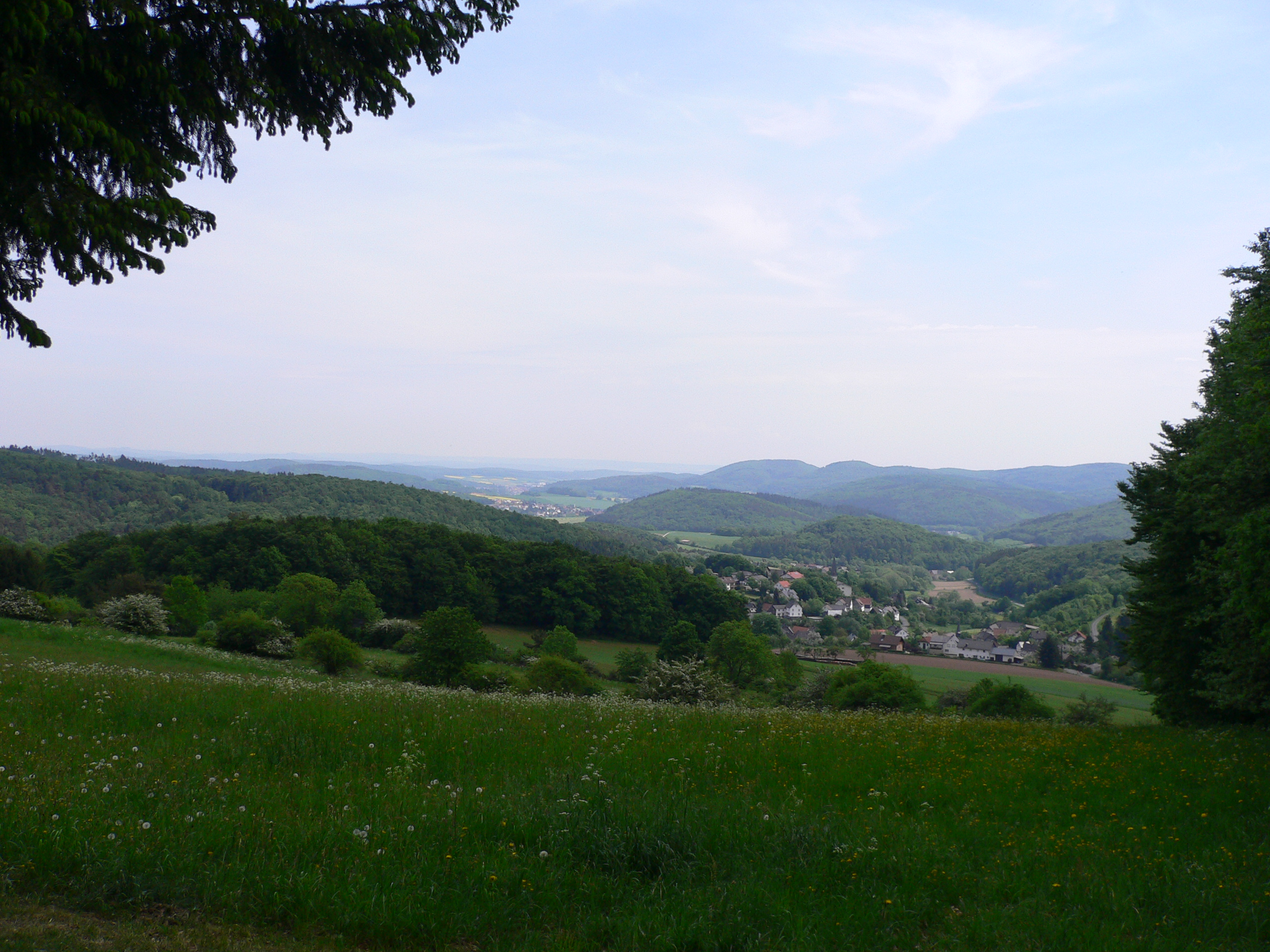
Panorama-Blick von der Schutzhütte „Am Stein“ (450 m ü. NN) ins mittlere Salzbödetal, vorne Wommelshausen, Weidenhausen, Mornshausen und Lohra, in der rechten Bildhälfte die östlichen Zollbuche-Erhebungen, am Horizont Lahnberge und Lumda-Plateau

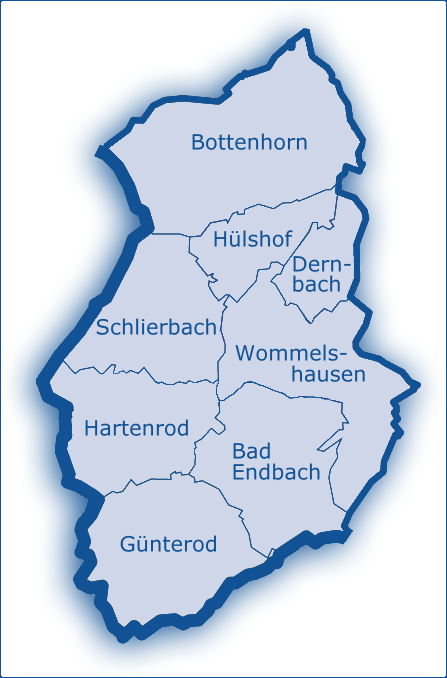
Bad Endbach mit den Gemarkungsgrenzen seiner Ortsteile

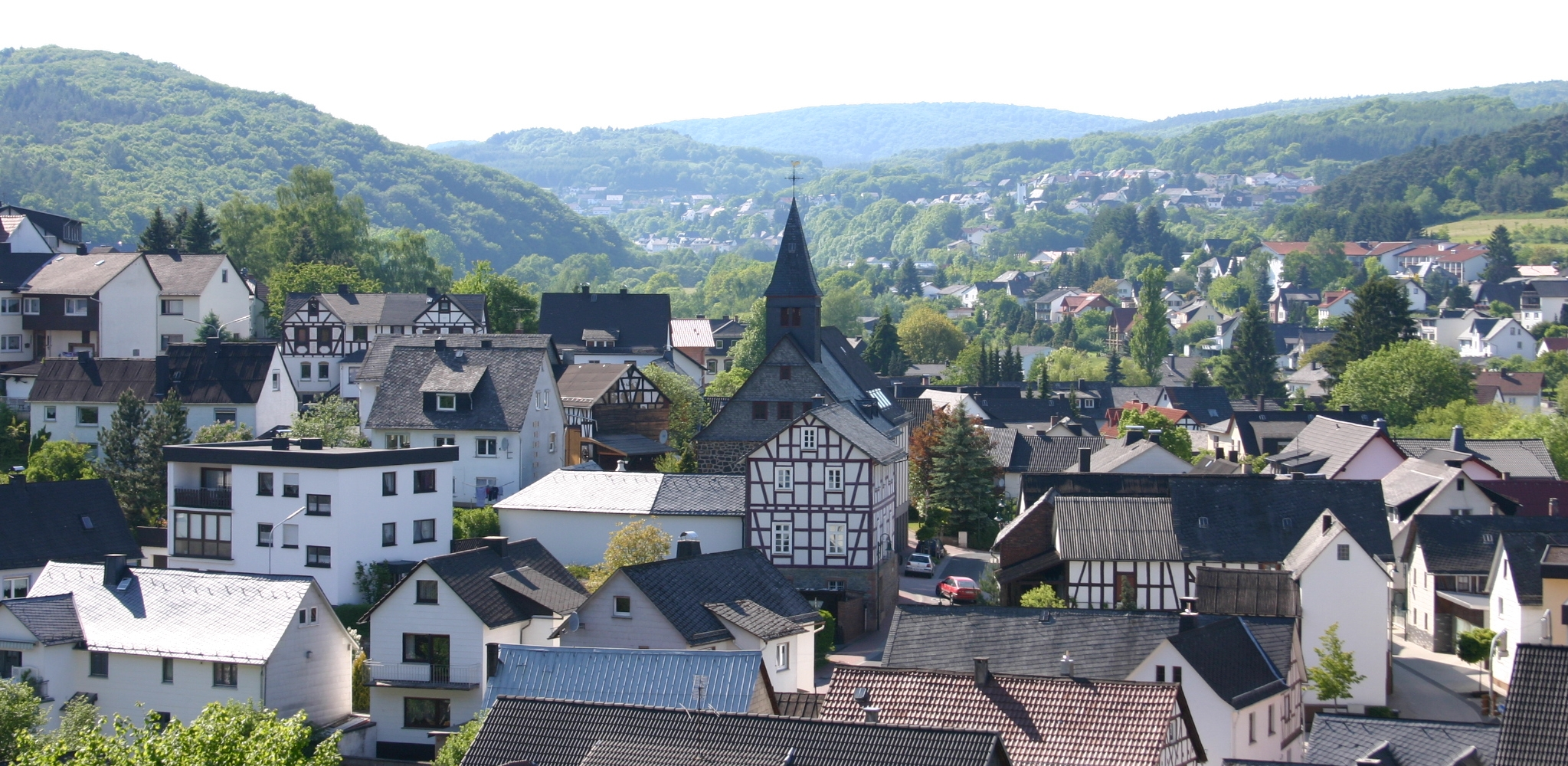
Blick über Endbach nach Westen ins obere Salzbödetal, Richtung Hartenrod, im Hintergrund der Berg Schmittgrund (590,00 m) im Schelderwald

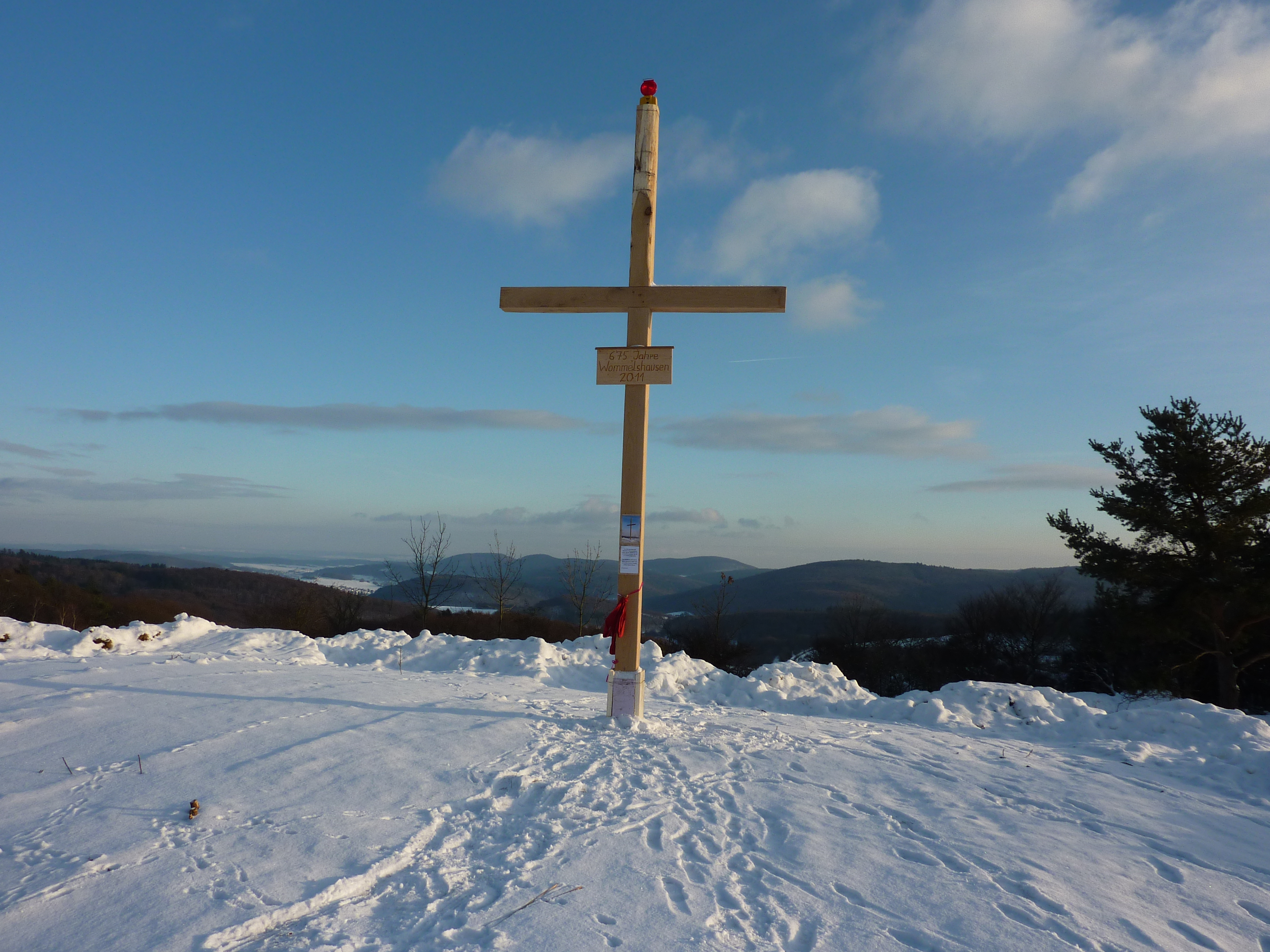
Blick vom Kreuz „Am Stein“ an der Südost-Flanke der Bottenhorner Hochfläche, über Wommelshausen ins mittlere Salzbödetal

Bad Endbach liegt eingebettet in das Gladenbacher Bergland im Naturpark Lahn-Dill-Bergland (Mitglied). Seine Umgebung wird geprägt durch die bewaldete Hügellandschaft, die leicht gewellten Bottenhorner Hochflächen im Norden (im Mittel 500 m ü. NN) und das sich nach Osten öffnende Tal am Oberlauf der Salzböde. Südlich am oberen Salzbödetal liegt der Höhenzug des Naturraums Zollbuche. 

### Geographische Lage
Großräumig betrachtet ist die Landschaft, in der Bad Endbach liegt, Teil der Südost-Abdachung des Rheinischen Schiefergebirges und bildet den Übergang zum Buntsandsteingebiet der Westhessischen Senke, an der Nahtstelle verschiedener Naturräume von Gladenbacher Bergland, Schelderwald, Zollbuche und Bottenhorner Hochflächen in einer Mittelgebirgslandschaft.
Bottenhorner Hochflächen
Die Bottenhorner Hochflächen stellen eine der geologisch ältesten Landoberflächen des Rheinischen Schiefergebirges dar. Kleinräumig zählt das nördliche Gemeindegebiet zur Südabdachung der Bottenhorner Hochflächen, einer im Mittel 500 m ü. NN gelegenen Hochebene, die Teil des erdgeschichtlich uralten Angelburg-Massivs im Schelderwald ist. Das war eine ehemals weitaus höhere Einzelerhebung (Schollenhebung) aus dem Tertiär, die im Verlauf der Erdgeschichte bis auf die heutige maximale Höhe von 609 m (Angelburg) abgetragen wurde.
Die Bottenhorner Hochflächen sind Quellgebiet und Wasserscheide zugleich. Hier entspringen neben vielen kleineren Wasserläufen die größeren Bäche (im Uhrzeigersinn, beginnend im Westen): Schelde (mündet in die Dill), Gansbach (mündet in die Perf), Perf, Dautphe, Allna, Salzböde (münden in die Lahn) und Siegbach (mündet in die Aar/Dill). Sie lösen die Höhenrücken mit ihren Kegeln, Kuppen und Tälern in einzelne Siedlungsräume auf.
Ein südlicher Ausläufer der Bottenhorner Hochflächen am Oberlauf der Salzböde ist der nach einem historischen Wegkreuz Zollbuche benannte Höhenzug Zollbuche mit dem Plateau der „Endbacher Platte“.

#### Naturräumlich zusammengehöriger Siedlungsraum
Der Siedlungsraum der Gemeinde Bad Endbach am Oberlauf der Salzböde und deren Quellgebiet ist nicht nur naturräumlich, sondern auch aus historischer Sicht als zusammengehörig anzusehen. Umrahmt wird er von Bergen, die die 500-m-Marke und mehr erreichen.
Die Gemeindegebiete von Hartenrod, Endbach und des Ortsteiles Hütte erstrecken sich entlang dem Bach Salzböde, der in der Gemarkung Schlierbach entspringt. Bottenhorn, Hülshof und Dernbach (Bad Endbach) liegen auf der Bottenhorner Hochfläche, Schlierbach (Bad Endbach) und Wommelshausen liegen nördlich links der Salzböde jeweils in einem Talkessel in der Südabdachung der Hochfläche. Günterod liegt rechts der Salzböde, auf dem südöstlichen Höhenzug „Zollbuche“, dem Günteroder-Sattel.
Der Berg Hiemerk (357 m) im Südosten des Gemeindegebietes zwischen Wommelshausen-Hütte und Weidenhausen liegt wie ein Riegel mitten im Salzbödetal und schließt an der Nahtstelle dreier Naturräume das „Obere Salzbödetal“ nach Osten zum Unteren Salzbödetal kulissenartig ab. Hier im Salzbödetal, östlich vom Ortsteil Hütte, kurz vor dem Hiemerk (Fln.) liegt auch der tiefste Geländepunkt der Gemeinde mit 268 m.
Berge
Die höchsten Erhebungen im Gemeindegebiet sind, im Uhrzeigersinn im Westen beginnend: Hirschhohl 502,4 m; Steiger 542,8 m; Würgeloh 563,9 m (höchste Erhebung im Gemeindegebiet); Schindeberg 553,2 m; Schnei 541,2 m; Freie-Berg 528,1 m; Kreuz-Berg 532,8 m; Hils-Berg 525,9 m; Scheid 538,9 m (hier steht ein Trinkwasserhochbehälter); Schweinskopf 519,2 m; Ebersberg (im Zentrum des Gemeindegebietes) 507,8 m, Grüner Stein 527,2 m (nordöstlich Dernbach) und südlich der Salzböde: Endbacher Platte 467,1 m; westlich davon ohne Namen 487,7 m; Mell-Berg 472,1 m; Kissel-Berg 439,1 m; Schönscheid 490,2 m und der 250 m nordöstlich davon entfernte namenlose Gipfel 498,0 m.
Großer Waldbestand
Bad Endbach hat einen großen Waldbestand, 42,9 % (1702 ha) des Gemeindegebietes (3964 ha) sind derzeit mit Wald bedeckt, mit leicht zunehmender Tendenz. Der Wald reicht nahe an die Siedlungen heran und umschließt die einzelnen Ortsteile.

### Höhenlage der Ortsteile
Der Ortsteil Hülshof liegt auf 495 m, Bottenhorn auf 485 m und Dernbach auf 470 m (alle drei Ortslagen Bottenhorner Hochflächen); Günterod auf 410 m (auf dem Zollbuche-Höhenzug), Schlierbach auf 370 m, Wommelshausen auf 350 m, Hartenrod auf 335 m, Endbach auf 300 m und Wommelshausen-Hütte auf 285 m im Salzbödetal (Höhenangaben beziehen sich jeweils auf die Ortsmitte).

### Nachbargemeinden
Nachbargemeinden der Gemeinde Bad Endbach sind im Uhrzeigersinn im Norden beginnend: die Gemeinden Angelburg, Steffenberg und Dautphetal, im Osten die Stadt Gladenbach, alle im Landkreis Marburg-Biedenkopf. Im Süden grenzt die Gemeinde Bischoffen an und im Westen die Gemeinde Siegbach; beide gehören zum Lahn-Dill-Kreis.

### Gemeindegebiet

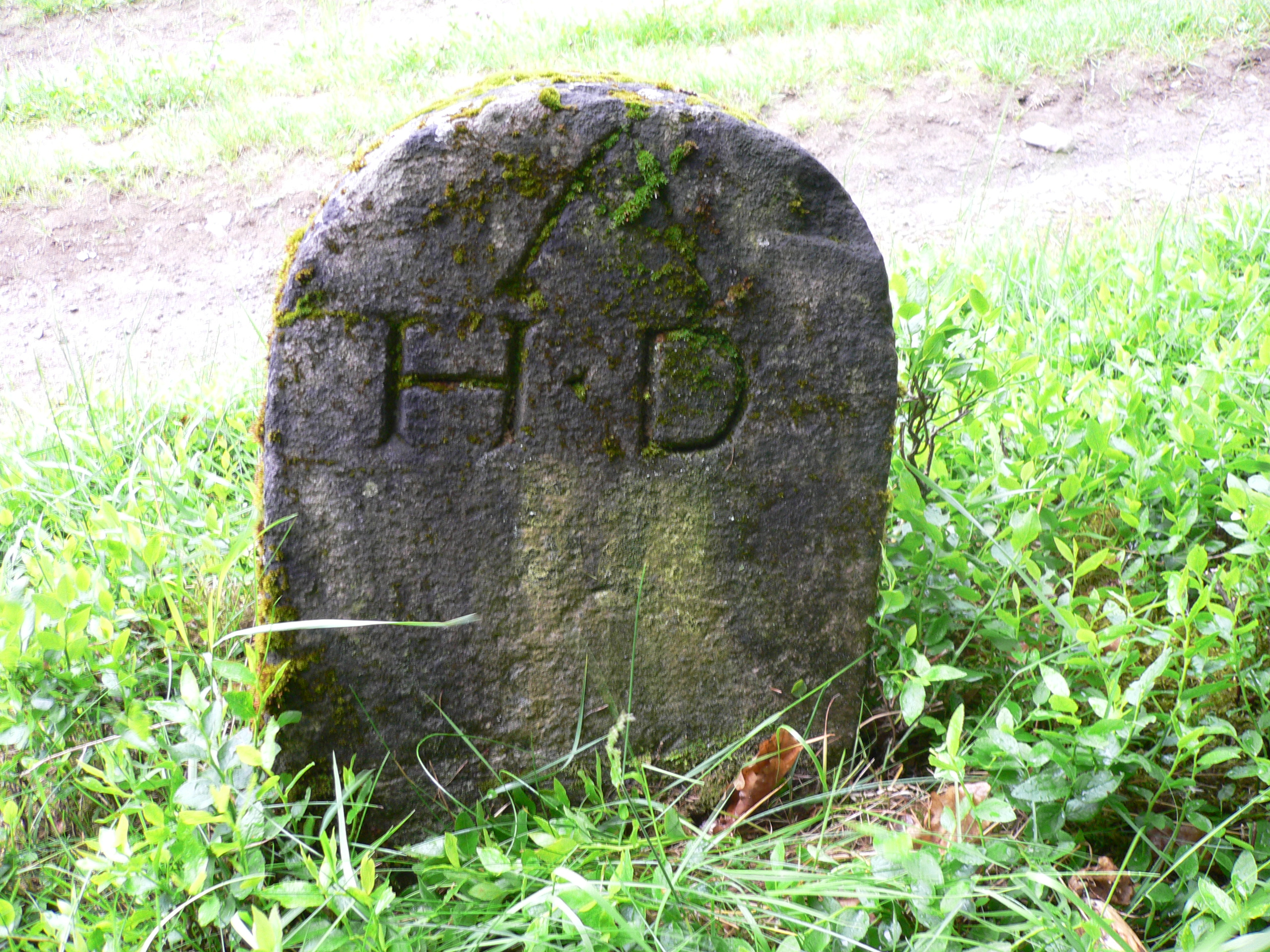
Grenzstein Ostseite: HD Hessen-Darmstadt

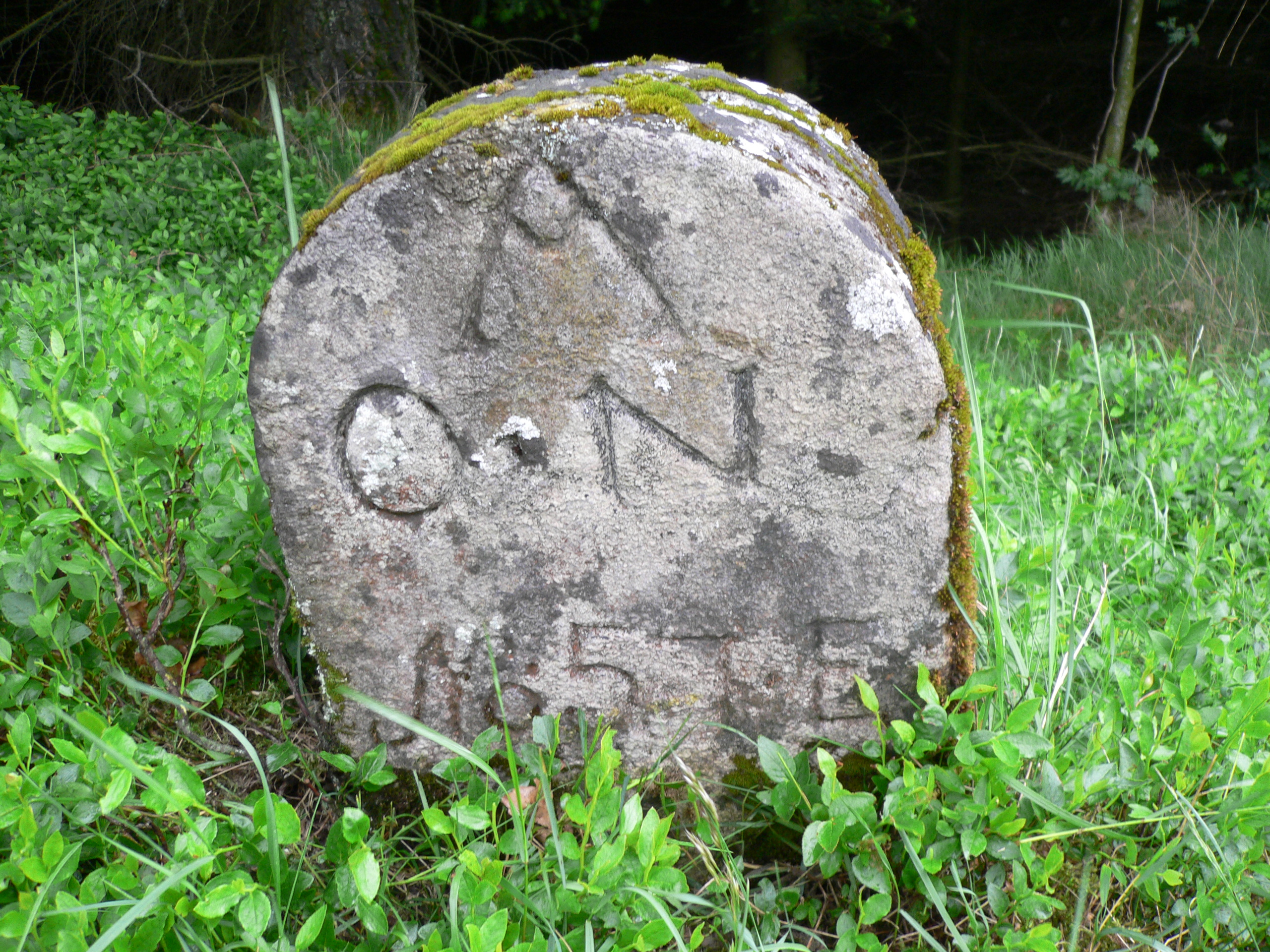
Grenzstein Westseite: ON Oranien-Nassau

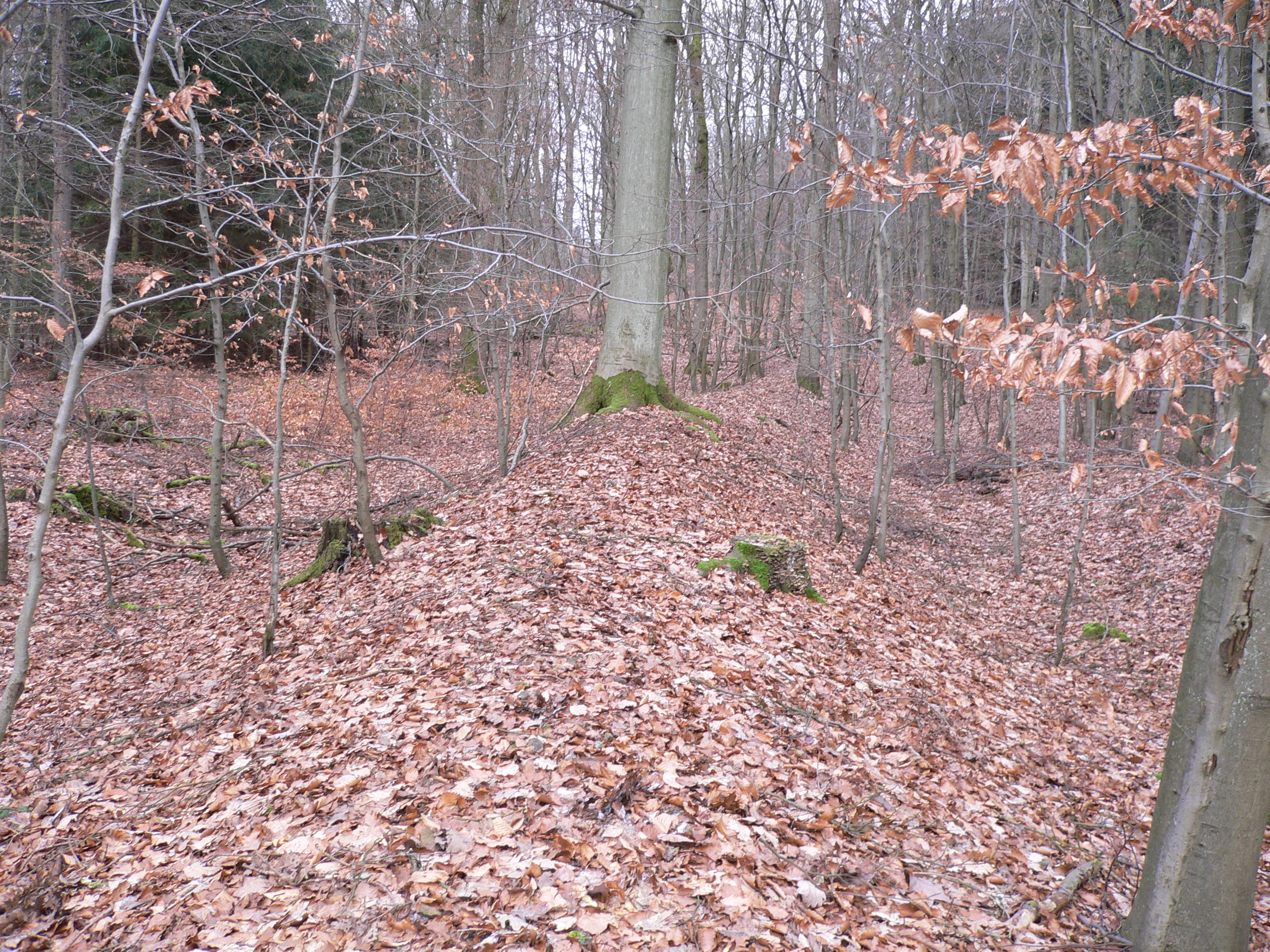
Wall der Innenheege im Verlauf der östlichen Gemeindegrenze zwischen Wommelshausen (Bad Endbach) links u. Römershausen (Gladenbach) rechts

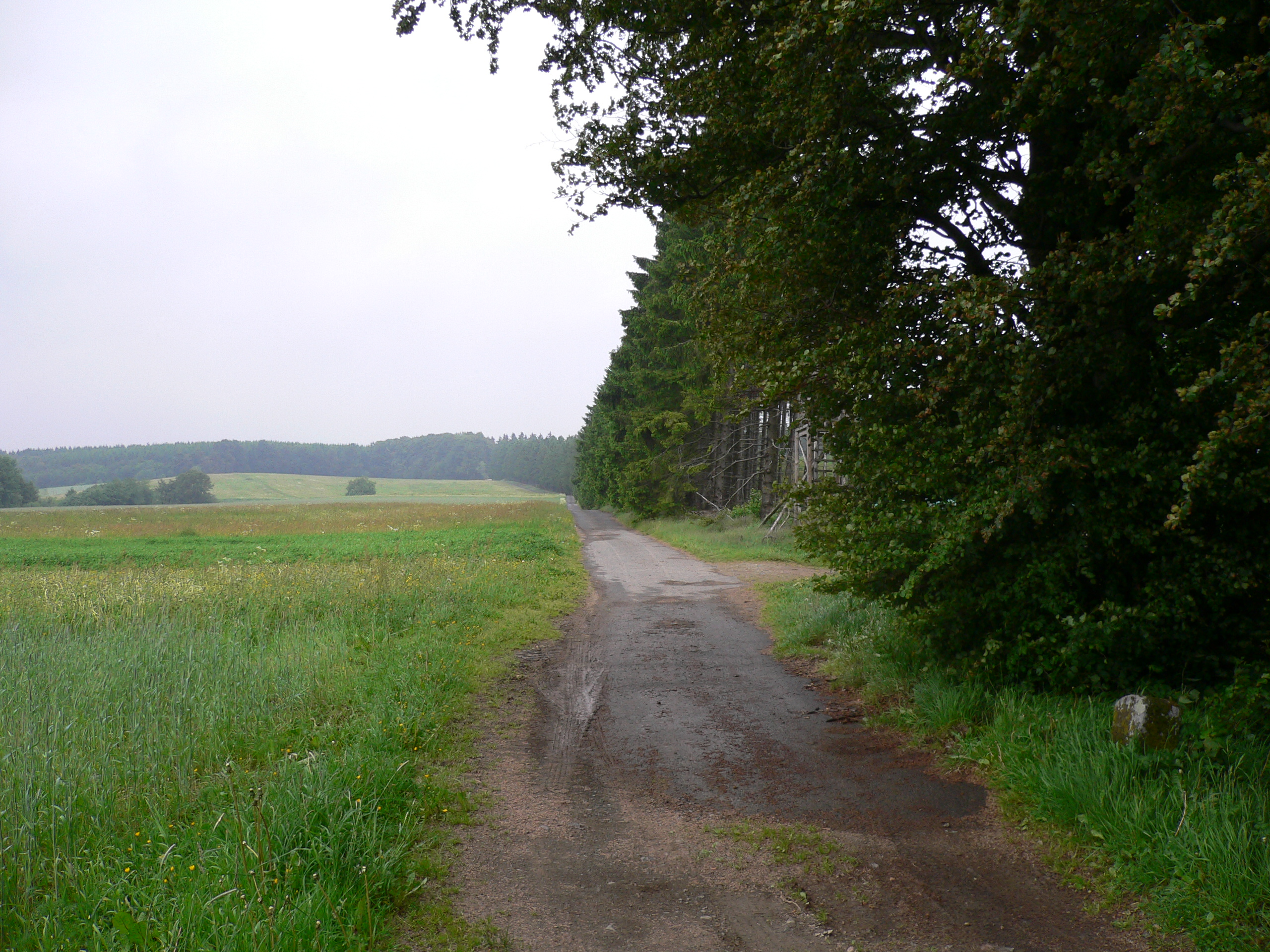
Ehem. Westgrenze zwischen Nassau (links) u. Hessen (rechts) seit 1352, bis heute Kreisgrenze (Lahn-Dill-Kreis / Ldkrs. Marburg-Biedenkopf) u. Gemeindegrenze zwischen Siegbach-Wallenfels (links) u. Bad Endbach-Schlierbach (rechts), Grenze verläuft am Waldrand, rechts am Bildrand alter Grenzstein

Die Ausdehnung des Gemeindegebietes orientiert sich an den ehemaligen „Mittelhessischen Landheegen“
Die Ausdehnung des Gemeindegebietes wird im Wesentlichen bestimmt von den „Mittelhessischen Landheegen“ (siehe auch Landwehr), der „Innen“- und der „Außenheege“, die vor 700 bzw. vor ca. 650 Jahren von den hessischen Landgrafen angelegt wurden. Das von den Heegen umschlossene Gebiet, innerhalb dessen heute noch alle Ortsteile liegen, mit Ausnahme von Günterod, entsprach ehemals dem Verwaltungsbezirk „Obergericht“ des Amtes Blankenstein (Gladenbach). Er war deckungsgleich mit dem Kirchspiel Hartenrod. Dieser ehemalige Verwaltungsbezirk hat sich über 675 Jahre lang unverändert erhalten und bildet heute die Großgemeinde Bad Endbach.
Die Grenze im Nordosten
Die Grenze im Nordosten der Gemeinde Bad Endbach ist deckungsgleich mit der Ost-Grenze von Bottenhorn, die sich an der Trasse der hochmittelalterlichen Heerstraße orientiert, die auf dem Bergkamm (Wasserscheide) zwischen Bottenhorn und Holzhausen (Dautphetal) verläuft.
Die „Heerstraße“ zweigte auf der Haus (Flurname) von der Antwerpen-Lüttich-Aachen-Köln-Leipziger Fernhandelsstraße (auch Brabanter Straße genannt) ab und zog nordwärts, entlang der Wasserscheide zwischen Perf und Dautphe (Fluss) weiter in Richtung Sackpfeife. Ihre Fortsetzung führte von dort nach Norden auf einer alten Fernweg-Trasse über Paderborn bis nach Bremen.
Die Ostgrenze
Ab der Gemarkung Dernbachs folgt die Ostgrenze dem Verlauf der „Innenheege“, die Landgraf Heinrich I. zwischen 1297 und 1307 anlegen ließ. Ab der Gemeindegrenze zwischen den Gemarkungen Wommelshausen und Weidenhausen (Gladenbach) (am Hiemerk, Fln.) weicht der Grenzverlauf von der Innenheege ab und zieht ab der Salzböde über die Hessen (Flurname) bis zur „Endbacher Platte“. Dieser Verlauf der Ostgrenze war gleichzeitig auch die Grenze zwischen den Verwaltungsbezirken „Obergericht“ und „Untergericht“ des ehemaligen „Amtes Blankenstein“ und zugleich Grenze zwischen den beiden Kirchspielen Hartenrod und Gladenbach. Heute ist dies die Grenze zwischen Bad Endbach und Gladenbach.
Die Ostgrenze ist auch eine Mundartscheide (z. B. Hink (westl.) / Huink (östl.) für „Honig“, Emer/Äimer für „Eimer“, Läder/Lädder für „Leiter“) und war auch eine Trachtengrenze z. B. bei der ehemaligen weiblichen Kopfbedeckung, und zwar zwischen der „Dellmutsche“ (westl.) und „Schneppekapp“ (östl.) (siehe Hinterländer Trachten).
Die Nordwest-, West- und Südgrenze
Der Verlauf der Nordwest-, der West- und der Südgrenze orientiert sich an der Trasse der zwischen 1359 und 1374 unter Landgraf Heinrich II. errichteten „Außenheege“. Sie begann im Norden auf dem Kreuzberg bei Bottenhorn entlang den Gemarkungsgrenzen zwischen Bottenhorn, Steinperf und Gönnern, verlief dann weiter auf der Wasserscheide Aar/Salzböde über die Endbacher Platte bis kurz vor die „Zollbuche“ (bei der Heul-Eiche). Günterod lag südlich außerhalb der Außenheege, in der Grafschaft Solms.
Die Nord- und die Nordost-Grenze der Gemarkung Günterod entsprach dem Verlauf der Außenheege. Günterod gehörte von 1354 bis 1443 den „Herren von und zu Dernbach“ und wurde erst danach in das Obergericht des Amtes Blankenstein integriert.
Ehemalige Landesgrenze ist heute Landkreisgrenze
Seit der Eingliederung Günterods bildete dessen Westgrenze zusammen mit den westlichen Grenzen der Gemeinden Hartenrod und Schlierbach die ehemalige Landesgrenze zwischen Hessen-Darmstadt und Nassau, später die Kreisgrenze zwischen dem Dillkreis und dem Kreis Biedenkopf. Heute ist dies die Westgrenze von Bad Endbach und zugleich auch die Grenze zwischen dem neuen Landkreis Marburg-Biedenkopf und dem Lahn-Dill-Kreis.

## Geologie
Ostteil des Rheinischen Schiefergebirges

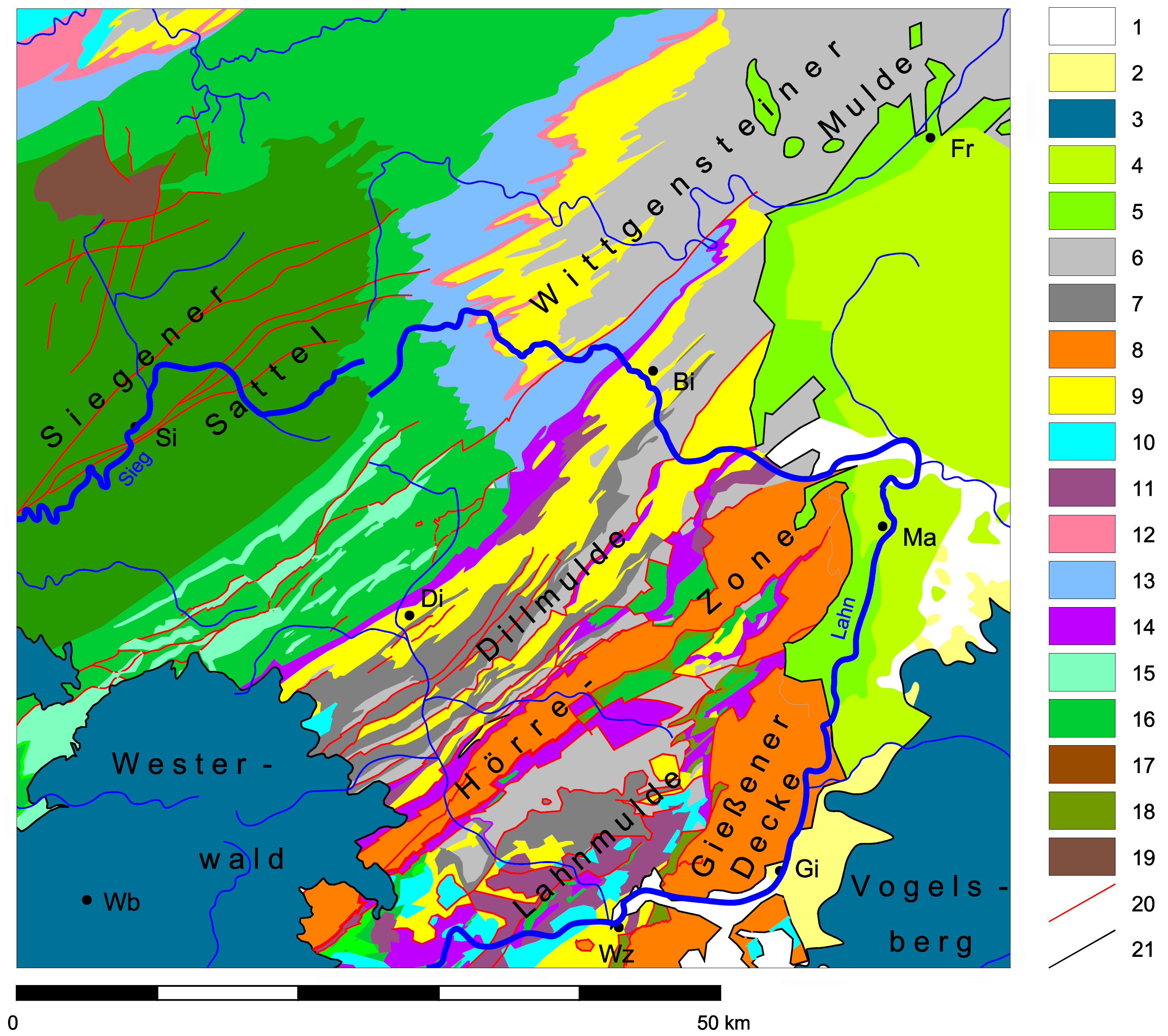
Geologische Karte von Dillmulde, Hörre-Zone und Lahnmulde mit angrenzenden Gebieten

Geologisch gehört das Siedlungsgebiet der Gemeinde Bad Endbach zum Ostteil des Rheinischen Schiefergebirges, das hier im sogenannten Hessischen Synklinorium seinen kompliziertesten Aufbau hat, bei dem sich verschiedene Einheiten unterscheiden lassen.
Im Tertiär wurde das Schiefergebirge eingeebnet. Die heutigen Flussnetze entwickelten sich durch Einschneiden in die alten Verebnungen. Aus dieser Zeit blieben alte Landoberflächen erhalten, vor allem bei Bottenhorn (Bottenhorner Hochflächen) und westlich davon, sowie bei Holzhausen/Hünstein und Weidenhausen (Gladenbach). Sie gehören somit zu der geologisch ältesten Landoberflächengeneration im „Rheinischen Schiefergebirge.“
Dillmulde, Hörre-Zone, Lahnmulde
Drei große geologische Baueinheiten, die Dillmulde, die Hörre-Zone und die Lahnmulde, sind durch weitreichende Störungen voneinander getrennt. Die Hörre-Nordrand-Überschiebung grenzt Dillmulde und Hörre gegeneinander ab, die Weidbacher Überschiebung Hörre gegenüber Lahnmulde. Über lange Zeiträume durchliefen Dill- und Lahnmulde einerseits sowie Hörre andererseits verschiedene Sedimentationsentwicklungen, was sich in der faziellen Ausbildung dokumentiert.
Das Gemeindegebiet von Bad Endbach liegt in der stark gegliederten Südwestflanke der Dillmulde, die an die Hörre-Zone grenzt. Dieses Gebiet ist durch zahlreiche Überschiebungen und tektonische Schuppen gekennzeichnet. Die Gesteine der Hörre sind ebenso wie die der weiter südlich bei Wetzlar und Gießen aufgeschlossenen Gießener Decke verglichen mit denen der Dill- und Lahnmulde von stark abweichender Ausbildung. Eine ortsfremde Entstehung der gesamten Hörre und die Überschiebung als tektonische Decke über mehrere Zehner Kilometer auf die Dill- und Lahnmulde wird diskutiert.
Die Gesteine des Gemeindegebietes stammen aus dem Devon und Karbon. Es sind überwiegend Schiefer, Sandsteine, Grauwacken, Kalksteine, Tonsteine, Kieselschiefer und Diabase (Hinterländer Grünstein). Mineralhaltige Thermalwässer, die im Mittel- und Oberdevon aufstiegen, führten zu Erzablagerungen in den Spalten und Klüften des Diabas und des karbonischen Kulmschiefers (siehe hierzu „Bergbau und Hüttenwesen“ im Lahn-Dill-Gebiet). Es finden sich darüber hinaus hier ungewöhnlich viele Erze und mineralische Stoffe: Eisen, Kupfer, Nickel, Mangan, Blei, Silber, Zink, Malachit und in Spuren: Titan, Vanadium, Kobalt, Chrom sowie Schwerspat (Baryt), Kalkstein, Diabas und Schiefer.
Endbacher Schuppe, Eiternhöll-Schuppe
Bad Endbach selbst liegt in der so genannten „Endbacher Schuppe“, die aus Schiefern des Mitteldevons, Oberdevons und vulkanischen Gesteinen des Unterkarbons (Deckdiabas) zusammen mit Schiefern (Kulmtonschiefer) und Grauwacken (Kulmgrauwacken) besteht. Im Verein mit den mitteldevonischen Schiefern treten Gesteine aus dem Unterdevon auf. Ähnliche Gesteine bei Günterod wurden als untermeerische Rutschmassen aus dem Gebiet der Lahnmulde interpretiert. Die Ortsteile Hartenrod, Schlierbach, Hülshof und Bottenhorn liegen im Gebiet der „Eiternhöll-Schuppe“ (Oberdevon, Unterkarbon in Kulm-Fazies), die durch einen Streifen Diabas und Kulmtonschiefer mit den Ortsteilen Wommelshausen und Dernbach von der Endbacher Schuppe getrennt sind.

### Lagerstätten und Bergbau
Der Bergbau hat in der Region und im Gemeindegebiet eine lange Tradition und dürfte bis in die Frühzeit zurückreichen. Es ist davon auszugehen, dass keltische und germanische Volksstämme das in dieser Gegend in schmalen Spalten des Deckdiabas vorkommende Hämatit (über 70 % Eisen, z. B. im Steinbruch bei Rachelshausen) bereits für ihre Waffenherstellung nutzten. Bergbau wurde über das gesamte Mittelalter bis in die jüngste Vergangenheit hinein betrieben.

#### Die „Hüttner-Hütte“ bei Wommelshausen
Von der mittelalterlichen Eisenerzverarbeitung im oberen Salzbödetal zeugen Waldschmieden, die Roteisenstein und Raseneisenerz verarbeiteten u. a. die spätmittelalterlichen Hüttenwerke beim Ortsteil Hütte der Gemeinde Wommelshausen und bei Weidenhausen (Gladenbach) (Standort: Waldmühle).
Im ca. 1,5 km südöstlich vom Hauptort Wommelshausen liegenden Ortsteil Hütte wird 1496 eine Waldschmiede genannt und 1499 ein „Schyluckemoller uss der moelen uff der schmytten“. Der ehemalige Standort des Hüttenwerkes, heutige Hüttner-Mühle an der Einmündung der Dernbach in die Salzböde, ist durch Schlackenfunde belegt. Die verarbeiteten Erze kamen aus Wommelshausen, Endbach, Bottenhorn und Dernbach. Die Eisenhütte bestand etwa ab der Mitte des 15. Jahrhunderts bis zum Ende des 16. / Anfang des 17. Jahrhunderts.
Vermutlich wurde das Werk aufgegeben, weil der Preis für Stabeisen zu dieser Zeit rapide fiel und außerdem die Holzkohle vor Ort durch Übernutzung der Waldungen knapp wurde. Um eine Tonne Eisen zu erzeugen, benötigte man vier Tonnen Holzkohle, für die ca. die achtfache Menge Holz verkohlt werden musste. Etwa 8000 m² gut bestückter Niederwald waren dafür abzuholzen. Die Landesherrschaft sah sich dadurch gezwungen, kleinere Eisenschmelzen zu schließen und die Produktion an wenigen Stellen zu konzentrieren, in der Nähe großer Wälder. Das Erz wurde zum Holz gebracht.
Bereits 1660 wurde Eisenerz aus Wommelshausen zur Aufrechterhaltung des Hüttenbetriebes zur „Bieberhütte“ bei Rodheim-Bieber gefahren. Die Hüttner-Hütte bestand demnach zu diesem Zeitpunkt nicht mehr.
Aus der kleinen Ansiedlung der Hüttenarbeiter entstand der Ortsteil „Hütte“ der Gemeinde Wommelshausen.

#### Eisensteinfahrten
Als die Hüttner-Hütte geschlossen wurde, mussten die Einwohner von Bottenhorner ab 1668/1677 Erz zur Ludwigshütte bei Biedenkopf bringen. Eine Aufstellung aus dieser Zeit belegt, welche Gemeinde wie viel Eisenerz zur Ludwigshütte „gegen billigmäßige Entlohnung“ zu fahren hatte: Bottenhorn 126 Maß, Günterod 102 Maß, Endbach 100 Maß, Hartenrod 91 Maß, Schlierbach 45 Maß und Wommelshausen 85 Maß.
Als Transportmittel für die Eisensteine dienten hölzerne, eisenbereifte Kastenwagen und als Zugtiere Fahrochsen bzw. Fahrkühe. Der Weg, gerechnet ab Mitte heutige Gemeinde Bad Endbach, war c. a. 22 bis 24 km lang, bergauf und bergab, die Straßen schlecht und ausgefahren. Die Zugtiere mussten unterwegs gefüttert und getränkt werden; es mussten Ruhezeiten für das Wiederkäuen und die Nachtruhe eingehalten werden. Eine solche Fahrt (Hin- und Rückweg) dauerte daher länger als einen Tag und eine Nacht.
Das Protokoll einer Möllerung (Hochofenfüllung) der Ludwigshütte aus dem Jahre 1849 führt unter anderem z. B. auch sechs Karren Eisensteine aus Dernbach auf.

### Eisen, Kupfer, Zink, Blei, Nickel, Schwerspat
Welchen Umfang und welche Bedeutung der Bergbau einst im heutigen Gemeindegebiet hatte, verdeutlicht die nachstehende Zusammenstellung. Genannt sind nur namentlich bekannte Erzförderstätten. Von den übrigen zahlreichen namenlosen Fundstellen aus dem frühen und hohen Mittelalter zeugen heute nur noch zugefallene Stollenmundlöcher, Gruben und Halden sowie Endsilben in Flurnamen wie etwa -kaute oder -griww = Grube.
Bronzegießerei in Hartenrod
Ab 1674 bis 1878 wurde in der Grube Grüner Baum in Hartenrod Kupfer- und Bleierz gefördert; am Eisenberg grub man von 1775 bis 1830 nach Eisen, Kupfer, Nickel, Zink und Malachit. Hessen ließ ab 1733 fünf neue Bergwerke im Obergericht des Amtes Blankenstein (heutiges Gemeindegebiet) anlegen, davon zwei in Hartenrod und eins in Wommelshausen. Ab 1783 förderte man aus der Jakobsgrube Kupfererz und von 1800 bis 1846 aus den Gruben Hirschhohl und Holde Eintracht Kupfer- und Zinkerz. In dieser Zeit bestand auch eine Bronzegießerei in Hartenrod.

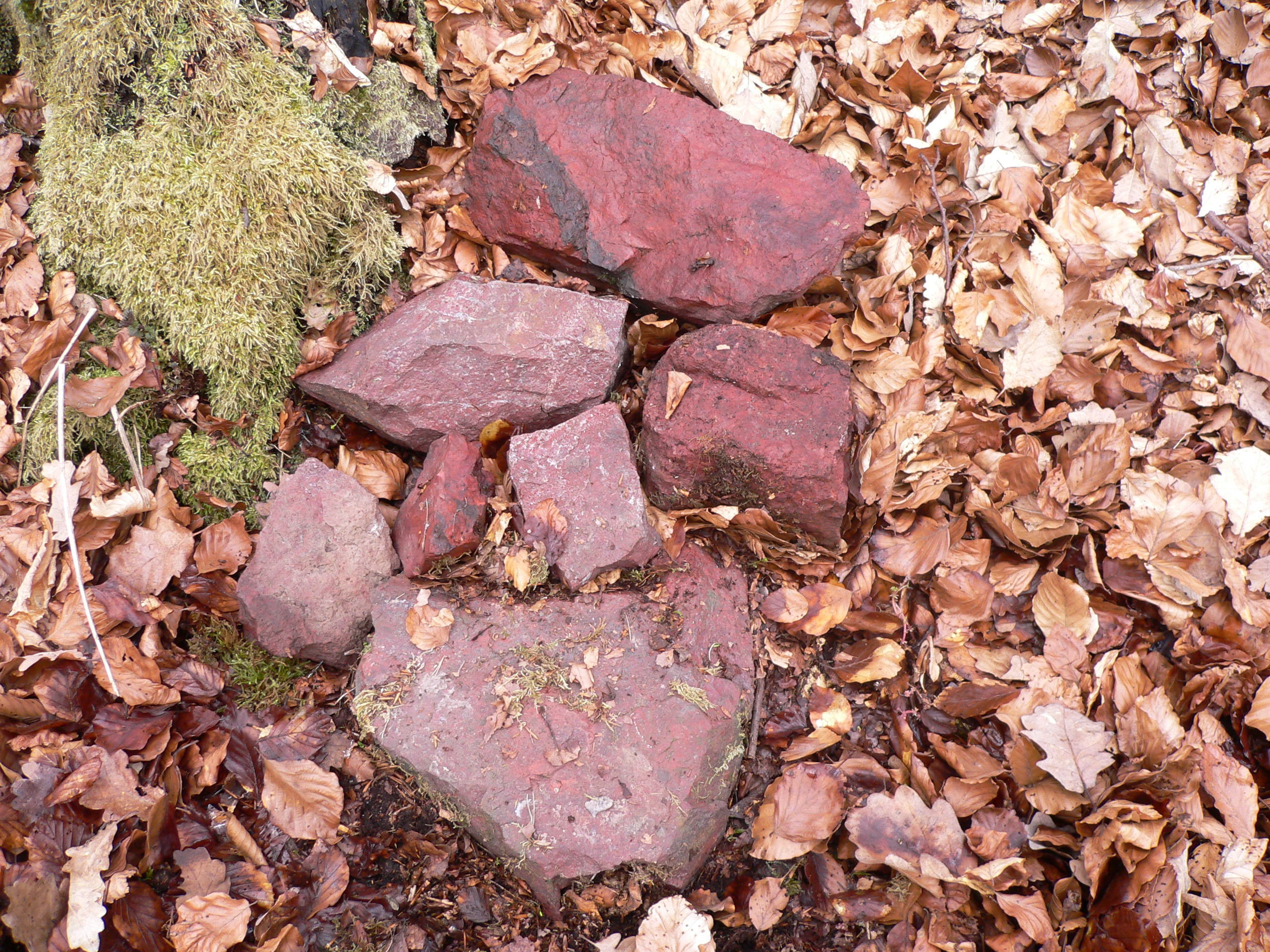
Roteisenstein, Fundort ehemalige Grube „Ruremark“ bei Wommelshausen

Roteisenstein, Kupfer, Nickel und Schwerspat
Eine weit ins Mittelalter zurückreichende Bergbaugeschichte hat Wommelshausen vorzuweisen, wie die einstige Wommelshäuser Hütte (15./16. Jh.) belegt. Die zahlreichen Flurnamen mit der Endung -griww (Grube) deuten darauf hin. Roteisenstein tritt heute noch an vielen Stellen zutage. Ab 1654 wurde der Eisenerzbergbau wieder verstärkt betrieben. 1733 ließ der Landgraf eine hier neue Grube anlegen (Lage und Name nicht bekannt). Mündlich überliefert sind mehrere ehemalige Abbaustellen. Namentlich bekannt sind aber nur die Gruben Ruremark und Rainborn.
In Dernbach reicht die Eisenerzförderung weit zurück ins Mittelalter, zum Beispiel die Gruben in der Gemarkung Ruremark (Rote Mark) oberhalb der Hintermühle direkt an der Gemarkungsgrenze Dernbach/Wommelshausen, die bis in die zweite Hälfte des 19. Jahrhunderts ausgebeutet wurden. In den 1930er Jahren unternahm man hier Versuche, den Abbau wieder aufzunehmen, was aber misslang.
In Günterod wurde Am Schönscheid ab 1775 nach Kupfer und Blei und im 19. Jahrhundert auch nach Schwerspat gegraben. Von 1977 bis 1982 ließ die Bundesanstalt für Geowissenschaften und Rohstoffe Aufschlussbohrungen Am Schönscheid auf Schwerspat, Kupfer und Silber durchführen. Der sinkende Metallpreis verhinderte einen Ausbau.
In der Bottenhorner Grube Versöhnung baute man 1845 Eisen-, Kupfer- und Nickelerze ab, 1858 wurde am Kreuzberg nach Roteisenstein geschürft und 1870 ein Schwerspatvorkommen aufgefahren, das man 1956 nochmals mit dem Barbara-Schacht aktivierte.
In zwei Stollen „am Brühl“, am westlichen Fuß des Räschert (Flurname), im Ortsteil Wommelshausen-Hütte wurde ab 1865/66 Nickelerz und Kupfererz abgebaut, aber wegen des geringen Ertrags nach wenigen Jahren wieder eingestellt.
Der Mitte des 19. Jahrhunderts in Betrieb genommene Stollen Elisabeth (östlich von Dernbach) erbrachte Eisenerz und Schwerspat. In den 1920er Jahren teufte man nordöstlich von Dernbach den Schacht Germania ab, aus dem ebenfalls Spat gefördert wurde.
Bedeutendes Schwerspatvorkommen (Baryt) in Hartenrod
Bereits 1828 hatte man Schwerspat / (Baryt) entdeckt, konnte aber damit zunächst nichts anfangen. Erst ab 1884 nahm die Grube Bismarck nordwestlich von Hartenrod die Förderung von Schwerspat und Kupfer auf. Diese Grube blieb bis 1957 in Betrieb. In der angeschlossenen Spatmühle wurde auch der Spat aus der unmittelbar an der Grenze (Gemeinde Wallenfels im Schelderwald) gelegenen Grube Koppe verarbeitet. Grube und Mühle waren von 1925 bis 1943 mit einer Seilbahn verbunden. Das Schwerspatvorkommen in Hartenrod war eines der bedeutendsten in Deutschland und gab zeitweise bis zu 180 Beschäftigten Arbeit und Brot.
Erzvorkommen nicht mehr abbauwürdig
Alle vorstehend in der Aufstellung genannten Vorkommen sind aus wirtschaftlicher Sicht heute nicht mehr abbauwürdig.

#### Diabas Steinbrüche

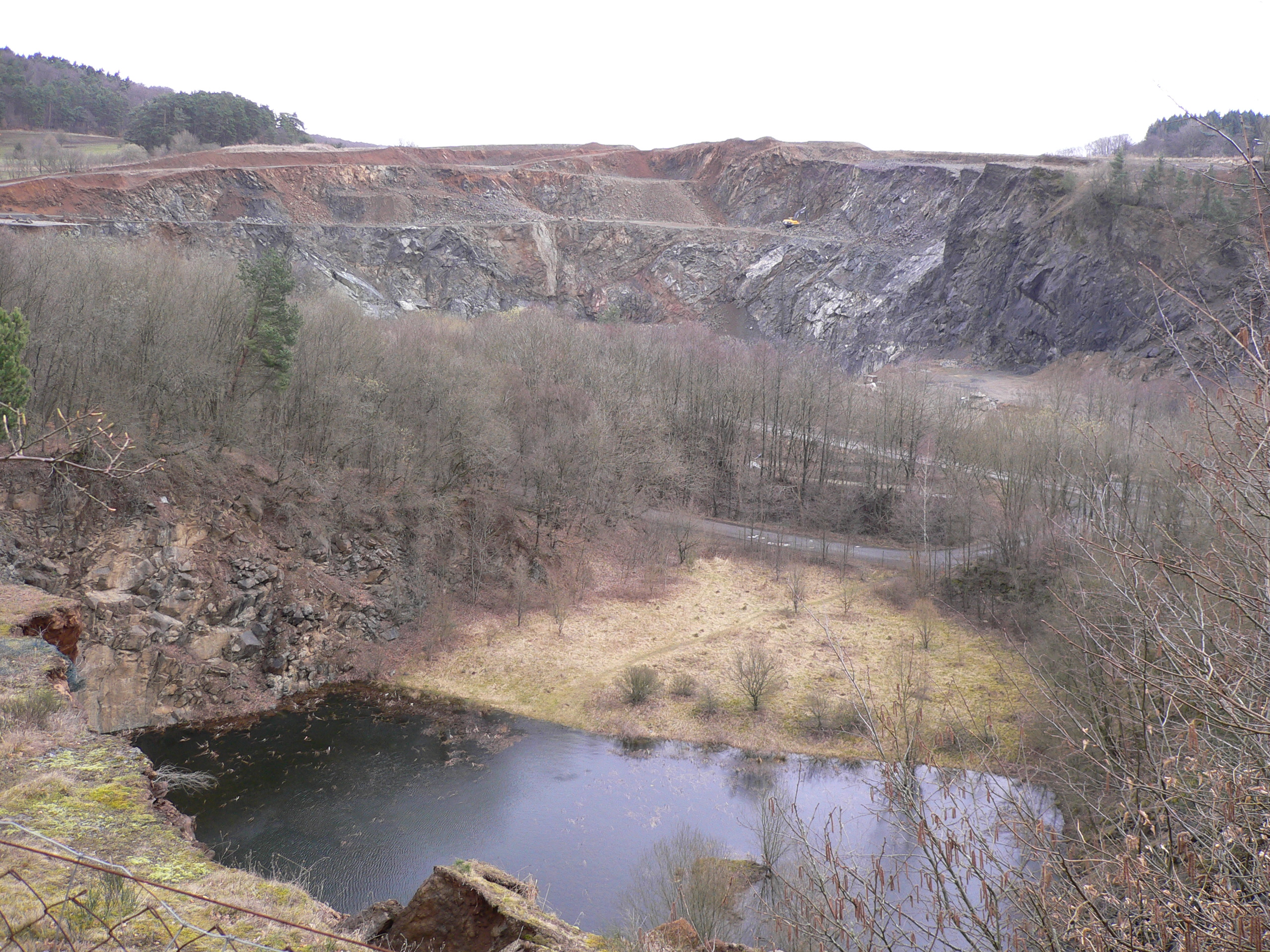
Diabas-Steinbruch „Hahnkopf“ am Hülsbach zwischen den Gemarkungen Hartenrod und Wommelshausen, Blickrichtung Wommelshausen

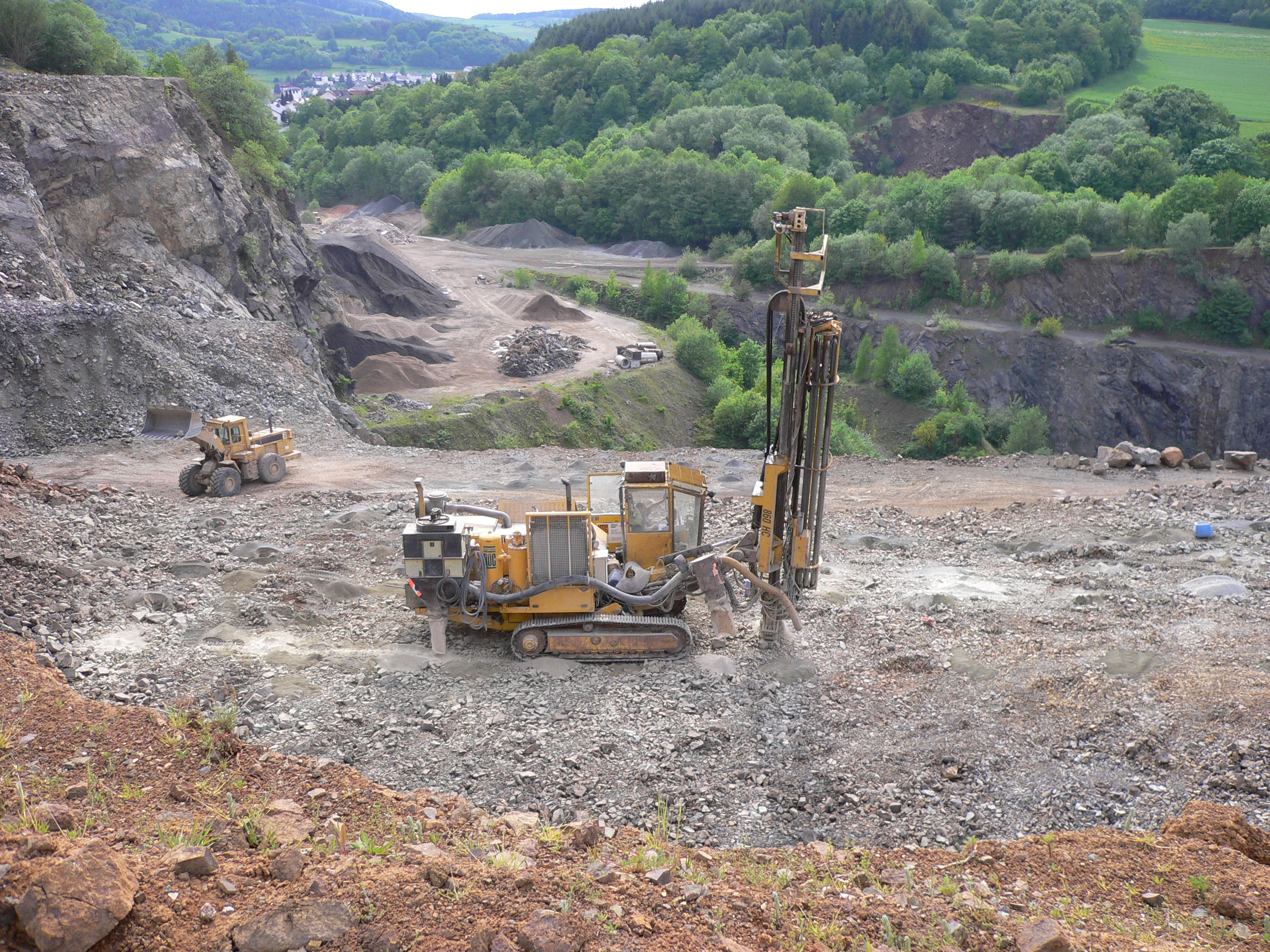
Diabas-Steinbruch „Hahnkopf“, Blickrichtung Hartenrod

Als die Erzförderung auslief, stellte der Abbau von Diabas in Steinbrüchen, besonders der Varietät „Paläopikrit“, seit dem Ende des 19. Jahrhunderts eine Alternative zum ortsnahen Broterwerb dar. Diese Diabas-Varietät ist unter dem Namen Hinterländer Grünstein bekannt. Sie besteht hauptsächlich aus den Mineralien Olivin und Augit. Von den ehemaligen kleineren und mittleren Steinbruchbetrieben in Günterod, Schlierbach und Wommelshausen findet man nur noch die Aufschlüsse und die Abraumhalden. Die ehemals größeren Steinbrüche in Dernbach, Bottenhorn und Wommelshausen haben tiefe Narben in der Landschaft hinterlassen und sie partiell stark verändert.
Der 1902 aufgefahrene große Steinbruch „Hahnkopf“ ist heute noch in Betrieb. Er liegt auf zwei Gemarkungen; der eigentliche Steinbruch in der Gemarkung Wommelshausen und die Verwaltung mit dem Brecher und den Betonmischanlagen in der Gemarkung Hartenrod. Der Grenzbach Hülsbach trennt die beiden Betriebsteile. Der älteste Teil des Steinbruchgeländes auf dem Wommelshäuser Gemeindegebiet wurde inzwischen mit Müll, Bauschutt und Abraum aufgefüllt.

#### Mineral- und Thermalwasservorkommen
Das Lahn-Dill-Gebiet und mit ihm das Gebiet um Bad Endbach liegt am Westrand der europäischen Grabenbruchzone, die als Mittelmeer-Mjösen-Zone an der Rhone-Mündung beginnt und sich durch den Oberrheingraben, die Westhessische Senke und Norddeutschland (Lüneburg, Gorleben) bis Norwegen hinzieht. Nahezu alle bedeutenden deutschen Mineralwasservorkommen (Förderanlagen) sind in diesem Umfeld zu finden. Von Süden her zieht durch den Oberrheingraben über Wiesbaden, Selters, Neuselters/Biskirchen, Löhnberg ein tiefer unterirdischer Chlorid-Wasserstrom (Tiefenwasservorkommen) nach Norden in Richtung Dillmulde, Hörre-Zone, Salzböde, Lahnmulde. Wo er endet, ist nicht bekannt.
Satellitenaufnahmen zeigen im oberen Salzbödetal deutlich jüngere geologische Störungszonen/Verwerfungen, die sich für Thermal- und/oder Mineralwasserbohrungen anbieten. Aufgrund des geothermischen Gradienten (geothermische Tiefenstufe), d. h. Zunahme der Temperatur von 3 °C pro 100 m Tiefe, ist bei einer Durchschnittstemperatur von 7 °C im Mittel im Raum Endbach in 1000 Meter Tiefe eine Temperatur von 37 °C zu erwarten. Das ist die Grundlage für die Thermalwasserbohrung in Bad Endbach, die 2002 mit einer Endteufe von 975 m bis auf eine wahre Tiefe von 951 m niedergebracht wurde. Nach Durchteufung von Metavulkaniklastiten der Givet-Stufe tritt unterhalb von 921 m in das Bohrloch hochsalinares, 33 °C warmes Wasser ein, das seit 2009 als Thermalwasser genutzt wird.
Im Gemeindegebiet von Schlierbach (Bad Endbach), nördlich von Hartenrod, entspringt in den Salzwiesen die Salzböde, an deren Oberlauf die Gemeinde Bad Endbach liegt.

## Klima
Großklimatisch gehört der Raum Bad Endbach zum Klimagrenzbezirk zwischen Südwestdeutschland, Nordwestdeutschland und westlichem Mitteldeutschland, wobei die maritime Klimakomponente Nordwestdeutschlands etwas vorherrschend ist.

### Regionalkimatisch Westerwaldklima
Landschaftsklimatisch gehört Bad Endbach eindeutig zum Westerwaldklima, was hauptsächlich in dem reichlichen Niederschlag von fast 890 mm (langjähriges Jahresmittel) zum Ausdruck kommt. Das Gemeindegebiet kann zu den niederschlagsreichen Regionen gerechnet werden. Es weist einen Wasserhaushaltsüberschuss auf. Andererseits macht sich anhaltende Trockenheit bei der dünnen Krume schnell nachteilig bemerkbar. Die meisten Niederschläge fallen im Juni/Juli und November/Dezember.
An 40 bis 50 Tagen kann mit Schneefall gerechnet werden. Eine geschlossene Schneedecke kann 60 Tage in Hülshof und Bottenhorn bis 90 Tage liegen. In Hartenrod gibt es daher auch einen Skihang mit Lift und Flutlichtanlage. Auf der Bottenhorner Hochfläche wird im Winter regelmäßig eine anspruchsvolle Loipe gespurt.
Es herrschen milde Winter und warme Sommer vor. Für die im Kerngebiet liegenden Ortsteile Endbach, Hartenrod, Schlierbach und Wommelshausen einschließlich Hütte gilt Folgendes: Die mittlere Tiefsttemperatur ist im Januar mit etwa −1,2 °C angegeben, wobei Schwankungen zwischen +3,6 °C und −8,0 °C je nach Strenge des Winters auftreten können. Im April beträgt die Mitteltemperatur +6,1 °C, im Juli +15,0 °C und im Jahresdurchschnitt +7,0 °C. Als mittlere Jahresschwankung errechnen sich +16,5 °C. Für die Ortschaften Günterod, Dernbach, Hülshof und Bottenhorn gelten andere Daten. Das zeigt sich auch an der in Hülshof und Bottenhorn ca. 10 bis 14 Tage später einsetzenden Obst- und Getreidereife im Vergleich zu den tiefer gelegenen Ortsteilen.
In den höher gelegenen Ortsteilen Bottenhorn, Hülshof, Dernbach, Günterod und Wommelshausen spielen gegenüber den etwas anfälligeren Ortsteilen im Salzbödetal (Endbach, Hütte und Hartenrod) belastende Schwüle und anhaltender Nebel praktisch keine Rolle. Winterliche Kaltluft aus dem Osten trifft sie nahezu ungehindert; allerdings ist ihr Abfluss stets gewährleistet, so dass sie nicht stagnieren kann.

### Starkregenereignis 1826 in Bottenhorn und Schlierbach
Vom 27. bis 28. Mai 1826 wurden Bottenhorn und Schlierbach von einem Starkregenereignis mit katastrophalem Ausmaß heimgesucht. Drei schwere Gewitter entluden sich am 27. und zwei weitere am 28. Mai mit Schwerpunkt Bottenhorn mit Auswirkungen bis Wallenfels und besonders Schlierbach. In Bottenhorn wurde das Vieh auf umliegende Berge getrieben, trotzdem ertranken 7 Kühe. Das Dorf stand Meter hoch unter Wasser. Ähnlich erging es den Schlierbachern, hier fielen noch eiergroße Hagelkörner; alle Anwesen standen unter Wasser und im Schlamm, 5 Schweine und eine Kuh ertranken. Beide Dörfer waren danach total verwüstet, der Ackerboden abgeschwemmt. Das Unwetter hatte auch Auswirkungen auf die umliegenden Dörfer (Wommelshausen, Hartenrod und Endbach) in Form von starken Abschwemmungen, Schlammablagerungen und Schluchtenriße im Gelände.
Als Erinnerung an diese Katastrophe wurde in Bottenhorn noch jahrzehntelang ein Gedenkgottesdienst abgehalten.

### Unwetter 2006 und 2007
Am Abend des 17. September 2006 fielen im Gemeindegebiet Bad Endbach in wenigen Stunden über 100 mm Regen (langjähriges Jahresmittel: 890 mm) und ließen Salzböde, Endebach und die anderen Nebenbäche über ihre Ufer steigen. Bei diesem bis dahin schwersten Unwetter (seit 1826 in Schlierbach und Bottenhorn) in der Geschichte der Gemeinde liefen innerhalb weniger Minuten die Keller der in Ufernähe stehenden Häuser voll.
Am schlimmsten traf es das Gebiet rings um den Bad Endbacher Kurpark. Hier staute sich das Wasser vor dem schmalen Durchlass unter der Herborner Straße. Binnen weniger Minuten stiegen die Fluten auf rund 1,60 Meter an. Die Wassermassen zerstörten das Sicherheitsglas der Fenster im Erdgeschoss des Kur- und Bürgerhauses, verwüsteten u. a. das Archiv und eine Gaststätte.
Der Orkan Kyrill entwurzelte bzw. zerstörte am 18. und 19. Januar 2007 flächenhaft zahlreiche Nadelbaumwaldungen, insbesondere in den privaten und gemeindeeigenen Waldungen auf den Bottenhorner Hochflächen. Auch Buchenwaldungen wurden stark verwüstet, z. B. im Staatswald östlich des Dernbacher Sportplatzes.

## Geschichte

### Vorgeschichte
Die Vorgeschichte von Bad Endbach setzt man an mit den ältesten aufgefundenen Spuren menschlicher Tätigkeit. Im oberen Salzbödetal reichen die für uns erkennbaren Anfänge menschlicher Kultur bis in die Steinzeit zurück. Man fand in der Gemarkung Hartenrod nach 1920 eigentümlich bearbeitete Feuersteine aus dem Neolithikum, die vielleicht als Waffen (Keulen, Faustkeile, Steinmesser und Speerspitzen) oder Ackerbaugeräte verwendet wurden. Auch an anderen Stellen der Gemarkung fand man Steingeräte für die Jagd und den Ackerbau, unter anderem zwei Kilogramm schwere Feuersteine, die als Pflugschar gedient haben könnten.
Megalithische Grabanlagen

Zerstörtes Großsteingrab, bei Hülshof, Seiten- und Deckensteine

Westlich von Bottenhorn (ca. 2,4 km) und (ca. 1,6 km) nordöstlich von Dernbach auf einem kleinen Hügel im Wald (Hinweis auf einem Stein am Forstweg) befinden sich deutliche Reste eines Galeriegrabes/Steinkistengrabes und nördlich von Hülshof am Rand eines kleinen Wäldchens ca. 40 m östlich der L 3049, an einem Feldweg liegen Seiten- und Deckensteine eines zerstörten Großsteingrabes/Megalithgrabes. Beide Objekte wurden archäologisch bisher noch nicht untersucht.

### Jadebeil und Doppelaxt „Amazonenaxt“
Bei Ausschachtungsarbeiten für die Wasserleitung in Günterod fand man ein Steinbeil (Jadebeil) aus Jadeit, das der Jungsteinzeit (5300 bis 3000 v. Chr.) zugerechnet wird. Dieses Beil ist ein für den hiesigen Raum äußerst seltenes Fundstück und war ehemals sicherlich ein Prestige- oder Kultsymbol. Neolithisch genutzte Brüche von Jadeit liegen mehrere hundert Kilometer weit von Günterod entfernt in den Westalpen, am Monte Viso und am Monte Beigua.
In der Gemarkung Wommelshausen wurden auf einem Acker auf der Äwwelt (Flurname) ein etwa neun Zentimeter langes Trapezbeil aus dem Neolithikum gefunden.
In Endbach wurde 1952 an der Straße nach Hartenrod (ehem. Gärtnerei Debus) eine Grube mit Vorratsgefäßen aus der La-Tène-Zeit angeschnitten.
Eine steinerne Doppelaxt aus Diorit, ein Statussymbol
Eine große Überraschung und ein bedeutender Fund für die Heimatgeschichte war die steinerne Hälfte einer am Schaftloch zerbrochenen Doppelaxt aus Diorit, eine sogenannte Amazonenaxt – wohl ein Statussymbol mit kultischer Bedeutung. Sie wurde bei Ausschachtungsarbeiten 1973 in Wommelshausen im Neubaugebiet am Gewenn (Flurname) entdeckt. Diese Doppelaxt aus dem frühen dritten Jahrtausend v. Chr. (Jungneolithikum, Trichterbecherkultur, Megalithgräber, Hünengräber) ist der südlichste Fund einer mit Rillen verzierten Steinaxt und das einzige Exemplar in Hessen. Eine ähnlich gearbeitete, unzerbrochene doppelschneidige Axt fand man als Beigabe in einem Einzelgrab in Wertle/Emmeln Krs. Meppen.
Gute Siedlungsbedingungen in der Südabdachung der Bottenhorner Hochflächen
Diese vorgenannten wenigen Einzelfunde lassen jedoch nicht unbedingt auf eine dauerhafte frühe Besiedlung schließen. Aufgrund der Lage in der Südabdachung der Bottenhorner Hochflächen und seiner Geomorphologie war das obere Salzbödetal nicht siedlungsunfreundlich. Der Wald- und Wasserreichtum und von Nord nach Süd verlaufende Seitentäler mit ihren sonnigen Randlagen boten möglichen Siedlungsplätzen ausreichend Schutz sowohl gegen den nasskalten Westwind als auch gegen den trockenen Nord- und Ostwind. Auch auf der Hochfläche bei Hülshof und Bottenhorn (Bottenhorner Hochflächen) gab es ideale Lagen für Wohnplätze. Konkrete Hinweise auf vorgeschichtliche Siedlungsplätze fehlen hier bisher, mit Ausnahme der jüngsten hallstattzeitlichen Funde bei Endbach.

### Frühgeschichte
Um 700/600 v. Chr. wurden das Lahn-Dill-Gebiet und das Rothaargebirge von Süden (z. B. Dünsberg) und Südosten (z. B. Kirchain-Niedernwald und Amöneburg) her von Kelten besiedelt. Anreiz waren sicherlich die hier leicht zu erschließenden Erzlagerstätten (Eisen und Kupfer) mit nutzbarer Qualität. Damit entstanden während der Spät-Hallstattzeit auch erste feste Wohnplätze. Zahlreiche Orts-, Fluss- und Bergnamen lassen sich auf diese Siedler zurückführen, zum Beispiel die Namen mit den Endungen -lar (Wetzlar, Weimar), -phe (Lasphe, Banfe), -a (Laisa, Eifa) oder die Lahn und die Bäche Perf und Dautphe sowie die Endungen -merk und -merich in Flurnamen, die für „Berg“ bzw. Berghang stehen.
Zu diesen frühgeschichtlichen Siedlungsplätzen in der näheren Umgebung werden vor allem die nachstehenden Höhensiedlungen gezählt: Dünsberg, Angelburg (Berg), Daubhaus, Ringwall Hünstein, Ringwallburg Heunstein, sowie vermutet auf dem „Burgberg“ bei Steinperf (teilw. zerstört durch Steinbruch) und dem „Kisselberg“ bei Günterod.

#### Hallstattzeit, Aktuelle Bodenfunde bei Endbach, Wohnplatz und Eisenerzverhüttung
Im Ortsteil Endbach fand man bei Ausschachtungsarbeiten in den Jahren 2020/21 für eine neue Wohnbebauung am „Sonnenhang“ auf dem Gelände einer ehemaligen Gärtnerei deutliche Spuren von einem frühgeschichtlichen Wohnplatz, der ausgegraben und archäologisch untersucht wurde. Gefunden wurden hallstattzeitliche Siedlungsspuren (Eisenzeit, 7./6. Jh. v. Chr.) und Überreste einer Eisenerzverhüttung.
Vor und nach Christi Geburt
In den Jahrzehnten vor und nach Christi Geburt wanderten aus Nordost und Ost elbgermanische Volksgruppen (Sueben?) nach Mittelhessen ein und wurden hier ansässig.
Zur gleichen Zeit versuchten die Römer, den Raum vom Rhein bis zur Elbe unter ihre Herrschaft zu bringen. Dabei drangen sie, die alten Fernwege nutzend, auch in mittelhessisches Gebiet ein und bauten Militärlager, z. B. bei Niederweimar und Dorlar, und begannen mit dem Bau einer Stadt bei Waldgirmes (siehe Römisches Forum Lahnau-Waldgirmes), wie jüngste Ausgrabungen belegen. Diese Anlagen verfielen nach dem Jahre 9 n. Chr., vermutlich als Folge der katastrophalen Niederlage der Römer gegen die Germanen in der Schlacht im Teutoburger Wald.
Keltisch-germanische Mischbevölkerung
Welche Volksgruppe bis zur Zeit der Völkerwanderung hier siedelte, lässt sich nicht mehr genau feststellen, am wahrscheinlichsten ist eine keltisch-germanische Mischbevölkerung, die dem Stamm der Chatten zugerechnet werden kann. Während der Völkerwanderungszeit scheint der Raum nicht völlig entsiedelt worden zu sein, große Teile dieser Bevölkerung blieben in den Siedlungskammern wohnen, wurden zur Stammbevölkerung und wahrten damit auch die sprachliche Kontinuität.

### Christianisierung
Iro-schottische Wander-Mönche (Iroschottische Mission) hatten bereits seit Beginn des 7. Jahrhunderts unter den Chatten missioniert und erste Stützpunkte und damit Kirchen im mittelhessischen Raum und Thüringen gegründet. Bonifatius baute bei seiner Mission auf dieser iro-schottischen Organisation auf und reformierte sie nach römischem Vorbild. Er war eher Kirchenreformer als Missionar.
Es wirkte also bereits eine, in Konkurrenz zur Römischen Kirche stehende, iro-schottische Kirchenorganisation im hessischen und thüringischen Raum, als Bonifatius hier auftrat. Nachgewiesene Spuren und Zentren dieser vorbonifatischen Mission ab der ersten Hälfte des 7. Jahrhunderts in Hessen finden sich in Büraburg, Hersfeld, Kesterburg, Amöneburg, Wetter, Schotten, dem Gießener Becken und der Wetterau.

### Im Grenzgebiet zwischen den Bistümern Mainz und Trier, die Kirchenorganisation vor 1350
In vorreformatorischer Zeit verlief durch das heutige Gemeindegebiet die Grenze zwischen zwei Bistümern, Trier und Mainz. Endbach und Günterod gehörten vor 1350 zur Mutterkirche Altenkirchen (Hohenahr), Archipresbyterat Wetzlar, Archidiakonat Dietkirchen an der Lahn und somit zum Bistum Trier. Beide Orte waren ehemals Bestandteil der Grafschaft Solms. Zum Bistum Mainz gehörten mit seiner Mutterkirche (St. Martin) in Gladenbach: Hartenrod, Schlierbach, Bottenhorn, Dernbach und Wommelshausen, Archidiakonat St. Stephan (Mainz) in Mainz.
Bistumsgrenzen
Die ehemalige Bistumsgrenze verlief entlang den Gemeindegrenzen zwischen Günterod und Hartenrod (über den Berg Schönscheid > Scheide = Grenze), Endbach und Hartenrod sowie Endbach und Wommelshausen. Zwischen Wommelshausen und Endbach verlief sie über Wade (Warte) und Mud-scherd (abgeleitet von Scheide = Grenze oder Scheideweg).
Die Einteilung und Grenzen der damaligen Kirchenorganisation haben sich teilweise bis heute erhalten. Sie lassen sich auch manchenorts rekonstruieren wenn man sich an den alten kirchlichen Zuständigkeiten, wie Archidiakonatsgrenzen und Bistumsgrenzen zwischen Mainz und Trier orientiert, die auch das heutige Gemeindegebiet betrafen. Weitere Hinweise geben die Grenzen der ehemaligen Pfarrbezirke der Urpfarreien, der Mutterkirchen.
Die Pfarrei Hartenrod mit Hartenrod, Schlierbach, Endbach, Bottenhorn, (Dernbach?) und Wommelshausen gehörte ehemals zur Mutterkirche St. Martin in Gladenbach. Der erste bekannte Pfarrer der Pfarrei Hartenrod war „Peter von Buchenau“, der 1367 genannt wird. Die Abspaltung von der Pfarrei Gladenbach muss erst wenige Jahre zuvor erfolgt sein und hing vermutlich zusammen mit der Bildung des neuen Verwaltungsbezirkes Obergericht des Amtes Blankenstein als Folge der Dernbacher Fehde. Dies geschah im Verlaufe der endgültigen Grenzfestlegung im Westen mit der Grafschaft Nassau nach 1352. Die Pfarrei Hartenrod (das Kirchspiel Hartenrod) und der Verwaltungsbezirk Obergericht des Amtes Blankenstein waren seitdem deckungsgleich.
Hülshof gehörte von 1284 bis 1463 dem Kloster Altenberg bei Wetzlar und Günterod kam erst 1605 zur Pfarrei Hartenrod.
Für Bottenhorn und Dernbach wird auch eine ehemalige Zugehörigkeit zur Pfarrei Obereisenhausen diskutiert.

### Mittelalter
Siedlungsgeschichte
Die frühmittelalterliche Besiedlung bestand aus Einzelhöfen, Hofgruppen, Streusiedlungen in Weilerform, als offene lockere Hofbebauung. Viele Orte des Siedlungsraumes Obere Salzböde existierten bereits im 8. Jahrhundert. Die heutigen ‑hausen-Orte im südlichen Hinterland, wie Rachelshausen, Runzhausen, Römershausen (Gladenbach), Erdhausen, Weidenhausen und Wommelshausen, dürften während der fränkischen Kolonisation, in der Zeit von 600 bis 800 n. Chr., entstanden sein. Endbach, Schlierbach (Bad Endbach) und Hülshof (ehemals Hulsbach) sind in der gleichen Zeit anzusetzen. Bottenhorn ist vermutlich der älteste Siedlungsplatz der Gemeinde, während Dernbach (Bad Endbach) erst mit dem Burgbau ab 1350 als Siedlung zu nennen ist.
Die „Rode-Orte“, Eisemroth, Günterod und Hartenrod sind als Rodesiedlungen einer Ausbauperiode gegen Ende des ersten Jahrtausends zuzurechnen. Sie entstanden vermutlich während des „Mittelalteroptimums“ (Mittelalterliche Warmzeit), als in der Zeit nach 900 n. Chr. bis etwa Ende des 13. Jahrhunderts eine Warmperiode zu verzeichnen war. Die Bevölkerung wuchs rasch; sie musste ernährt werden. Neue Acker- und Siedlungsflächen wurden dringend benötigt. Dafür rodete man Waldflächen in bisher unwirtlichen Mittelgebirgsregionen. Auf diesen Rodungsflächen entstanden neue Siedlungen, die Rode-Orte.
Die ältesten erhalten gebliebenen urkundlichen Erwähnungen von Orten des oberen Salzbödetales weisen in das 13. und 14. Jahrhundert. Urkunden sind rein zufällig erhaltene Belege von Rechtsgeschäften und sagen nichts über das wirkliche Alter einer Siedlung aus.

#### Bestandteil des Lahngaus
Bereits im 7. Jahrhundert wurde das Gebiet als Bestandteil des Lahngaus fest in den fränkischen Staatsverband integriert. Als König Konrad I. aus dem salisch-fränkischen Geschlecht der Konradiner 918 in Weilburg starb, erbte sein Bruder Herzog Eberhard seinen Besitz in und um Weilburg. Nach dessen Tod 939 (kinderlos) fielen seine umfangreichen Besitzungen an den Kaiser als Reichsgut. Die sächsischen Kaiser verschenkten es im Laufe des 10. Jh. nach und nach an das Bistum Worms und das Walpurgisstift Weilburg. Dazu gehörten auch Ländereien und hoheitliche Rechte als Streubesitz im Gebiet an der oberen Lahn (u. a. im Perfgau) und im angrenzenden Dill-Gebiet. Die Ausübung der Gerichtsbarkeit und den militärischen Schutz in diesen Gebieten übertrugen die Bischöfe den Grafen von Nassau, nachweisbar ab 1195.

#### Untergrafschaft Ruchesloh
Ob der Raum an der oberen Salzböde um 1200 bereits schon vollumfänglich zum Hundertschaftsbezirk bzw. Cent Gladenbach (später Amt Blankenstein), zur Untergrafschaft Ruchesloh (Gerichtssitz: südöstlich von Oberweimar) gehörte, ist unklar. Inhaber der Grafschaft Ruchesloh waren die Herren von Merenberg mit Sitz auf Burg Gleiberg. 1325 konnte die Landgrafschaft Hessen die Gerichtsrechte von den Merenbergern erwerben. Lennartz verweist hier auf noch bestehende wormsische Lehen und Rechte.
Im ehemaligen Verwaltungsbezirk des Amtes Blankenstein und den angrenzenden Gebieten hatten das Bistum Worms (Hochstift Worms) und auch das Walpurgisstift in Weilburg als Reichsstift umfangreichen Besitz (u. a. Vogtei- und Gerichtsrechte), den die Grafen von Nassau als Vögte des Domstiftes Worms verwalteten. Den gesamten Vogteibesitz überließ ihnen das Domstift Mitte des 13. Jh. als Pfandbesitz, den sie 1294 ganz erwerben konnten. Die Grafen von Nassau hatten auch Streubesitz innerhalb der Grafschaft Ruchesloh. Sie gründeten ihren Einfluss und ihre Macht auf Eigenbesitz, Lehen und Vogteirechte.

#### Landgrafen von Thüringen erben Besitz und Rechte in Hessen
Die Landgrafen von Thüringen (Hessen) erbten durch Heirat den Besitz und die Rechte der Grafen Giso (Gisonen) und damit auch die Lehnshoheit vom Reich über weite Teile eines Gebietes, das vom Burgwald bis zum Westerwald reichte und das somit auch den Bereich der Gemeinde Bad Endbach umfasste. Dadurch wurden die Landgrafen auch die Oberlehnsherren der Grafen von Nassau. Die späteren Streitigkeiten mit dem aufstrebenden Grafenhaus, das vom Bischof in Mainz unterstützt wurde, waren damit vorprogrammiert.
„Landgrafen von Hessen“ ab 1247
Es gelang den späteren Landgrafen von Hessen erst in einem langen und zähen Ringen mit den Grafen von Nassau, bekannt als „Hundertjährige Dernbacher Fehde“ (ca. 1230 bis 1336), das Hinterland, insbesondere das Amt Blankenstein mit seinen beiden Verwaltungsbezirken „Obergericht“ und „Untergericht“, endgültig für Hessen zu gewinnen.

### Innen- und Außenheege
Im Verlauf der „Dernbacher Fehde“ war als Abwehr gegen das Vordringen der Grafen von Nassau die Innenheege, ein 30 bis 50 Meter breiten undurchdringlichen Gehölzstreifen (siehe Mittelhessische Landheegen), bereits 1297 bis 1307 von Hessen angelegt worden. Nach dem Ende der Fehde, als das neu gewonnene Gebiet zu Hessen gekommen war, wurde es durch die Außenheege (1359 bis 1374) im Westen gegen Nassau abgesichert. Zwischen den beiden Heegen entstand danach das Obergericht mit dem Vorort Hartenrod. Die ältere Innenheege trennte das Blankensteiner Untergericht vom Obergericht. Seitdem ist die Außenheege, ehemals Landesgrenze zwischen Hessen und Nassau, die heutige Westgrenze der Gemeinde Bad Endbach und zugleich auch die Kreisgrenze zwischen dem Lahn-Dill-Kreis und dem Landkreis Marburg-Biedenkopf.
Das Rittergeschlecht der Herren von Dernbach, welches die Hauptlast des langen Kampfes getragen hatte, musste nach dem Ende der Fehden auf alle seine umfangreichen Rechte und Besitzungen in der Herborner Mark und seinen Stammsitz Burg Alt-Dernbach westlich von Herbornseelbach verzichten und an die Grafen von Nassau verkaufen, allerdings zu einem für damalige Verhältnisse stolzen Preis. Mit Unterstützung der Herren von Bicken und des hessischen Landgrafen bauten sie die Burg Neu-Dernbach nördlich von Wommelshausen, die sie dem Landgrafen zu Lehen auftrugen und der sie ihnen 1350 wieder zurück verlehnte.
Burg Neu-Dernbach
Die Burg „Neu-Dernbach“ war vorgesehen zur Absicherung der Burg Blankenstein gegen die Grafschaft Nassau und sollte das nach der Fehde neu gewonnene Gebiet am Oberlauf der Salzböde, das später Obergericht genannte Verwaltungsgebiet des Amtes Blankenstein, absichern und gleichzeitig die nördlich auf den Bottenhorner Hochflächen verlaufende bedeutende Fernhandelsstraße, die Brabanter Straße im Auftrag der Hessischen Landgrafen überwachen und schützen.
Der Burgberg und mit ihm die gesamte neue Gemarkung Dernbach wurden aus der Gemarkung von Wommelshausen herausgeschnitten. Wommelshausen bekam als Ausgleich vom Landgrafen dafür im Süden ein Teilgebiet (Flurname: die Hessen) der aufgelassenen Ortschaft Seibertshausen.
Infolge von Fehden (Dernbacher Fehde) verlagerte sich der Fernhandel von der Brabanter Straße im Verlauf des 14. und 15.Jh. immer mehr auf eine neue südliche Trasse im Aartal. Die Burg Neu-Dernbach verlor damit ihre strategische Bedeutung, wurde nicht mehr ausreichend unterhalten und verfiel nach und nach.

#### Amt Blankenstein mit den Verwaltungsbezirken „Obergericht“ und „Untergericht“
Das Amt Blankenstein entstand nach dem Ende der Dernbacher Fehde (1336) und war unterteilt in zwei Verwaltungsbezirke, und zwar in „Obergericht“ und „Untergericht“. Der Verwaltungsbezirk „Obergericht“ (Gerichtsbezirk) des Amtes Blankenstein mit dem Vorort Hartenrod bedeutete nicht höheres Gericht; das ist eine rein geografische Bezeichnung. Der Bezirk lag von Gladenbach (Amtssitz) aus gesehen am Oberlauf der Salzböde, also weiter oben und wurde somit Obergericht genannt. Die Grenzen verliefen entlang der mittelhessische Landheegen, die Innenheege war die Ostgrenze des Obergerichtes und die Außenheege dessen Westgrenze. Günterod kam erst 1443 offiziell dazu und hatte bis dahin den Herren von und zu Dernbnach gehört.
Der ehemalige Verwaltungs-Gerichtsbezirk Obergericht ist bis heute erhalten geblieben und ist deckungsgleich mit der heutigen Gemeinde Bad Endbach.
Das „Untergericht“ lag am Unterlauf der Salzböde, also unten und umfasst heute das Gebiet der heutigen Stadt Gladenbach. Die Unterscheidung zwischen Ober- und Untergericht gibt es auch anderenorts, z. B. im Breidenbacher Grund.
Ober- und Untergericht entsprachen auch den ehemaligen Kirchspielen Hartenrod und Gladenbach.

### Klimaoptimum, extreme Hochwasser und kleine Eiszeit, Ursachen für Wüstungen
Mittelalterliche Warmzeit
Auf eine gemäßigte Klimaperiode bis Anfang des 10. Jahrhunderts folgte ein äußerst fruchtbares Klimaoptimum (Mittelalterliche Warmzeit), das bis Ende des 13. Jahrhunderts anhielt. Weinanbau soll hinauf bis in den Raum Kassel betrieben worden sein.
Obstblüte im Januar 1186, ein Jahr ohne Winter 
Im Jahr 1186 fiel sogar der Winter aus, die Obstbäume blühten im Januar und das Obst wurde im Mai geerntet, wie „Wigand Gerstenberg“ in seiner Chronik berichtet.
Die Bevölkerung nahm rasch zu, Siedlungen breiteten sich aus, neue Rodesiedlungen (Günterod, Hartenrod, Eisemroth) wurden in bisher unbesiedelten Mittelgebirgsregionen gegründet. Außerdem musste man, damit die Bewohner ernährt werden konnten, Rodungszungen und -inseln in Waldungen anlegen (z. B. Rödern > Flurname, zwischen Wommelshausen und Römershausen), um zusätzliches Ackerland und Wiesen zu gewinnen
Klimaverschlechterung, „Magdalenenhochwasser“, Kleine Eiszeit
Ab 1306 verschlechterte sich das Klima dramatisch. Es begann die „Kleine Eiszeit“, die bis etwa Mitte des 19. Jahrhunderts dauerte. Es wurde kälter und es regnete viel. 1306, 1315, 1316, 1342 und 1352 waren sehr nasse Jahre. Die Jahrtausendflut 1342, Magdalenenhochwasser genannt, war ein extremes Hochwasser, das in ganz Europa die Zerstörung von kompletten Siedlungen und Bodenabschwemmungen großen Ausmaßes verursachte, stellenweise bis auf die Steinverwitterungsschicht an den Berghängen, mit schluchtartigen Eintiefungen an Berghängen, Schluchtenrisse genannt, die auch heute noch in der Umgebung des Gemeindegebietes sichtbar sind. Auch Wüstungen werden mit diesem Ereignis in Verbindung gebracht, wie z. B. Seibertshausen und Unter-/Nieder-Wommelshausen.
Die langen Winter und die kurzen Sommer verkürzten die Vegetationsperiode, Nahrungsmittel wurden knapp. Hungersnöte waren die Folge, Epidemien brachen aus, die Bevölkerung konnte sich nicht mehr ausreichend ernähren. Die Fehden der Grafen und Ritter (u. a. die Dernbacher Fehde) dezimierten sie zusätzlich, bei denen auch die Wohngebäude und Stallungen zerstört und die Felder verwüstet wurden. Die zurückkehrenden Kreuzritter schleppten um 1350 die Pest (siehe auch Geschichte der Pest) ein, welche die geschwächte Bevölkerung dahinraffte. Bis Mitte des 14. Jahrhunderts starben damals mehr als ein Drittel aller Einwohner. Dadurch wurden Siedlungen menschenleer, die Restbevölkerung, manchmal nur noch Alte und Kinder, zog in Nachbargemeinden. Deren ehemaligen Dörfer verfielen und wurden nach und nach wüst.

### Wüstungen und Ruinen
Im Gemeindegebiet gibt es drei Ortswüstungen und eine Burgruine. Vermutet werden noch zwei weitere Wüstungen, und zwar: Ismerode (westlich von Günterod) und Eckmersrod (westlich von Hartenrod).
Fünf weitere Wüstungen gibt es in unmittelbarer Nachbarschaft: Seibertshausen (südöstlich des Ortsteiles Hütte und südwestlich von Weidenhausen), Ober- und Unter-Mörlenbach (südlich von Endbach bei Ober-Weidbach), Ober-Bischoffen (südlich von Günterod) und Ober-Eisemroth (am Siegbach).
Alle diese Ortschaften sind im 14., spätestens im 15. Jahrhundert wieder eingegangen, meist infolge von Hungersnöten durch Klimaverschlechterung, Hochwasser, z. B. wie das Starkregenereignis Magdalenenhochwasser 1342, Epidemien wie der Pest und kriegerischen Einwirkungen u. a. der Dernbacher Fehde. Ihre ehemaligen Ortslagen sind im Gelände heute nicht mehr zu erkennen. Durch den Dreißigjährigen Krieg ist, im Gegensatz zu manchen Vermutungen, keine der genannten Ortschaften wüst geworden.
Wüste Ortschaften und Ruinen innerhalb des heutigen Gemeindegebietes:
- „Elwertshausen“, lag zwischen Schlierbach und Wommelshausen am Hulsbach, nördlich des heutigen Wirtschaftsweges, 1237 Elpershausen genannt und ist Ende des 14. Jahrhunderts bereits wüst; 1628 wurde aber noch der Elwertshäuser Zehnte verkauft.
- „Frommerode“, lag südlich von Günterod am Frommröder Bach an der Straße nach Bischoffen. Der Name entwickelte sich wie folgt: 1294 Frummelderade, 1356 Frommulderode, 1403 Frombderode, 1588 ist Frommerode schon wüst.
- „Nieder-(Unter-) Wommelshausen“, lag am Zusammenfluss von Dernbach und Wommelshäuser Bach, nordwestlich der Neuen Siedlung, 1336 Womoldishusin inferior genannt, wüst etwa nach 1345/50, vermutlich zerstört und aufgegeben infolge der Magdalenenflut 1342, einem extremen Regenereignis mit katastrophalem Hochwasser.
- „Burgruine Dernbach“: Fertiggestellt wurde die Burg Neu-Dernbach der Herren von und zu Dernbach 1350. Bereits 1571 wird sie als im Verfall bezeichnet. Heute stehen nur noch Rudimente von zwei Ecktürmen (Schalentürme) in den äußerst kümmerlichen Resten der Außenmauer.

### Historische Straßen und Wege
So abgeschieden vom Fern- und Durchgangsverkehr wie heute war das Gemeindegebiet in der Vergangenheit nicht. Vom frühen bis zum späten Mittelalter führten einst bedeutende Handelswege durch diesen Raum. Sie folgten, meist siedlungsfern, entlang den festen und trockenen Höhenrücken der Wasserscheiden, entweder direkt auf dem Kamm oder hangparallel. Sie tangierten dabei immer wieder Quellhorizonte von Bächen als Tränken für die Zugtiere. Die Trassen waren nicht befestigt und wechselten, wenn eine Spur ausgefahren war, auf eine parallele Spur, die direkt daneben oder auch bis zu mehreren hundert Metern weiter weg lag. Es entstanden dadurch Wege-Mäander.
Durch das schon relativ früh (6. bis 8. Jahrhundert) dauerhaft besiedelte Gemeindegebiet verliefen bis ins späte Hochmittelalter wichtige Handels- und Botenwege. Die ehemals sehr bedeutende Leipzig-Köln-Aachen-Lüttich-Antwerpener Fernhandelsstraße (Messestraße), auch Brabanter Straße genannt, querte die Bottenhorner Hochflächen von Ost nach West. Mit süd-nördlicher Orientierung verlief im Westen auf der Aar-Salzböde-Wasserscheide der sogenannte Westfalenweg. Von Nord-Ost nach Süd-West zog die Herborner Hohe Straße auf der Wasserscheide des Schelderwaldes.

#### Brabanter Straße

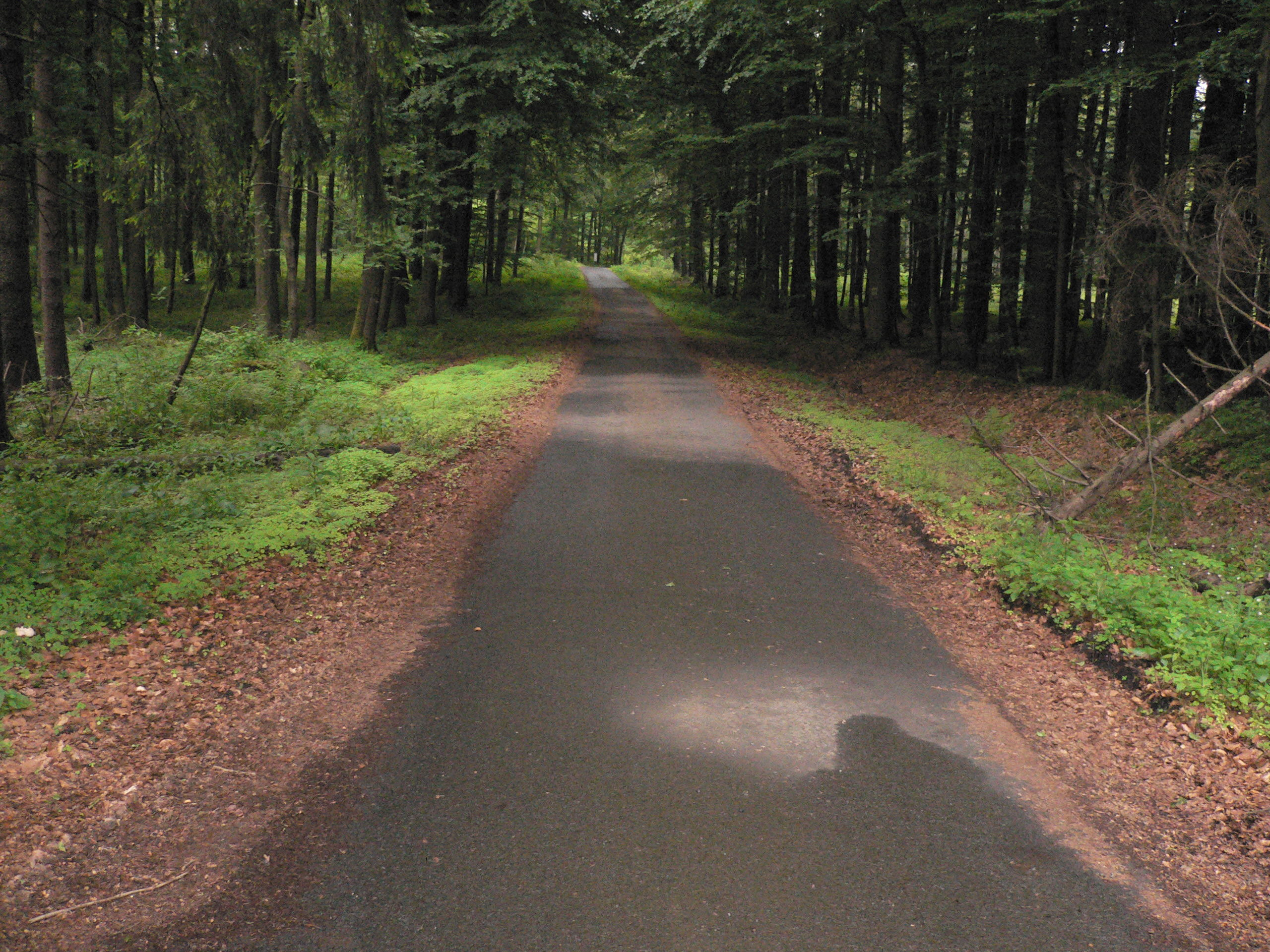
Herborner Hohe Straße, Abschnitt zwischen Angelburg und den Wilhelmsteinen; war vom Hochmittelalter bis 1875 in Gebrauch, heute Forststraße, für den öffentlichen Verkehr gesperrt

Die bedeutendste alte Straße, die das Gemeindegebiet querte war die Ost-West-Fernhandelsstraße, auch „Brabanter Straße“ genannt, welche die Messestädte Leipzig über Köln, Aachen und Lüttich mit Antwerpen im Herzogtum Brabant verband (heute Belgien). Daher trug sie auch den Namen Brabanter Straße. Über diese alte wichtige Handelsstraße (Messestraße) wurde einst ein Großteil des Fernhandels mit Tuchen, Pelzen und Eisenwaren abgewickelt.
Die Straße kam von Leipzig über Erfurt, aus Richtung Marburg-Ockershausen, überquerte unterhalb Hermershausen die Allna (Fluss) und verlief in Richtung Willershausen und dann weiter etwa entlang der heutigen B 255, zog nördlich an Gladenbach-Ammenhausen vorbei, erklomm bei Rachelshausen die Bottenhorner Hochflächen. Bei der Haus (Flurname) zweigte die „Heerstraße“ ab, ein frühmittelalterlicher Höhenweg, der auf Wasserscheide Perf / Dautphe verlief und nordwärts weiter zog in Richtung Biedenkopf und Sackpfeife. Nördlich nahe an Hülshof vorbei verlief die Brabanter Straße weiter auf die Angelburg (Berg) zu, wo sie sich mit anderen Fernwegen kreuzte.
Im Schelder Wald traf sie auf den von Norden über Nieder-Eisenhausen kommenden „Wetzlar-Weg“ und die Herborner Hohe Straße und den süd-nördlich verlaufenden Westfalenweg. Die Fernhandelsroute der Köln-Leipziger Straße (Brabanter Straße) verlief ab der Kreuzung in Nähe der Angelburg weiter über Hirzenhain (Eschenburg), (eine Abkürzung ging über Lixfeld) Simmersbach, Steinbrücken, Ewersbach, Kalteiche, Siegen nach Köln, Aachen, Lüttich bis nach Antwerpen.
Herborner Hohe Straße
Von Nord-Ost nach Süd-West zog die Herborner Hohe Straße auf der Wasserscheide des Schelderwaldes; sie wird heute als Forststraße genutzt.
Kreuzungspunkt der Fernwege im Schelder Wald
Diese einst bedeutenden Fernwege, die Brabanter Straße, der Westfalenweg und die Herborner Hohe Straße kreuzten sich am wichtigen Kreuzungspunkt alter Wege im Schelder Wald bei der Angelburg (Berg), in der Nähe der Wilhelmsteine.
Die Burgmannen der Burgen Blankenstein, Dernbach und Wallenfels mussten die Straßen schützen
Bereits 1261 verpflichtete der Landgraf von Hessen den Ritter Ernst von Rodheim, seinen Burgmann auf Burg Blankenstein, die „strada publica“ (öffentliche Straße, die Brabanter Straße) in diesem Gebiet zu schützen. Den Burgmannen der landgräflichen Burgen Blankenstein, Dernbach und Wallenfels wurde im 14. Jahrhundert vom hessischen Landgrafen ausdrücklich der Schutz dieser wichtigen Fernstraßen und der Krezung übertragen.

#### Westfalenweg
Das Gebiet des späteren Landkreises Biedenkopf, Hessisches Hinterland genannt, kam nach der Teilung Hessens (von 1604 bis 1866) ab 1648 zu Hessen-Darmstadt. Ein sehr schmaler Gebietsstreifen verband es ab der Zollbuche mit seiner Provinzhauptstadt Gießen (Oberhessen). Um Waren zollfrei (die Zollgrenzen wurden erst 1854 aufgehoben) innerhalb der Landesgrenzen bis in die ehemalige Hauptstadt Darmstadt südlich des Mains transportieren zu können, musste man ab der Zollbuche den alten Westfalenweg benutzen, der ausschließlich auf hessen-darmstädtischem Gebiet verlief, mit Ausnahme von wenigen hundert Metern bei dem einsam gelegenen Rasthaus/Gasthaus „Eiserne Hand“ durchquerte er das Territorium der Grafschaft Solms (Adelsgeschlecht) mit der ein Abkommen bestand.
Dieser einst sehr bedeutende, vermutlich schon vorgeschichtliche Fernweg (Westfalenweg) verlief auf der Haupt-Wasserscheide Lahn / Dill bzw. kleinräumig auf der Wasserscheide Aar (Dill) / Salzböde. Er kam aus Richtung Gießen, zog vorbei am Dünsberg bis zur Zollbuche, etwa der Trasse der heutigen L 3047 folgend, dann durch Günterod, kreuzte hier auf dem Günteroder Sattel den „Wetzlarweg“, der aus dem Perftal kommend nach Wetzlar führte und verlief weiter westlich an Hartenrod und Schlierbach hangparallel vorbei bis zur Kreuzung mit der Brabanter Straße bei der Angelburg (Berg). Dort mündete er in die Herborner Hohe Straße ein, die sich nördlich von Niedereisenhausen mit der „Heerstraße“ vereinigte und als Altstraße weiter nordwärts zog, vorbei an Biedenkopf über die Sackpfeife und vereinigte sich ab Battenberg (Eder) mit dem alten Fernweg, der weiter in Richtung Paderborn bis nach Bremen führte.
Wegen der ungünstigen langen Nord-Süd-Erstreckung des Hinterlandes war der „Westfalenweg“ ab der Zollbuche der kürzeste, direkteste, und ganz wichtig, der ehemals zollfreie Weg zur Provinzhauptstadt Gießen und zur Landeshauptstadt Darmstadt. Über diesen Weg ging das Dienstpersonal (Hausmädchen) zu seiner Dienstherrschaft in Gießen und im Raum Frankfurt, die Händler (Strumpfhändler) aus dem Hinterland zu ihren Kunden im Raum Darmstadt, Worms und bis nach Heidelberg, die Soldaten zu den Kasernen in Gießen und Darmstadt und die Erntehelfer (Schnitter, Drescher) zu den Bauern in der Wetterau, bis ins Dreieich und die Pfalz.
Zubringer und Abzweigungen des Westfalenweges.
Aus dem Perftal über Bottenhorn über Hülshof, Wommelshausen und Wommelshausen-Hütte über die Heul-Eiche verlief ein Abzweig/Abkürzung des Westfalenweges, der bei der Zollbuche in die südwärts weiterführende Trasse einmündete. Südlich von Wommelshausen, bei der Dicken Eiche, mündete auch ein Weg in diese Trasse ein, der aus nordöstlicher Richtung, aus dem Dautphetal durch Holzhausen (Dautphetal), über die Haus (Flurname) kam, östlich an Dernbach vorbei zog und weiter über die Rödern (Fln.) und das Härdtchen (Fln), am heutigen Sportplatz Wommelshausen vorbei in den Weg Richtung Zollbuche.
Das Lixfelder Pfädchen
Im Zentrum von Wommelshausen kam das „Läisfäller Pädche“ (Lixfelder Pfädchen) hinzu. Das war ein ehemals sehr bekannter „Fußpfad“, der von Lixfeld aus, ohne eine weitere Ortschaft zu queren oder zu tangieren, durch den Schelderwald direkt nach Wommelshausen und weiter Richtung Zollbuche verlief. Der Pfad ist heute, da wo seine Trasse als Pfad einst nur durch den Wald und nicht auf Wegen verlief, zugewachsen und auch im freien Feld nicht mehr vorhanden. Über diesen Pfad gelangten zu Fuß auch die Einwohner der nördlich von Lixfeld liegenden hessen-darmstädtischen Ortschaften (Achenbach (Breidenbach), Oberdieten, Roth, Niederhörlen, Oberhörlen und Simmersbach) in ihre Provinzhauptstadt Gießen und in die südlichen Landesteile bis zur Landeshauptstadt Darmstadt.

#### Wetzlarweg
Ein jüngerer Talweg, „Wetzlarweg“ genannt, verlief aus Biedenkopf kommend durch das Perftal über Bottenhorn, Schlierbach und Hartenrod über den Günteroder Sattel, kreuzte dort den „Westfalenweg“ und zog durch das obere Aar-Tal über Niederweidbach weiter in Richtung Wetzlar.

#### Der Obergerichtsweg, Marburg-Dillenburger Amtsweg
Eine als Talweg angelegte und seit dem Hochmittelalter genutzte wichtige Verkehrsverbindung, war der „Obergerichtsweg“, wie er im Gemeindegebiet Bad Endbach (ehem. „Obergericht“ des Amtes Blankenstein) und im Gebiet der Stadt Gladenbach (ehem. „Untergericht“) genannt wurde. Er war ein regional und auch überregional wichtiger Handels-, Amts- und Botenweg. Dieser Weg wurde noch bis ca. 1865 benutzt bis zum Bau der Vorläuferin der heutigen L 3050. Er war bis dahin die einzige durchgängige überörtliche Straßenverbindung zwischen der hessischen Verwaltung in Marburg und den nassauischen Verwaltungssitzen in Dillenburg/Herborn, auch als Marburg-Dillenburger-Amtsweg bekannt.
Die Trasse des Obergerichtswegs führte von Marburg kommend über Ockershausen, Hermershausen, Friebertshausen, Ammenhausen, Gladenbach über Burg Blankenstein (Amtssitz des hessischen Amtes Blankenstein), südlich an Kehlnbach und nördlich an Weidenhausen vorbei bis zum „Schloog“ (Flurname). Dort war eine Zollstation am Wegdurchgang durch die Innenheege (siehe Mittelhessische Landheegen). Von da aus führte sie weiter über die dinne Här (Fln.), Wegwaiser, Schoofponz, (nördlich von Hütte) bei Licht-Kochs, dann südlich hangparallel an Mudschert und Woade übers Imbaicher Fjäld, nördlich an Endbach vorbei bis kurz vor Hartenrod, durch Hartenrod über den Bergsattel (Salzbödesattel) und querte hier die Außenheege an der Grenze (bis 1867) zwischen Hessen und Nassau. Nach Eisemroth verzweigte sich der Amtsweg. Die südliche Trasse führte in Richtung Herborn, die nördliche nach Dillenburg.
Diesen Weg, den Marburg-Dillenburger Amtsweg, benutzte auch Arnoldus Buchelius (Humanist und Altertumsforscher) 1591, als er aus Richtung Treysa kommend nach Köln reiste. Er nennt die einzelnen Reisestationen (Tagesabschnitte) und erwähnt dabei u. a. Kirchhain, Marburg, Gladenbach, Dillenburg und Siegen auf seinem Weg nach Köln. Demnach war der Amtsweg zu dieser Zeit Teilstück/Variante des bedeutenden Fernweges Brabanter Straße.

#### Zollstationen und ein Galgen
Im Verlauf des „Obergerichtsweges“ gab es im heutigen Gemeindegebiet ehemals zwei Zollstationen, und zwar eine ältere beim Wegdurchlass durch die Innenheege an der Gemarkungsgenze zwischen Weidenhausenm und Wommelshausen und eine beim Durchgang durch die Außenhheege auf der Grenze zwischen Hartenrod und Eisemroth. Die erstgenannte Zollstation beim „Schloog vier de Lache“ (Fln.) mit Schlagbaum und Standort eines ehemaligen Galgens, worauf der dortige Flurname „ohm Halbgalje“ (am Halbgalgen) hindeutet. Sie lag nördlich von Weidenhausen und südöstlich von Wommelshausen an der Innenheege. Nach der Dernbacher Fehde Mitte des 14.Jhd. hat man diesen Standort aufgegeben und ersetzt durch die Station auf dem Salzbödesattel westlich von Hartenrod an der Grenze zwischen Nassau und Hessen-Darmstadt an der Außenheege. Sie bestand bis 1867 nachdem das Hinterland in die neue preußische Provinz Hessen-Nasau eingegliedert worden war.
Eine weitere Zollstation soll es alten Berichten zufolge vom 14.bis 16.Jhd. gegeben haben bei dem Durchtgang der Brabanter Straße durch die Außenheege, dortiger Flurname "ohm/beim Road" (am/beim Rad), in der Nähe der Koppe (Fln.), westlich von Hülshof und nördlich von Wallenfels.
Die Zollstation bei der Zollbuche im Verlauf des Westfalenweges bestand bis 1854 nachdem Preußen und Hessen-Darmstadt ein Zollabkommen geschlossen hatten.

## Neuzeit
Ab 1648 Bestandteil der Landgrafschaft Hessen-Darmstadt
Nach der Teilung Hessens 1567 in Hessen-Kassel, Hessen-Darmstadt, Hessen-Rheinfels und Hessen-Marburg kam das Amt Blankenstein (Gladenbach) zu Hessen-Marburg. Als die Marburger Landgrafenlinie 1604 ausstarb, erbte Hessen-Darmstadt 1627 den südlichen Teil des Hessen-Marburger Territoriums mit Gießen und dem Hessischen Hinterland. Nach langen innerhessischen Streitigkeiten (Hessenkrieg) verblieb das Amt Blankenstein mit seiner Provinzhauptstadt Gießen, dem Hinterland und somit auch das Gebiet der Gemeinde Bad Endbach, nach dem Ende des Dreißigjährigen Krieges, ab 1648 bis 1866 bei Hessen-Darmstadt.
Landratsbezirk Gladenbach

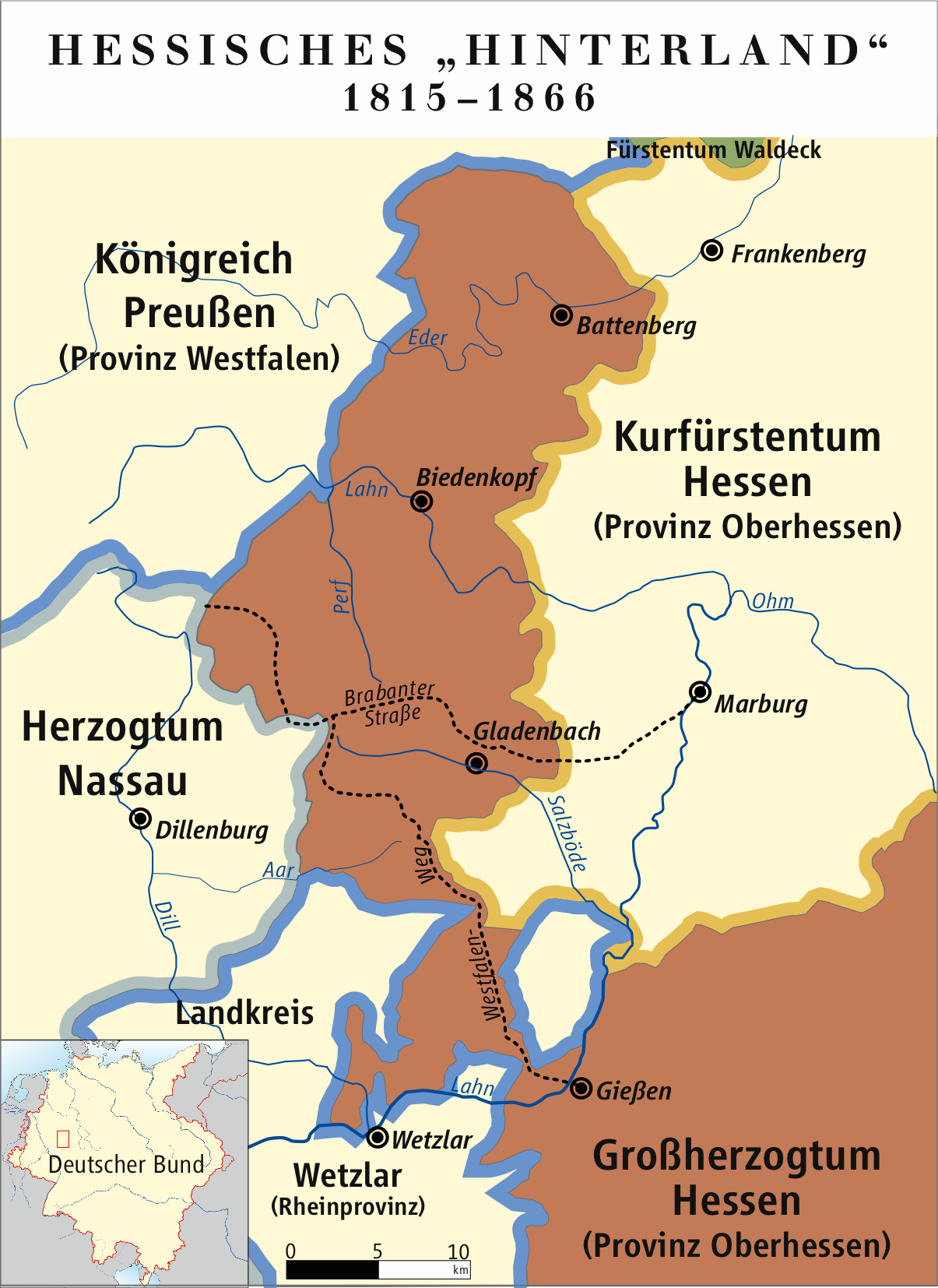
Hessisches Hinterland (ohne die Exklave Vöhl) 1815–1866

Gladenbach wurde 1821 sogar Landratsbezirk, ging aber elf Jahre später (1832) im neu gegründeten Landkreis Biedenkopf auf, auch „Hinterland Kreis“ genannt. Infolge der Märzrevolution 1848 wurden mit dem „Gesetz über die Verhältnisse der Standesherren und adeligen Gerichtsherren“ vom 15. April 1848 die standesherrlichen Sonderrechte endgültig aufgehoben.
Darüber hinaus wurden in den Provinzen die Kreise und die Landratsbezirke des Großherzogtums am 31. Juli 1848 abgeschafft und durch „Regierungsbezirke“ ersetzt, wobei der bisherige Landkreis Biedenkopf im Regierungsbezirk Biedenkopf aufging. Bereits vier Jahre später, im Laufe der Reaktionsära, kehrte man aber zur alten Einteilung in Kreise zurück.

### Das Hinterland wird 1867 preußisch, Provinz Hessen-Nassau

Hessen, 1900. Gelb: Oberhessen

Während des preußisch-österreichischen Krieges 1866 stand Hessen-Darmstadt auf der Seite Österreichs und musste nach dem Sieg Preußens den Landkreis Biedenkopf, das Hinterland, an das Königreich Preußen abtreten. Der Kreis Biedenkopf und mit ihm die Ortsteile der heutigen Gemeinde Bad Endbach gehörten ab 1867 zusammen mit dem ehemaligen Herzogtum Nassau zur neuen preußischen Provinz Hessen-Nassau, Regierungsbezirk Wiesbaden.
Das Herzogtum Nassau und das Kurfürstentum Hessen-Kassel hatten beide auf Seiten Österreichs gestanden und wurden von Preußen annektiert. Aus dem Kurfürstentum Hessen-Kassel wurde der Regierungsbezirk Kassel.
Die Einwohner des Hinterlandes bezeichneten sich danach auch als „Muss-Preußen“. Ab 1918 wurde aus dem Königreich Preußen der Freistaat Preußen.
1932 löste man den Landkreis Biedenkopf auf und vereinigte ihn mit dem Dillkreis. Wegen zu großer Proteste aus der Bevölkerung (mit den „Nassauern“ (Dillkreis) wollte man keinesfalls vereinigt werden) wurde er aber am 1. Oktober 1933 in verkleinerter Form wiederhergestellt. Dabei gingen das Gebiet des ehemaligen Amtes Battenberg und auch die 9 südlichen Ortschaften, das Pannkucheviertel, (Bieber, Fellingshausen, Frankenbach, Hermannstein, Königsberg, Krumbach, Naunheim, Rodheim an der Bieber und Waldgirmes) wieder verloren.
Der Begriff „Hinterland“ blieb danach am Landkreis Biedenkopf hängen.
Die Provinz Hessen-Nassau wurde am 1. April 1944 geteilt in die beiden Provinzen „Nassau“ und „Kurhessen“. Der Landkreis und damit die Ortsteile der Gemeinde Bad Endbach gehörten danach bis 1945 zur neuen preußischen Provinz Nassau, Regierungsbezirk Wiesbaden.

### Kriegsende 1945
Am 28. März 1945 wurde das heutige Gemeindegebiet von den Amerikanern kampflos eingenommen.
In Wommelshausen fuhr z. B. am 28. März, gegen 13:00, ein mit vier Soldaten besetzter Jeep mit aufgebautem schwerem Maschinengewehr in das Dorf ein. Das waren vermutlich Angehörige des „83. US-Aufklärungsbataillons,“ einer Vorhut der 3. US-Panzerdivision (Generalmajor Maurice Rose), die dem VII. US-Korps der 1. US-Armee unterstellt war. Kurz darauf kamen weitere Fahrzeuge, beschlagnahmten Häuser und besetzten das Dorf für drei Tage.
Das VII. US-Korps und mit ihm die 3. US-Panzer-Division waren vom Brückenkopf Remagen aus über den Westerwald, in etwa der heutigen B 255 folgend, bereits am 27. März bis zur Dill vorgedrungen. In das Gemeindegebiet stießen sie von Westen her kommend nahezu gleichzeitig, fächerförmig vor, und zwar von Bischoffen nach Günterod, über Eisemroth nach Hartenrod und über die Herborner Hohe Straße durch Tringenstein, (Wallenfels) nach Bottenhorn.
Erst gegen 11:00 Uhr hatte sich eine tags zuvor (27. März) angekommene deutsche Munitionskolonne aus Wommelshausen und Hülshof abgesetzt. Wegen Spritmangel blieben mehrere Fahrzeuge liegen. Auch die in Hülshof stationierte Bedienungsmannschaft des dort am Bicherais (Flurname) stehenden „Richtfeuers“ (Scheinwerfers) der deutschen Nachtjägerverbände und der zu ihrem Schutz dienenden Vierlingsflak am Addebehl (Flurname) floh Richtung Osten in den Wald. Die sich abgesetzten deutschen Soldaten ergaben sich alle ca. vier Stunden später zwischen Dernbach (Bad Endbach), Bottenhorn und Holzhausen (Dautphetal) im Wald auf der Haus (Flurname) den Amerikanern. Als Kriegsgefangene wurden sie danach auf amerikanischen LKW wieder durch Wommelshausen transportiert.
US-Armee zog auf vier getrennten Routen weiter nach Norden
Sehr früh morgens am 29. März, Gründonnerstag, schwenkte die tags zuvor bis zu einer Linie Dillenburg – Marburg vorgestoßene 3. US-Panzer-Division auf vier getrennten Routen, meist auf Nebenstraßen, nach Norden in Richtung Paderborn, um den Ruhrkessel (von der Deutschen Wehrmacht so genannt) von Süden her schnell zu umschließen.
Route eins führte von Dillenburg über Nanzenbach, Simmersbach, Eibelshausen (dort hatte es tags zuvor noch ein Gefecht mit einem deutschen Tiger-Panzer gegeben), Fischelbach, Laasphe, Berleburg, Winterberg; Route zwei von Dillenburg über Oberscheld, Hirzenhain, Oberdieten, Breidenbach, Ludwigshütte, Sackpfeife, Hallenberg; Route drei von Bischoffen und Hartenrod kommend, über Wommelshausen, Hülshof, Bottenhorn, Eisenhausen, Hommertshausen, Buchenau, Münchhausen; Route vier von Marburg aus über Wetter, Frankenberg, Bad Wildungen, Fritzlar.
Eine nicht enden wollende Militärfahrzeug-Kolonne (Panzer, Halbkettenfahrzeuge, große und kleine Lkw und Jeeps) zog dabei auf der Route drei einen Tag lang durch das Gemeindegebiet von Bad Endbach (durch Wommelshausen und Bottenhorn) nach Norden.

### Das neue Hessen
Nach dem Einmarsch der Amerikaner im März 1945 wurden alle bisherigen übergeordneten politischen Gliederungen aufgelöst. Mit der Proklamation Nr. 2 vom 19. September 1945 schuf die amerikanische Besatzungsmacht das neue Gebilde Groß-Hessen, aus dem 1949 das heutige Land Hessen wurde. Der Hinterland-Kreis blieb dabei in den alten Grenzen erhalten und gehörte zum Regierungsbezirk Wiesbaden. Der Regierungsbezirk Wiesbaden wurde 1968 aufgelöst und dem Regierungsbezirk Darmstadt zugeschlagen.
Im Jahr 1981 wurde der Regierungsbezirk Gießen (Mittelhessen) neu gegründet, zu dem auch der Landkreis Marburg-Biedenkopf gehört.

#### Landkreis Marburg-Biedenkopf, ein historisch zusammengehöriges Gebiet nach 325 Jahren wieder vereinigt
Im Zuge der Gebietsreform in Hessen wurden am 1. Juli 1974 die bisherigen Landkreise Marburg und Biedenkopf zum neuen Landkreis Marburg-Biedenkopf zusammengelegt. Damit wurden politisch die beiden Gebiete wieder vereinigt, die auch aus historischer Sicht zusammengehören. Durch die Familienpolitik der hessischen Herrscherhäuser (u. a. Hessenkrieg) und infolge des Dreißigjährigen Krieges waren sie seit 1648 (über 325 Jahre) getrennt (ehem. Ldkrs. Biedenkopf → Landgrafschaft Hessen-Darmstadt und ehem. Ldkrs. Marburg → Landgrafschaft Hessen-Kassel).
Auch naturräumlich sind die beiden ehemaligen Landkreise als zusammengehörig anzusehen.

## Kirchspiel Hartenrod
Das Kirchspiel Hartenrod umfasste ehemals alle zur heutigen Gemeinde gehörigen Ortschaften. Es war deckungsgleich mit dem alten Verwaltungsbezirk Obergericht des Amtes Blankenstein.
Bereits im Mittelalter, vermutlich nach dem Ende der Dernbacher Fehde 1333/1336, wurde das große Mutterkirchspiel Gladenbach geteilt. Nach dem Abschluss der Feindseligkeiten hatte sich die Landgrafschaft Hessen in diesem Raum endgültig durchgesetzt. Die Grenzen zwischen dem hessischen Amt Blankenstein und der Grafschaft Nassau-Dillenburg wurden danach endgültig festgelegt (siehe Mittelhessische Landheegen). Es entstanden zwei Kirchspiele, eines für den Gerichtsbezirk „Untergericht“ des Amtes Blankenstein mit der Martinskirche, der alten Taufkirche des oberen Salzbödetales in Gladenbach und ein neues Kirchspiel für das „Obergericht“ mit der Mutterkirche in Hartenrod.
Der erste Pfarrer, der bei seinem Tod 1367 als Pfarrer in Hartenrod genannt wird, war „Peter von Buchenau“. Das Patronatsrecht stand den Grafen von Nassau zu.

### Pfarrei Hartenrod
Zur Pfarrei Hartenrod (Kirchspiel) gehörten nach einer Urkunde aus dem Jahr 1460 ehemals, neben Hartenrod, Endbach, Schlierbach und Wommelshausen mit dem Ortsteil Hütte. Bottenhorn und Dernbach waren zu dieser Zeit vermutlich noch nach Obereisenhausen eingepfarrt; das geht aus älteren Berichten und Erzählungen hervor. Hülshof wurde vom Kloster Altenkirchen betreut. Bis zur Reformation gehörte das Kirchspiel Hartenrod zum Bistum Mainz, Archidiakonat St. Stephanin Mainz.
Günterod, als ehemaliger Bestandteil der Grafschaft Solms, war nach Altenkirchen eingepfarrt, das zum Archidiakonat Dietkirchen/Lahn im Erzbistum Trier gehörte. Die bis zur Reformation selbständige und von Hartenrod getrennte Pfarrei Günterod wurde erst nach 1605 pfarramtlich mit Hartenrod verbunden.
Neben Gladenbach erhielt Hartenrod dadurch über Jahrhunderte hinweg eine zentrale, regionale Bedeutung und war damals die bedeutendste Siedlung (Vorort) im Obergericht des Amtes Blankenstein. Im Jahre 1455 wurde in Hartenrod eine neue Kirche gebaut. Warum und was mit dem Vorgängerbau geschah, ist unbekannt. Diese neue, wie auch die alte Kirche soll dem heiligen Christophorus geweiht gewesen sein.
Reformation 1526
1526 wurde die Reformation eingeführt. Zwei Jahre später bekam Hartenrod mit Johannes Faber den ersten evangelischen Pfarrer. Für die wachsende Zahl der Kirchenbesucher erwies sich die Kirche im Verlaufe der Zeit (über 3 Jahrhunderte) jedoch als zu klein. Aus diesem Grund und wegen Baufälligkeit riss man dieses bedeutende Gotteshaus 1845 ab. 1858 wurde die heutige neue evangelische Kirche in Hartenrod eingeweiht. Sie ist die größte Kirche im „Dekanat Gladenbach“, eine weiträumige, farbenfrohe Saalkirche mit Chor und hohem Westturm.
Die Toten aus dem Kirchspiel mussten ehemals auf dem Kirchhof in unmittelbarer Nähe der Hartenroder Kirche beerdigt werden. Erst nachdem den politischen Gemeinden Ende des 18. bzw. Anfang des 19. Jahrhunderts eigene Friedhöfe genehmigt wurden, ist diese Regelung ausgelaufen. Ungetaufte bzw. noch nicht konfirmierte Kinder wurden bis dahin auch außen an den Mauern der Filialkirchen/Kapellen beerdigt, und zwar auf den Traufseiten.
Alle Filialgemeinden mit Ausnahme von Hülshof hatten ehemals eigene Kirchen/Kapellen. Die Bauwerke in Schlierbach und Dernbach wurden durch Kriegsereignisse und/oder Armut der Gemeinden baufällig, abgebrochen und nicht wieder aufgebaut. Nur in Günterod und Wommelshausen blieben die hochmittelalterlichen Kirchenbauwerke aus dem 10. bis 12. Jh. nahezu unverändert in ihrer ursprünglichen Form erhalten. In den anderen Ortsteilen (außer Hülshof und Schlierbach) stehen Neubauten aus dem 19. bzw. 20. Jahrhundert, in Dernbach seit 1951.
In Wommelshausen gibt es seit 1965 zwei evangelische Kirchenbauwerke, die über 1000 Jahre alte renovierte „Alte Kirche“ (ehemalige Marienkapelle) und die „Neue Kirche“ mit ihrem eigenwilligen eiförmigen Grundriss.
Konfirmandenunterricht
Der Konfirmandenunterricht wurde bis 1968 für Hartenrod, Schlierbach und Wommelshausen mit dem Ortsteil Hütte zentral in Hartenrod gehalten. Die Konfirmanden der Filialorte mussten daher lange Wege (ca. 2,5 bis knapp 5 km) zurücklegen, was besonders im Winter beschwerlich war.
Die Endbacher und Günteroder Konfirmanden erhielten ihren Unterricht in Günterod; die Dernbacher und Hülshofer zusammen mit den Bottenhornern in Bottenhorn.

### Aufspaltung des Kirchspiels
Bottenhorn wurde 1848 ein selbständiger Pfarrbezirk, u. a. auch des weiten Kirchenweges (ca. 4,7 km) wegen, gehörte aber weiterhin zum Kirchspiel Hartenrod. Hülshof und Dernbach kamen erst 1934 pfarramtlich zu Bottenhorn. Im Jahre 1929 wurde auch Günterod wieder selbständig und zusammen mit Endbach zu einer Pfarrei erhoben. Danach gehörten zur Pfarrei Hartenrod nur noch die Orte Wommelshausen mit Hütte, Schlierbach und Hartenrod. Günterod war von 1974 bis 1995 mit Bischoffen pfarramtlich verbunden, trennte sich und hat seitdem den Status einer eigenständigen Kirchengemeinde mit Pfarrer. Die Kirchengemeinden Wommelshausen und Endbach wurden 1969 zu einem eigenen Pfarrbezirk vereinigt. Beide Gemeinden haben seit 1971 den Status einer eigenständigen Kirchengemeinde.
Das Kirchspiel Hartenrod umfasst seit 1969 nur noch die Orte Hartenrod und Schlierbach.

Bilder der evangelischen Kirchen
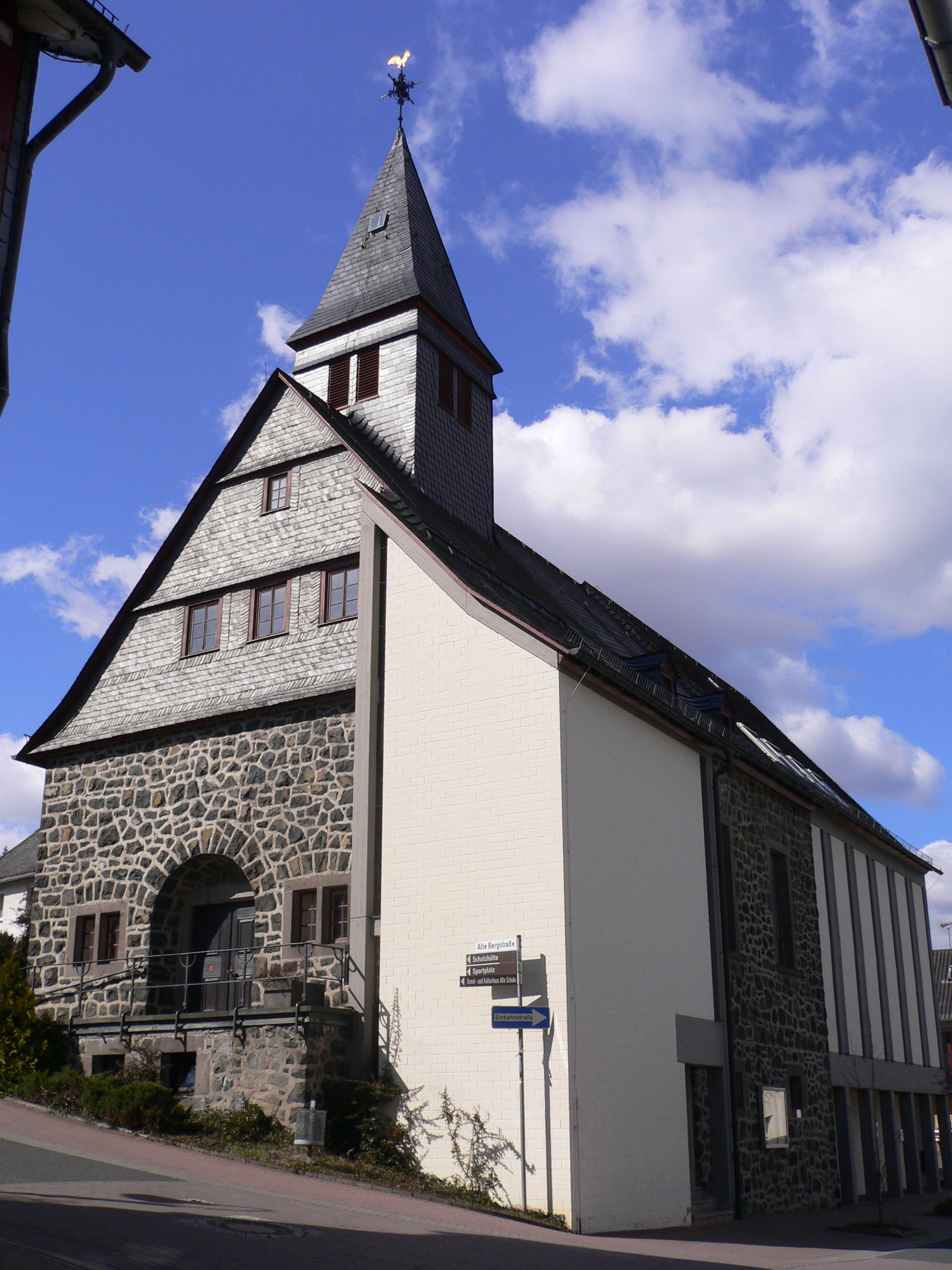
Bad Endbach, eingeweiht 1929
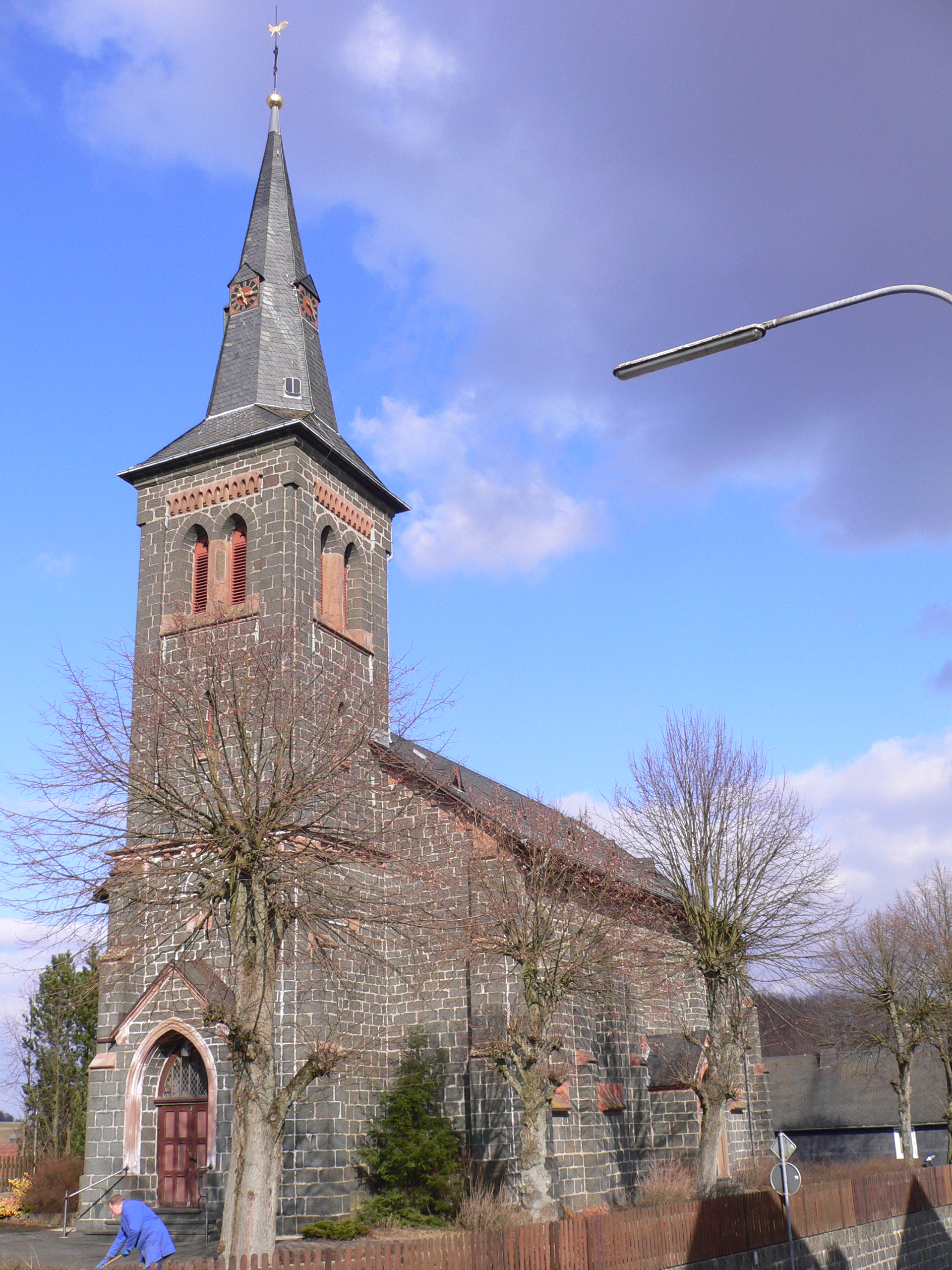
Bottenhorn, eingeweiht 1887
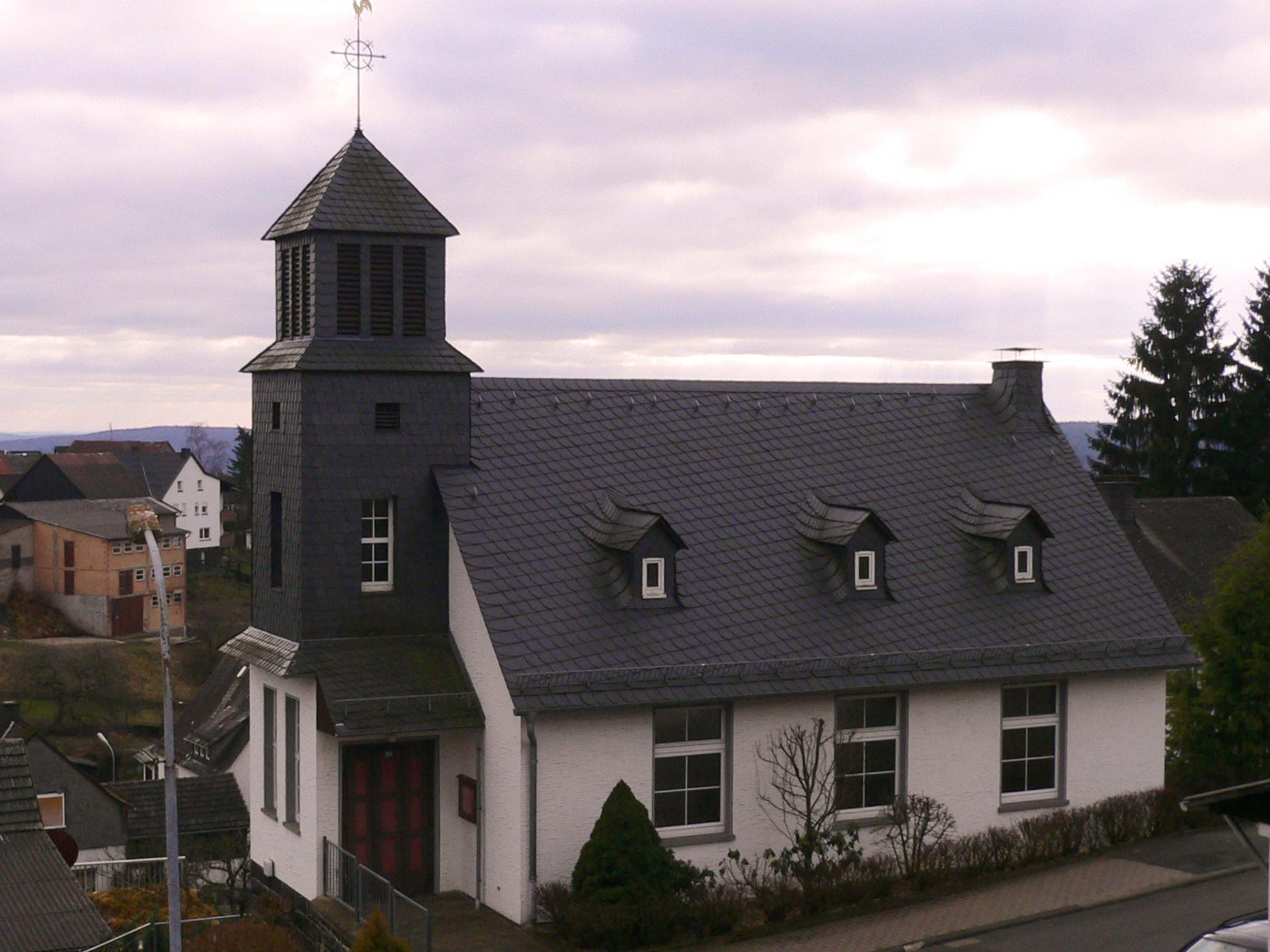
Dernbach, eingeweiht 1951
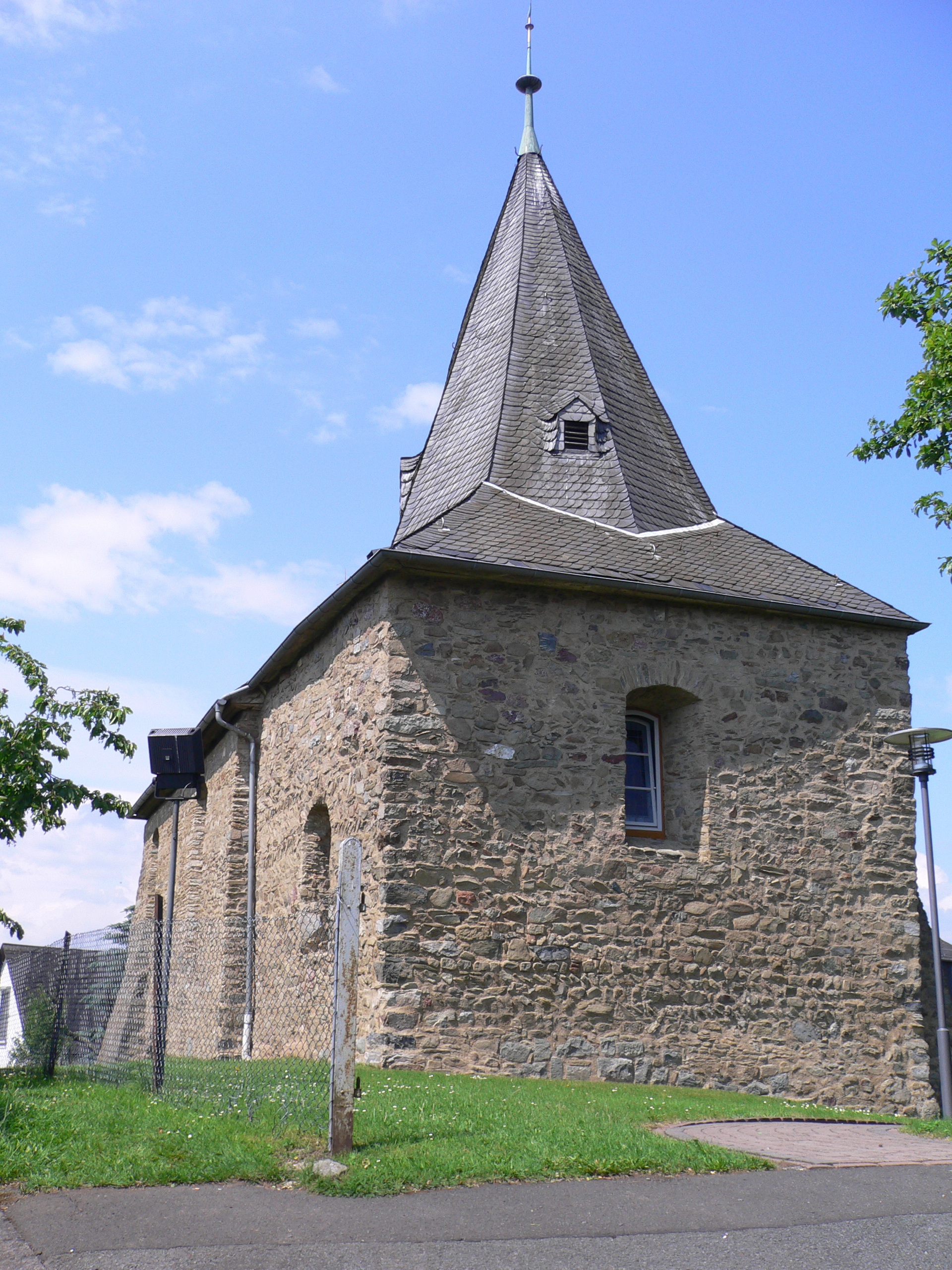
Günterod, verm. Bauzeit 12./13. Jh.
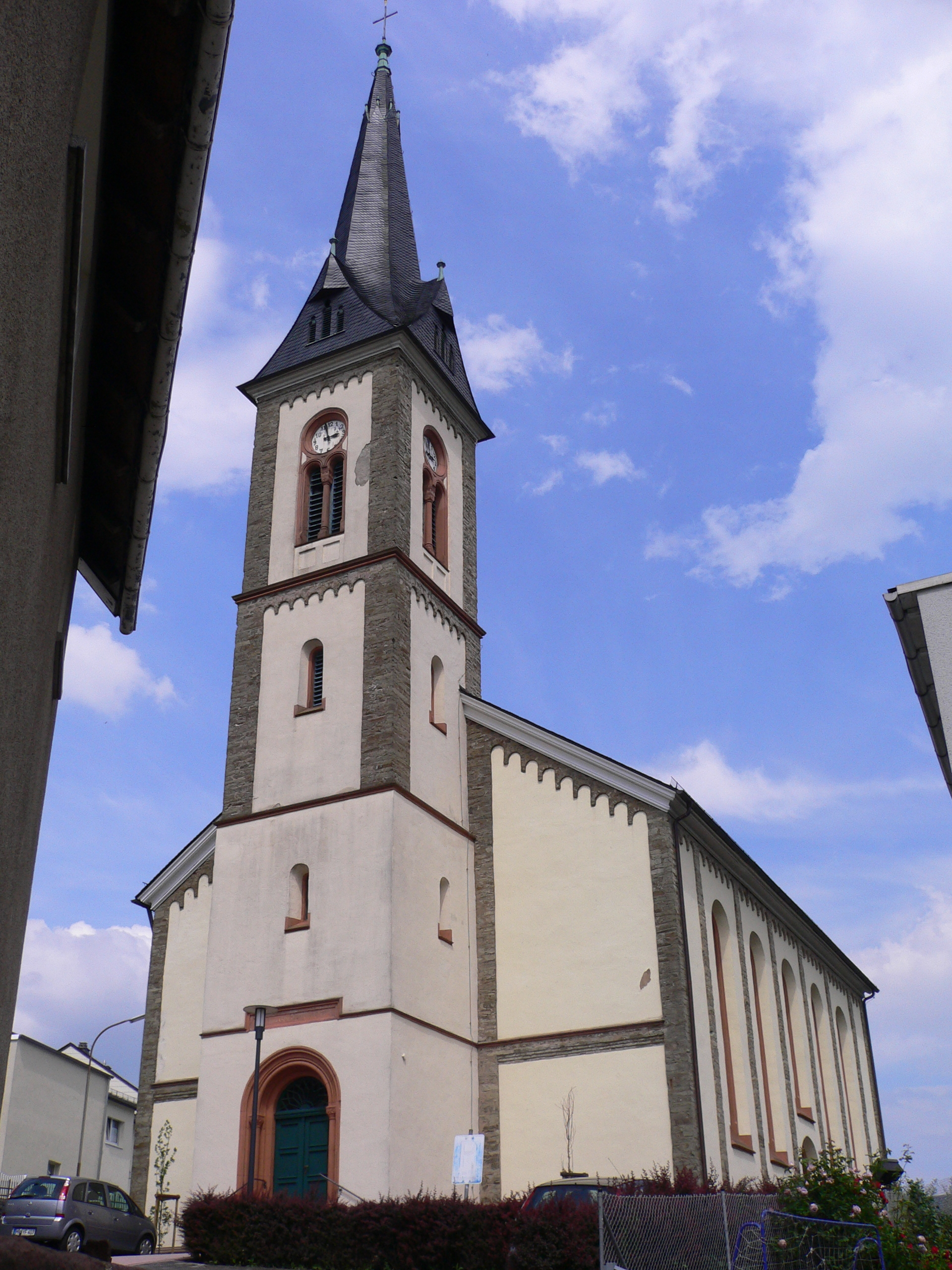
Hartenrod, eingeweiht 1858
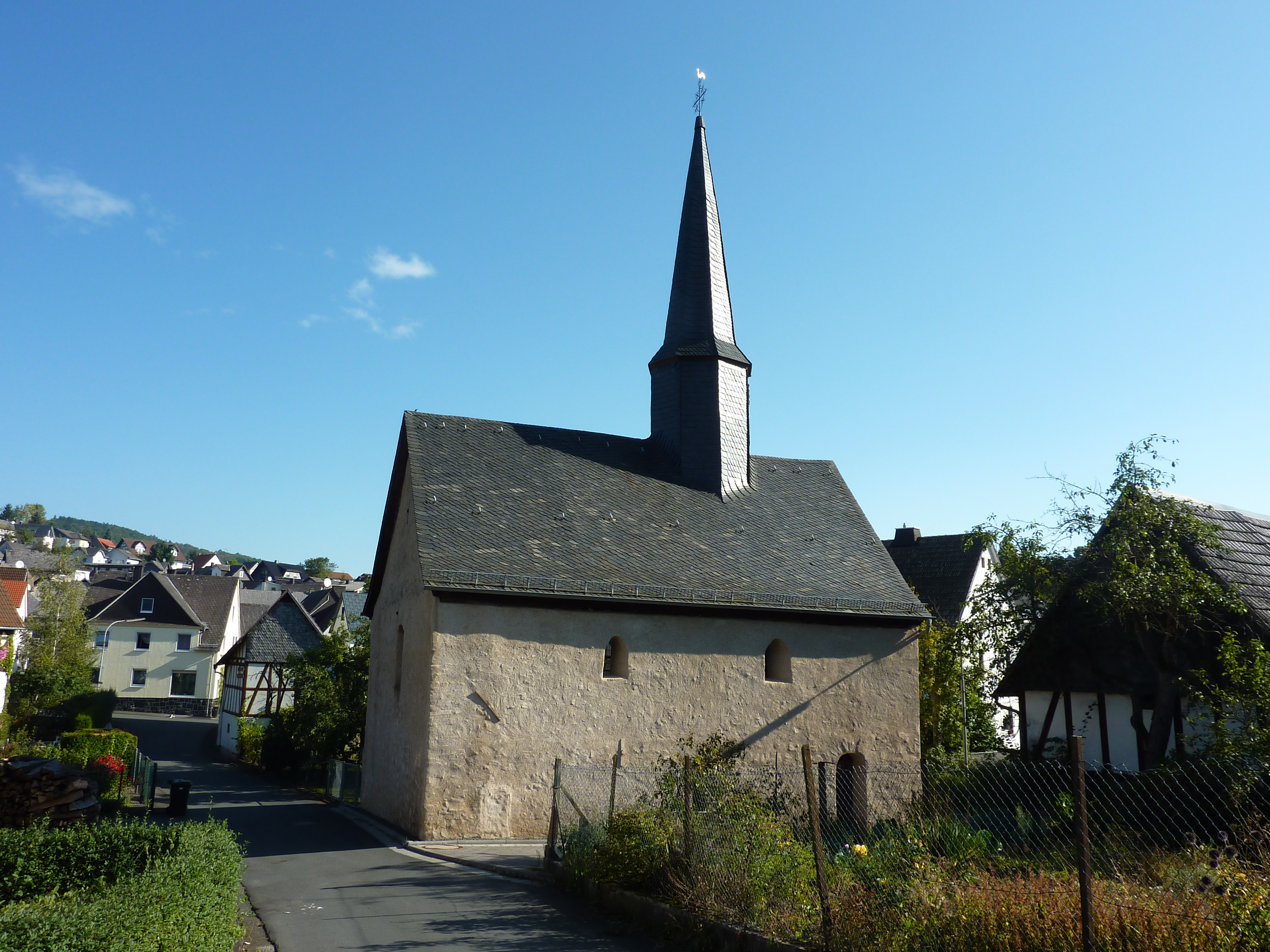
Wommelshausen, (Alte Kirche Wommelshausen), verm. Bauzeit 10./11. Jh., Reparaturmaßnahmen 1269/1274 belegt
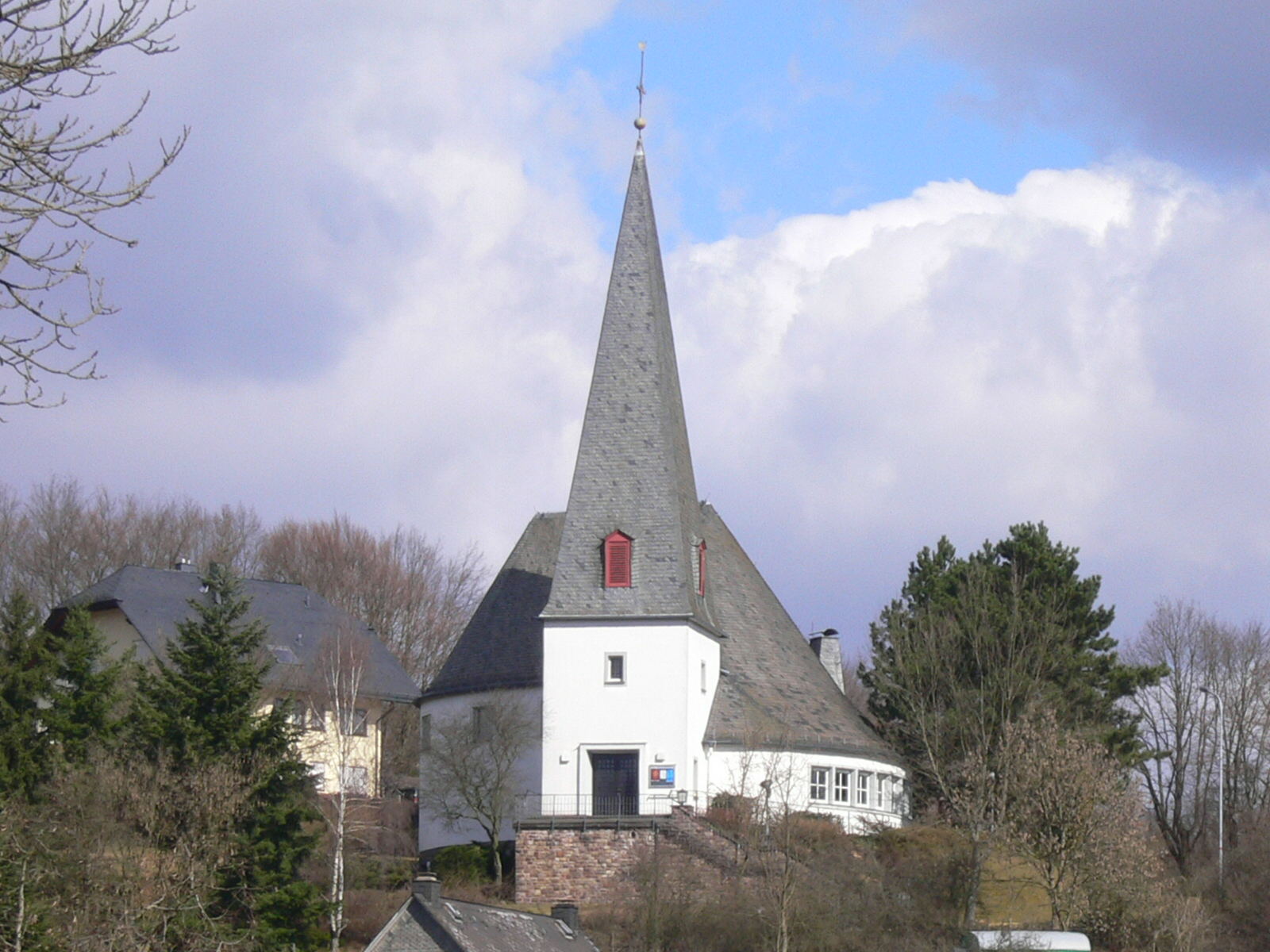
Wommelshausen, Neue Kirche mit „Ei-förmigem Grundriss“, eingeweiht 1965

## Geschichte des Schulwesens
Erste Dorfschulen nach Einführung der Reformation in Hessen
Auf der Homberger Synode 1526 in Homberg (Efze) wurde mit der Einführung der Reformation in der Landgrafschaft Hessen auch die Einrichtung von Dorfschulen beschlossen. Landgraf Philipp I. bestimmte 1537, dass alle Dorfkinder Katechismusunterricht erhalten sollten. Als Vorbedingung für die ab 1574 eingeführte allgemeine Konfirmation musste ein, wenn auch noch so bescheidener Schulunterricht durchgeführt werden. In diesem Jahr war die „Hessische Agende“ herausgegeben worden, ein Buch mit gottesdienstlichen Gebeten und Vorschriften.

### Kirchspielschule Hartenrod
Bereits 1623 ist in Hartenrod Johannes Strauß (Pfarramtkandidat) als Lehrer für das gesamte Kirchspiel nachweisbar. 1639 folgte ihm Reinhard Paul. Den in den Pfarrorten durchzuführenden Unterricht hatten die Pfarramtskandidaten abzuhalten. Wer Pfarrer werden wollte, musste sich im Schuldienst bewähren.
Die ab 1627/29 vorgeschriebene Kirchen- und Schulvisitation achtete streng auf Einhaltung der landesherrlichen Vorgaben. (Die geistliche Schulaufsicht wurde erst am 27. November 1918 aufgehoben.) 1634 wurde der allgemeine Schulzwang eingeführt.
Auch Lateinunterricht muss damals schon erteilt worden sein, eine Voraussetzung für ein Studium. Es studierten beispielsweise an der Universität Marburg 1532 Albert von Dernbach und 1563 ein Johannes aus Hartenrod.

### Dorfschulen
Da die Wegstrecke zum Vorort Hartenrod mit der gemeinsamen Kirchspielschule, besonders im Winter, für die Kinder zu weit und zu gefährlich waren, stellten die Gemeinden Bottenhorn und Wommelshausen eigene Lehrer ein. In Bottenhorn war dies Jakob Paul und in Wommelshausen Lorenz Hopmann, der von 1665 bis 1720 dort den Schuldienst versah. Ab Anfang des 18. Jahrhunderts stellten auch die Gemeinden Günterod und Endbach eigene Lehrer ein. Die Kinder aus Dernbach und Hülshof gingen in Wommelshausen zur Schule; die Hülshofer bis 1926, danach nach Bottenhorn. Von 1822 bis 1844 hatte Dernbach einen eigenen Lehrer. Bis zum Bau des eigenen Schulhauses 1878 wurde der Schuldienst wieder von Wommelshausen aus durchgeführt. Danach hatte Dernbach wieder einen eigenen Lehrer.
Die allgemeine Schulpflicht in Hessen wurde am 28. Juli 1733 von bisher 7 auf 8 Jahre festgelegt.
Schulhäuser gab es damals noch nicht. Der Unterricht fand entweder im Haus des Lehrers statt oder reihum in den anderen Häusern. Erst Anfang des 18. Jahrhunderts erließ die Regierung eine Verordnung, nach der die Gemeinden Schulhäuser zu bauen hatten. Es dauerte jedoch noch Jahre, bis alle dieser Anordnung nachkamen.
Nachdem das Hinterland (ehemaliger Kreis Biedenkopf) 1867 preußisch geworden war, wurde das Elementarschulwesen besonders gefördert. So führte man u. a. 1868 den Turnunterricht ein.
Ab dem Schuljahr 1924/26 wurde die Sütterlinschrift eingeführt. Durch eine Anordnung der Reichsleitung vom 3. Januar 1941 musste sie durch die heutige Normalschrift ersetzt werden. Auch die gotischen Lettern (Druckbuchstaben) wurden danach verboten.
Mit dem Einmarsch der Amerikaner am Mittwoch, dem 28. März 1945 fiel der Schulunterricht bis zum 30. September aus. Unter dem Geläut der Kirchenglocken begann er wieder am 1. Oktober 1945 um 8:00 Uhr.

#### Fortbildungsschulen als Vorläufer der Berufsschule
1874 wurde mit dem neuen preußischen Volksschulgesetz eine Art weiterführender und berufsbildender Schulen eingeführt, die Fortbildungsschulen (gedacht für Handwerk, Gewerbe und Landwirtschaft), die sich an die achtjährige Volksschule anschloss, und zwar vom 14. bis zum 17., max. bis zum 25. Lebensjahr (Schulpflicht!). Schulträger waren die Gemeinden, Lehrer die örtlichen Lehrer. Unterrichtet wurde: Bürger- und Wirtschaftskunde, Naturkunde, Rechnen, Lesen und Schreiben. Der Unterricht fand überwiegend in den Herbst- und Wintermonaten statt. In den Sommermonaten fiel der Unterricht meist aus. Die auswärts arbeitenden Maurerlehrlinge konnten nur während der Baupause im Winter teilnehmen.
Die Gemeinden Hartenrod und Wommelshausen richteten ab 1878 obligatorische Fortbildungsschulen ein, Günterod folgte 1899, auch in Bottenhorn entstand eine solche Schule. Das waren die Vorläufer der späteren Berufsschulen. Am 1. April 1934 fasste der Landkreis alle bisherigen örtlichen Fortbildungsschulen zu einer Kreis-Berufsschule in Biedenkopf zusammen.

### Heutige Schulen
Als Folge der hessischen Schulreform sollten ab 1960 die örtlichen Volksschulen zugunsten von Mittelpunktschulen aufgelöst werden. Eine neue Mittelpunktschule in Hartenrod nahm am 18. April 1966 den Unterricht auf. Sie ist eine Grund-, Haupt- und Realschule mit Förderstufe.
Die Grundschulen in Wommelshausen, Dernbach und Günterod löste man nach und nach auf. Beibehalten wurden Grundschulen in Bad Endbach (Berglandschule) und Bottenhorn (Grundschule am Lindebaum).
Heute gehen leider nicht alle Schüler aus der Gemeinde Bad Endbach in die Mittelpunkt-Schule in Hartenrod. Die Ortsteile Dernbach, Günterod und Wommelshausen müssen ihre Kinder in die Schule im benachbarten Weidenhausen schicken. Damit geht für diese Schüler ein Stück Bindung an ihre Heimatgemeinden verloren.
In den fünf größeren Ortsteilen Bad Endbach, Bottenhorn, Günterod, Hartenrod und Wommelshausen sind Kindergärten vorhanden.

## Gemeinde Bad Endbach

### Die heutige Gemeinde
Gemeinsame Geschichte seit über 675 Jahren 
Bad Endbach ist entstanden aus der freiwilligen Zusammenlegung und Eingemeindung aller acht Ortsteile, die ehemals zum deckungsgleichen Gebiet des Verwaltungsbezirks Obergericht des Amtes Blankenstein und dem ehemaligen Kirchspiel Hartenrod gehörten. Das Amt Blankenstein und das Kirchspiel Hartenrod entstanden nach dem Ende der Dernbacher Fehde 1336. Mit Ausnahme von Günterod liegen alle Ortsteile innerhalb der Mittelhessische Landheegen (Innenheege > Ostgrenze und Außenheege > Westgrenze). Günterod kam erst 1443 zum Verwaltungsbezirk Obergericht des ehemaligen Amtes Blankenstein.
Diese über Jahrhunderte hinweg gewachsene politische und kirchliche Struktur ist trotz Gebietsreform bis heute als Einheit erhalten geblieben. Die Großgemeinde Bad Endbach kann daher auf eine über 675 Jahre gemeinsame Geschichte zurückblicken.
Gemeinde Endbach, Fusionen 1971 und 1972
Im Zuge der Gebietsreform in Hessen fusionierten am 1. Februar 1971 die beiden, damals noch selbstständigen Gemeinden Endbach und Wommelshausen freiwillig zu einer neuen Gemeinde mit dem Namen „Endbach“. Damit kam auch der Ortsteil Hütte unter eine einheitliche Verwaltung. Bis dahin gehörte dessen östlicher, älterer und größerer Teil mit den beiden Mühlen (Plocke-Mühle und Hüttner-Mühle) zu Wommelshausen und der westliche zu Endbach.
Günterod schloss sich am 1. April 1972 ebenfalls der neuen Gemeinde Endbach an.
Seit 11. Oktober 1973 Bad Endbach
Am 11. Oktober 1973 verlieh der hessische Innenminister der Gemeinde Endbach das Prädikat Bad und wurde somit zum Kneipp-Bad „Bad Endbach“. Zu diesem Zeitpunkt bestand die Gemeinde aus den drei Ortsteilen Endbach, Günterod und Wommelshausen.
Großgemeinde „Bad Endbach“ ab 1. Juli 1974
Bereits am 31. Dezember 1971 war die Gemeinde Schlierbach in die Gemeinde Hartenrod eingegliedert worden. Im weiteren Verlauf der Gebietsreform wurden zum 1. Juli 1974 kraft Landesgesetz die Gemeinden Bad Endbach, Bottenhor, Dernbach, Hartenrod und Hülshof zur erweiterten Großgemeinde mit dem Namen „Bad Endbach“ zusammengeschlossen.
Für alle ehemals eigenständigen Gemeinden von Bad Endbach wurden Ortsbezirke mit Ortsbeirat und Ortsvorsteher nach der Hessischen Gemeindeordnung gebildet.
Zwei Bad-Prädikate ab 31. Mai 2017
Zusätzlich zum bereits erhaltenen Prädikat Kneipp-Heilbad übergab der hessische Wirtschaftsminister am 31. Mai 2017 die Ernennungsurkunde zum „Heilbad“. Damit ist Bad Endbach das 20. Heilbad in Hessen und neben Bad Wilhelmshöhe die zweite hessische Kommune mit zwei Bad-Prädikaten.

### Gemeindegliederung
Das Gemeindegebiet von Bad Endbach ist in folgende acht Ortsteile gegliedert.
| Ortsteil                         | Beschreibung |
| -------------------------------- | --- |
| Bottenhorn                       | ca. 1150 Einwohner, Erstmals erwähnt im Jahre 1253. Historische Namensformen: 1253 Budehorn, 1304 Botinhorne, 1324 Buttinhorn, 1491 Bettehorn, 1502 Bottenhorn. Bottenhorn ist die älteste Siedlung in diesem Gebiet und verfügt über den ältesten schriftlichen Nachweis innerhalb der Gemeinde. |
| Dernbach                         | ca. 300 Einwohner. Historische Namensformen: 1363 Therinbach, 1398 Derenbach, 1411 Dernbach. Von 1350 bis 1748 war Dernbach Sitz des gleichnamigen Adelsgeschlechtes „von und zu Dernbach“ in der Burg Neu-Dernbach. |
| Endbach                          | ca. 2300 Einwohner, namensgebender Hauptort. Erstmals erwähnt im Jahre 1261. Historische Namensformen: 1261 Endebach, 1577 Ennebach |
| Günterod                         | ca. 1000 Einwohner, Historische Namensformen: 1294 Gunterode, 1343/47 Günterrode, 1416 Günterade, 1479 Gonterodde, 1502 Gunteroide, 1564 Günterode |
| Hartenrod                        | ca. 2350 Einwohnern, größter Ortsteil. Erstmals erwähnt im Jahre 1311. Historische Namensformen: 1311 Harprehtzrode, 1364 Harterode, 1380 Harprachterode, 1397 Hartenrade, 15. Jahrhundert Hirtprachterode, 1466 Hartenrode, 1502 Harteroide, 1630 Hartenroda. Hartenrod hat seit 1684 Marktrecht (vier Märkte pro Jahr). |
| Hülshof                          | ca. 20 Einwohner, die auf vier Höfen leben, kleinster und höchstgelegener Ortsteil (495 m), auch im Landkreis. Erstmals erwähnt im Jahr 1284. Historische Namensformen: 1284 Hulsbach, 1304 Halespecher marca, 1304 Hulisbach, 1344 Hultzpach, 1354 Hulzbach, 1397 Holspach, 1630 Hulß Hoff. Hülshof gehörte bis 1463 zum Besitz des Klosters Altenberg, danach dem Deutschen Ritterorden und seit 1542 der Landgrafschaft Hessen. |
| Schlierbach                      | ca. 400 Einwohner. Erstmals erwähnt im Jahre 1318 als Slirbach (Slir-Lehm). Der gleichnamige Bach durchfließt das Dorf. Historische Namensformen: 1318 Slirbach, 1359 Sclirbach, 1448 Slierbach, 1630 Schlirbach. |
| Wommelshausen mit Ortsteil Hütte | ca. 850 Einwohner. Ersterwähnung 1336 als Doppelort Womoldishusin superior et inferior (Das Dorf Ober- und Nieder-Wommelshausen). Historische Namensformen: 1340 Womulshusen, ungenaue Datierung Wommeldishoffen, 1400 Waneboltshusen, 1536 Wumolzhusen, 1707 Womelshausen. Bereits 1268 wurden Umbauten an der romanischen Kapelle (Alte Kirche Wommelshausen) vorgenommen. Demnach bestand das Dorf schon zu dieser Zeit. Zu Wommelshausen gehört der Ortsteil Hütte. Ehemals Gemarkung Wommelshausen, heute zu 80 Prozent Gemarkung Endbach. Hütte ist nicht identisch mit der untergegangenen Ortschaft Nieder-Wommelshausen. Entstanden ist der Ortsteil aus einem spätmittelalterlichen Hüttenwerk / Waldschmiede, genannt 1496, 1499. Historische Namensformen: 1570 uf der Hutten, 1703 die Hütte. |

### Bevölkerung

#### Einwohnerentwicklung
| Jahr              | Einwohner                  |
| ----------------- | -------------------------- |
| 1502              | 17 Männer                  |
| 1577              | 25 Hausgesesse             |
| 1630              | 29 Untertanen              |
| 1677              | 6 Haushalte                |
| 1742              | 63 Haushalte               |
| 1830              | 348 evangelische Einwohner |
| 1834              | 366                        |
| 1885              | 438                        |
| 1925              | 840                        |
| 1939              | 942                        |
| 1950              | 1248                       |
| 1961              | 1367                       |
| 1970              | 1616                       |
| 30. Juni 2000     | 8742                       |
| 31. Dezember 2001 | 8824                       |
| 31. Dezember 2002 | 8824                       |
| 31. Dezember 2003 | 8778                       |
| 31. Dezember 2004 | 8698                       |
| 30. Juni 2005     | 8649                       |
| 31. Dezember 2005 | 8600                       |
| 30. Juni 2006     | 8609                       |
| 31. Dezember 2006 | 8581                       |
| 30. Juni 2007     | 8556                       |
| 31. Dezember 2007 | 8503                       |
| 30. Juni 2008     | 8490                       |
| 31. Dezember 2011 | 8213                       |
| 31. Dezember 2017 | 7987                       |
| 31. Dezember 2018 | 7.928                      |

| Die Zahlen bis 1970 berücksichtigen nur den Ortsteil Endbach. Ab 2000 sind die Bevölkerungszahlen der gesamten Gemeinde Bad Endbach mit allen acht Ortsteilen aufgeführt. Die allgemeine demografische Entwicklung (geringere Geburten- als Sterberate) in Deutschland schlägt sich in den Zahlen bis 2005 nieder. Nach den Erhebungen des Zensus 2011 lebten am Stichtag, dem 9. Mai 2011, in Bad Endbach 8255 Einwohner. Darunter waren 318 (3,9 %) Ausländer, von denen 73 aus dem EU-Ausland, 167 aus anderen europäischen Ländern und 79 aus anderen Staaten kamen. Die Einwohner lebten in 3360 Haushalten. Davon waren 902 Singlehaushalte, 884 Paare ohne Kinder und 1200 Paare mit Kindern, sowie 304 Alleinerziehende und 70 Wohngemeinschaften. |

| • 1987: | 4572 evangelische (= 82,0 %), 571 katholische (= 10,2 %), 438 sonstige (= 7,8 %) Einwohner   |
| • 2011: | 4158 evangelische (= 70,9 %), 650 katholische (= 11,1 %), 1055 sonstige (= 18,0 %) Einwohner |

## Politik

### Gemeindevertretung
Die Kommunalwahl am 14. März 2021 lieferte folgendes Ergebnis, in Vergleich gesetzt zu früheren Kommunalwahlen:
| Sitzverteilung in der Gemeindevertretung 2021Insgesamt 23 Sitze - SPD: 10 - FWG: 5 - CDU: 8 | Parteien und Wählergemeinschaften | Parteien und Wählergemeinschaften           | 2021  | 2021  | 2016  | 2016  | 2011  | 2011  | 2006  | 2006  | 2001  | 2001  |
| Sitzverteilung in der Gemeindevertretung 2021Insgesamt 23 Sitze - SPD: 10 - FWG: 5 - CDU: 8 | Parteien und Wählergemeinschaften | Parteien und Wählergemeinschaften           | %     | Sitze | %     | Sitze | %     | Sitze | %     | Sitze | %     | Sitze |
| Sitzverteilung in der Gemeindevertretung 2021Insgesamt 23 Sitze - SPD: 10 - FWG: 5 - CDU: 8 | SPD                               | Sozialdemokratische Partei Deutschlands     | 43,7  | 10    | 42,6  | 10    | 37,8  | 9     | 35,5  | 11    | 35,0  | 11    |
| Sitzverteilung in der Gemeindevertretung 2021Insgesamt 23 Sitze - SPD: 10 - FWG: 5 - CDU: 8 | CDU                               | Christlich Demokratische Union Deutschlands | 34,8  | 8     | 36,3  | 8     | 40,1  | 10    | 36,0  | 11    | 30,6  | 9     |
| Sitzverteilung in der Gemeindevertretung 2021Insgesamt 23 Sitze - SPD: 10 - FWG: 5 - CDU: 8 | FWG                               | Freie Wählergemeinschaft                    | 21,5  | 5     | 21,1  | 5     | 18,3  | 5     | 22,5  | 7     | 23,3  | 7     |
| Sitzverteilung in der Gemeindevertretung 2021Insgesamt 23 Sitze - SPD: 10 - FWG: 5 - CDU: 8 | UBL                               | Unabhängige Bürgerliste Bad Endbach         | —     | —     | —     | —     | 3,8   | 1     | 6,0   | 2     | 5,5   | 2     |
| Sitzverteilung in der Gemeindevertretung 2021Insgesamt 23 Sitze - SPD: 10 - FWG: 5 - CDU: 8 | FDP                               | Freie Demokratische Partei                  | —     | —     | —     | —     | —     | —     | —     | —     | 5,5   | 2     |
| Sitzverteilung in der Gemeindevertretung 2021Insgesamt 23 Sitze - SPD: 10 - FWG: 5 - CDU: 8 | Gesamt                            | Gesamt                                      | 100,0 | 23    | 100,0 | 23    | 100,0 | 23    | 100,0 | 31    | 100,0 | 31    |
| Sitzverteilung in der Gemeindevertretung 2021Insgesamt 23 Sitze - SPD: 10 - FWG: 5 - CDU: 8 | Ungültige Stimmen in %            | Ungültige Stimmen in %                      | 2,9   | —     | 4,7   | —     | 4,5   | —     | 4,8   | —     | 3,1   | —     |
| Sitzverteilung in der Gemeindevertretung 2021Insgesamt 23 Sitze - SPD: 10 - FWG: 5 - CDU: 8 | Wahlbeteiligung in %              | Wahlbeteiligung in %                        | 42,6  | 42,6  | 40,5  | 40,5  | 39,1  | 39,1  | 36,6  | 36,6  | 44,8  | 44,8  |

### Bürgermeister
Nach der hessischen Kommunalverfassung wird der Bürgermeister für eine sechsjährige Amtszeit gewählt, seit dem Jahr 1993 in einer Direktwahl, und ist Vorsitzender des Gemeindevorstands, dem in der Gemeinde Bad Endbach neben dem Bürgermeister ehrenamtlich ein Erster Beigeordneter und sieben weitere Beigeordnete angehören. Bürgermeisterin ist seit dem 8. Januar 2024 Erika Weber (CDU). Sie setzte sich am 8. Oktober 2023 gegen Amtsinhaber Julian Schweitzer (SPD), der sich um eine zweite Amtszeit beworben hatte, bei 63,63 Prozent Wahlbeteiligung knapp mit 50,30 Prozent der Stimmen durch.
Amtszeiten der Bürgermeister
- 2024–2030 Erika Weber (CDU)[78]
- 2018–2024 Julian Schweitzer (SPD)[79]
- 2006–2018 Markus Schäfer (CDU)
- 1994–2006 Jochen Becker

### Ortsbezirke
Gemeinde Bad Endbach
Folgende Ortsbezirke mit Ortsbeirat und Ortsvorsteher, nach Maßgabe der §§ 81 und 82 HGO und des Kommunalwahlgesetzes in der jeweils gültigen Fassung, gibt es im Gemeindegebiet: Bad Endbach, Bottenhorn, Dernbach, Günterod, Hartenrod, Hülshof, Schlierbach und Wommelshausen. Die Wahl der Ortsbeiräte erfolgt im Rahmen der Kommunalwahlen. Der Ortsbeirat wählt eines seiner Mitglieder zum Ortsvorsteher bzw. zur Ortsvorsteherin.
Ortsbeirat Bad Endbach
Der Ortsbeirat Bad Endbach besteht aus fünf Mitgliedern. Bei den Kommunalwahlen in Hessen 2021 betrug die Wahlbeteiligung zum Ortsbeirat 37,22 %. Alle Kandidaten gehörten der „Gemeinschaftsliste Bad Endbach“ an. Der Ortsbeirat wählte Birgit Rink zur Ortsvorsteherin.

### Wappen
Am 3. November 1988 genehmigte der Hessische Minister des Innern das Wappen mit folgender Beschreibung:
| Wappen von Bad Endbach | Blasonierung: „In Grün ein schräg links verlaufender silberner Bach zwischen einer aus der rechten oberen Ecke hervorbrechenden strahlenden goldenen Sonne und einer links unten befindlichen geneigten goldenen Kanne.“ |
| Wappen von Bad Endbach | Wappenbegründung: Die Gemeinde ist ein wichtiges Heilbad, was durch die Sonne (frische und gesunde Luft und Sonne) und die Gießkanne (die Bäder) symbolisiert wird. Das schräge Wellenband steht für die Salzböde, die durch die Gemeinde fließt. Das Wappen wurde am 24. August 1956 der Ortsgemeinde Endbach verliehen. Da keine historischen Wappen bekannt waren, wurde das Wappen 1955 neu entworfen. Der Großgemeinde ist das beschriebene Wappen genehmigt worden, das bis zum Zusammenschluss der Gemeinden Bad Endbach, Bottenhorn, Dernbach, Hartenrod und Hülshof am 1. Juli 1974 von der früheren Gemeinde Bad Endbach (Endbach, Günterod und Wommelshausen) geführt wurde. |

### Flagge
Am 3. November 1988 genehmigte der Hessische Minister des Innern die Flagge mit folgender Beschreibung:

„Die Flagge der Gemeinde Bad Endbach zeigt auf der von Gold und Grün längsgeteilten Flaggenbahn in der oberen Hälfte das Gemeindewappen.“

Eine amtliche Hissflagge führt die Gemeinde nicht. Lokal wird jedoch, angelehnt an die Bannerflagge, eine gold-grüne Flaggenbahn, belegt mit dem Gemeindewappen, verwendet.

### Gemeindepartnerschaften
Bad Endbach unterhält mit folgender Gemeinde eine Gemeindepartnerschaft:
- Ambt Montfort, Provinz Limburg, Niederlande (seit 1988)

## Wirtschaft und Infrastruktur

### Flächennutzung
Das Gemeindegebiet umfasst 2015 eine Gesamtfläche von 3964 Hektar, davon entfallen in ha auf:
| Nutzungsart             | Nutzungsart             | 2011 | 2015 |
| ----------------------- | ----------------------- | ---- | ---- |
| Gebäude- und Freifläche | Gebäude- und Freifläche | 264  | 265  |
| davon                   | Wohnen                  | 164  | 165  |
|                         | Gewerbe                 | 14   | 14   |
| Betriebsfläche          | Betriebsfläche          | 21   | 23   |
| davon                   | Abbauland               | 12   | 12   |
| Erholungsfläche         | Erholungsfläche         | 25   | 26   |
| davon                   | Grünanlage              | 10   | 11   |
| Verkehrsfläche          | Verkehrsfläche          | 336  | 336  |
| Landwirtschaftsfläche   | Landwirtschaftsfläche   | 1585 | 1581 |
| davon                   | Moor                    | 0    | 0    |
|                         | Heide                   | 0    | 0    |
| Waldfläche              | Waldfläche              | 1702 | 1702 |
| Wasserfläche            | Wasserfläche            | 28   | 28   |
| Sonstige Nutzung        | Sonstige Nutzung        | 28   | 28   |

### Energie

#### Windpark
Im Gemeindegebiet wurde der Windpark Hilsberg (5 Windkraftanlagen, Leistung 15 Megawatt) errichtet, welcher sich vollständig in kommunalem Besitz befindet. Mit diesem verfolgt die Gemeinde auch das Ziel bis zum Jahr 2020 mindestens 20 % des Stromes aus erneuerbaren Energien zu gewinnen und die Energieeffizienz um 20 % zu erhöhen. Das erste Betriebsjahr des Windparks leistete einen wesentlichen Beitrag dazu, dass sich Bad Endbach „Klimaschutzgemeinde“ nennen darf.

## Entwicklung  des Kurbetriebs

### Beginn des Kurbetriebs 1947
1947 legte die DRK-Schwester Elfriede Geißler mit dem Bau des Erholungsheimes „Dennoch“ in Endbach den Grundstein für eine Kuranstalt. Während einer ärztlichen Behandlung in Gießen lernte sie dort den Leiter der Orthopädischen Klinik – Hans Storck – kennen. Mit seiner Hilfe richtete sie eine Kneipp-Badeabteilung in ihrem Endbacher Heim ein. Vor Fertigstellung der entsprechenden Räume wurden erste Behandlungen in der Waschküche von Frau Emilie Schmidt durchgeführt. Als Behandlungsgerät diente eine ganz gewöhnliche Gießkanne.
Ab 1950 begann Hans Storck zusammen mit seiner Assistentin, Frau Nebel, mit seiner medikamentenfreien, vornehmlich physikalisch-diätischen Therapie, Patienten in Endbach ärztlich zu behandeln. Das war der eigentliche Beginn des Kneipp-Heilbades.
1950 konstituierte sich in Endbach, unter der Führung von Bürgermeister Theodor Becker, ein Kneipp- und Verkehrsverein. Die Gemeindeväter der Nachbargemeinden Bottenhorn, Hartenrod und Wommelshausen beobachteten diese Entwicklung zunächst mit Skepsis, dann mit wachsendem Interesse. Ab 1953 bildeten sich auch in diesen Nachbarorten Verkehrs- und Verschönerungsvereine mit dem Ziel, am sich abzeichnenden Fremdenverkehr, der „Weißen Industrie“, teilzuhaben. Von der Landesregierung wurden sie dabei tatkräftig unterstützt.
Staatlich anerkannte Erholungsorte
Drei damals noch selbständige Ortschaften konnten jeweils das Prädikat Staatlich anerkannter Erholungsort erlangen, und zwar: Hartenrod am 4. Dezember 1962, Wommelshausen am 20. Dezember 1962 und Bottenhorn 1964.

### Kneipp-Heilbad seit 2. Dezember 1970
Die Gemeinde Endbach beschritt einen anderen Weg. Sie strebte konsequent das Ziel Kneipp-Kurort an, was ihr bereits 1955 gelang, und erhielt am 2. Dezember 1970 die Anerkennungsurkunde zum Prädikat „Kneipp-Heilbad“.
Der Kurbetrieb in Endbach selbst und der Fremdenverkehr in den drei staatlich anerkannten Erholungsorten (Bottenhorn, Hartenrod und Wommelshausen) entwickelte in den 1950er Jahren und anfangs der 1960er stets aufwärts und sehr zufriedenstellend. In manchem alten landwirtschaftlichen Nebengebäude richtete man Fremdenzimmer ein oder wurden zu Pensionen umgebaut. Auch neue Pensionen entstanden. So stieg etwa die Zahl der Übernachtungen alleine in Wommelshausen von 5300 im Jahre 1960 auf 13.080 im Jahre 1964.

### Bad Endbach seit 11. Oktober 1973
Das Prädikat Bad erhielt die Gemeinde 1973.

### Rückläufiger Fremdenverkehr
Die Zahl der Feriengäste in den drei Erholungsorten ging danach kontinuierlich zurück. Endbach blieb zunächst davon verschont. Gründe waren überregionale Einflüsse, zunehmender Fernreiseverkehr, gestiegene Ansprüche der Gäste an Wohnkomfort (WC und Duschen in den Zimmern), unattraktive Freizeitangebote, mangelhafte Anpassung der Gaststätten an die Wünsche der Feriengäste sowie nachlassende Investitionsbereitschaft der Vermieter. Die Feriengäste wollten ihre seit 1963 verbrieften 18 Tage Mindesturlaub nicht mehr in umgebauten Scheunen und Kuhställen verbringen, wie sie es drastisch ausdrückten. Österreich und vor allem das Traumziel Italien lockten und hatten mehr zu bieten. Trotz intensiver Bemühungen ließ sich der Trend nicht mehr umkehren.
Die Übernachtungszahlen im Hauptort, in Bad Endbach (zwei Hotels, mehrere Pensionen und Ferienwohnungen), haben sich inzwischen auf einem Niveau zwischen 58.000 und 60.000 pro Jahr eingependelt.

### Mineralwasserbohrungen 1890 im Salzbödetal
Johannes Becker aus Mornshausen (Gladenbach) ließ im Jahre 1890 im Tal der Salzböde nordwestlich der Mappesmühle eine 150 Meter tiefe Bohrung niederbringen und wenige Jahre später nordwestlich der Götzenmühle eine weitere. Beide Bohrungen erbrachten ein „Natrium-Chlorid-Heilwasser“, eine gute Voraussetzung für einen Badebetrieb. Es folgten jahrelange Diskussionen um den Ausbau, die schließlich ohne Ergebnis Mitte der 1920er Jahre endeten (siehe auch Salzböde#Mineralwasserbrunnen).

### Thermalwassererschließung 2002 und Thermalbad 2009
Mitte der 1980er und Anfang der 1990er Jahre gab es in Bad Endbach konkrete Überlegungen, zur Festigung und Hebung des Kurbetriebes eine Bohrung auf Thermalwasser niederzubringen. Die geologischen Voraussetzungen dafür sind grundsätzlich gegeben. Die vom November 2001 bis 17. April 2002 mit Unterstützung des Landes Hessen und des Kreises Marburg-Biedenkopf durchgeführte Tiefbohrung (Endteufe 975 m) im Salzbödetal westlich von Bad Endbach erbrachte sowohl hinsichtlich der Temperatur (33 °C) als auch bezüglich der Inhaltsstoffe (hochsalinar) den gewünschten Erfolg. Es wurde ein hochwertiges Thermalwasser erschlossen; die geförderte Wassermenge ist leider nicht so groß wie erhofft, reicht aber aus, um das Bad-Becken zu füllen und Verluste auszugleichen.
Aufgrund eines detaillierten Nutzungskonzeptes wurde die Planung für einen Neubau erstellt, der die bisherigen Badeanlagen ersetzen sollte. Das neue Thermalbad, die „Lahn-Dill-Bergland-Therme“ konnte im Oktober 2009 eingeweiht werden.

## Kultur und Sehenswürdigkeiten

### Dialekt und Tracht
Dialekt
Im Gemeindegebiet wird „Hinterländer Plat“ in der Variante des Blankensteiner Obergerichtes gesprochen, jedoch mit abnehmender Tendenz. Die Ortsdialekte werden meist nur noch von älteren Einwohnern gesprochen und nicht mehr ausreichend weitergegeben; sie verändern sich auch im Umkreis von Mittelpunktschulen zu einem neuen Mischdialekt.
Die Kinder aus Dernbach und Hülshof gingen über Generationen hinweg in Wommelshausen zur Schule. Aufgrund dieses über viele Jahrzehnte dauernden gemeinsamen Schulunterrichtes entwickelte sich in Hülshof, Dernbach und Wommelshausen ein nahezu identischer Dialekt.
Hinterländer Tracht
Die ehemals im Kirchspiel Hartenrod, im Blankensteiner Obergericht, von den Frauen einheitlich getragene sehr alte, eigentümliche schwarze „Dell-Mutsche-Tracht“ (siehe Wommelshausen #Trachtenbilder), mit der Dell-Mutsche als Kopfbedeckung ist mit der letzten Trägerin Mitte des 20. Jahrhunderts ausgestorben. Die Dell-Mutsche war eine Variante innerhalb der gemeinsamen Trachtenlandschaft des ehemaligen Amtes Blankenstein.

### Christliche Gemeinden
| Gemeinde                                            | Ortsteile                                                |
| --------------------------------------------------- | -------------------------------------------------------- |
| Evangelische Kirche                                 | Bad Endbach/Bottenhorn/Günterod/Hartenrod/Wommelshausen  |
| Freie evangelische Gemeinde                         | Bad Endbach/Günterod/Hartenrod-Schlierbach/Wommelshausen |
| Katholische Kirche                                  | Hartenrod                                                |
| Evangelische Gemeinschaft e. V. und EC-Jugendarbeit | Hartenrod                                                |
| Christliche Versammlung („Freier Brüderkreis“)      | Bad Endbach/Günterod                                     |
| Christliche Versammlung („geschlossene Brüder“)     | Dernbach/Günterod                                        |
| Plymouth Brethren IV (Raven-Brüder)                 | Bad Endbach                                              |

### Museen
- Kunst- und Kulturhaus „Alte Schule“:

Das Kunst- und Kulturhaus „Alte Schule“ wurde 1998 offiziell eröffnet und ist in drei Bereiche gegliedert: das Kneipp-Museum, den Raum für Wechselausstellungen und Veranstaltungen und die Galerie der Künstlerin Brigitte Koischwitz.
Das Kneipp-Museum befindet sich im 1. Stock des Hauses und kostet keinen Eintritt. Die Ausstellung hat ihren Schwerpunkt in der Geschichte des Ortes nach 1947. Im Zentrum steht die Darstellung des Umbruchs und des sichtbaren Wandels ab den frühen 1950er Jahren bis in die 1970er Jahre, als sich aus dem armen Hinterländer „Kuhdorf“ langsam ein Kurdorf entwickelte.
- Rheumatikum:

Im Foyer des Rheumazentrums Mittelhessen ist seit 2008 eine Dauerausstellung über die Volkskrankheit Rheuma und ihre Therapien zu sehen.
- Heimatmuseum Wommelshausen:

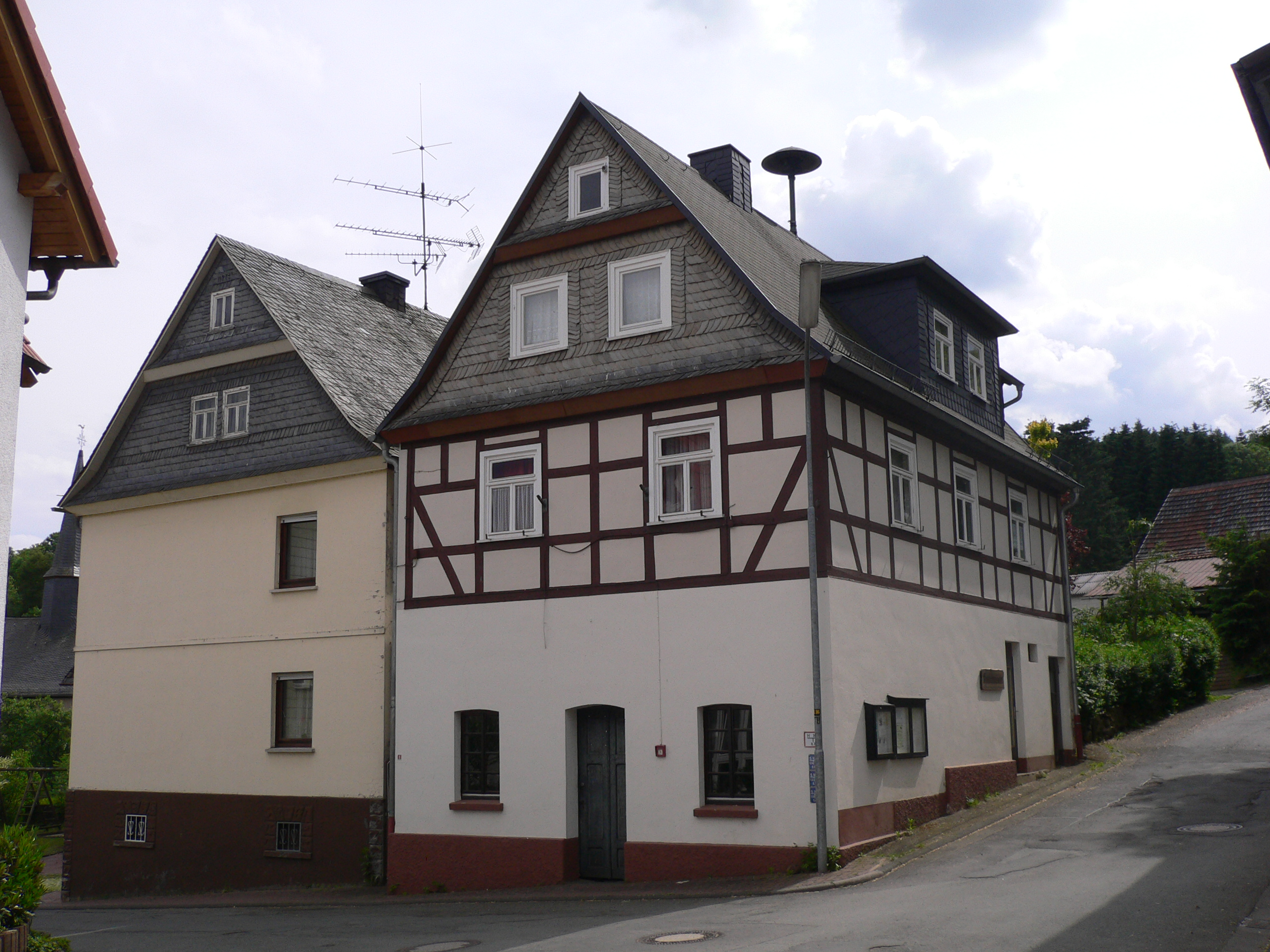
Heimatmuseum Wommelshausen

Das Heimatmuseum ist im ehemaligen Rathaus/Backhaus im Ortsteil Wommelshausen untergebracht und kostet keinen Eintritt.
Einblicke in die bäuerliche Lebenswelt geben die Küche sowie eine Wohn- und eine Schlafstube. Einige Trachtengruppen und diverse Trachtenteile dokumentieren die verschiedenen Ausführungen der Evangelischen Marburger und der Hinterländer Tracht. Ein Bilderraum ist ausgestattet mit verschiedenen sakralen Gegenständen aus der alten Kirche, Bildern von Trachten aus der Region und einigen kleinen Sammlungen. Die Dorfgeschichte wird anhand von Fotos, alten Katastern und Rechnungsbüchern dargestellt. An dörfliches Handwerk wird in einer Schusterwerkstatt erinnert. Im Backhaus befinden sich neben diversem Backzubehör land- und forstwirtschaftliche Geräte sowie die unterschiedlichsten Werkzeuge.
- Naturkunderaum im Bürgertreff Wommelshausen-Hütte

### Musik
Neben dem weit bekannten Musikverein Bad Endbach e. V. „Hinterländer Blasmusik“ gibt es im Gemeindegebiet zahlreiche Kirchen- und Gemeindechöre u. a. den Gesangverein 1875 Hartenrod e. V., den Männergesangverein „Eintracht“ 1878 Günterod, den Männergesangverein 1884 und gemischten Chor Bottenhorn e. V., den Männergesangverein „Liederkranz“ Wommelshausen 1907 e. V. (aufgelöst), das Jugend Harmonika Orchester Hartenrod e. V. und den CVJM Posaunenchor Wommelshausen.

### Bauwerke
Alte Kirche Wommelshausen

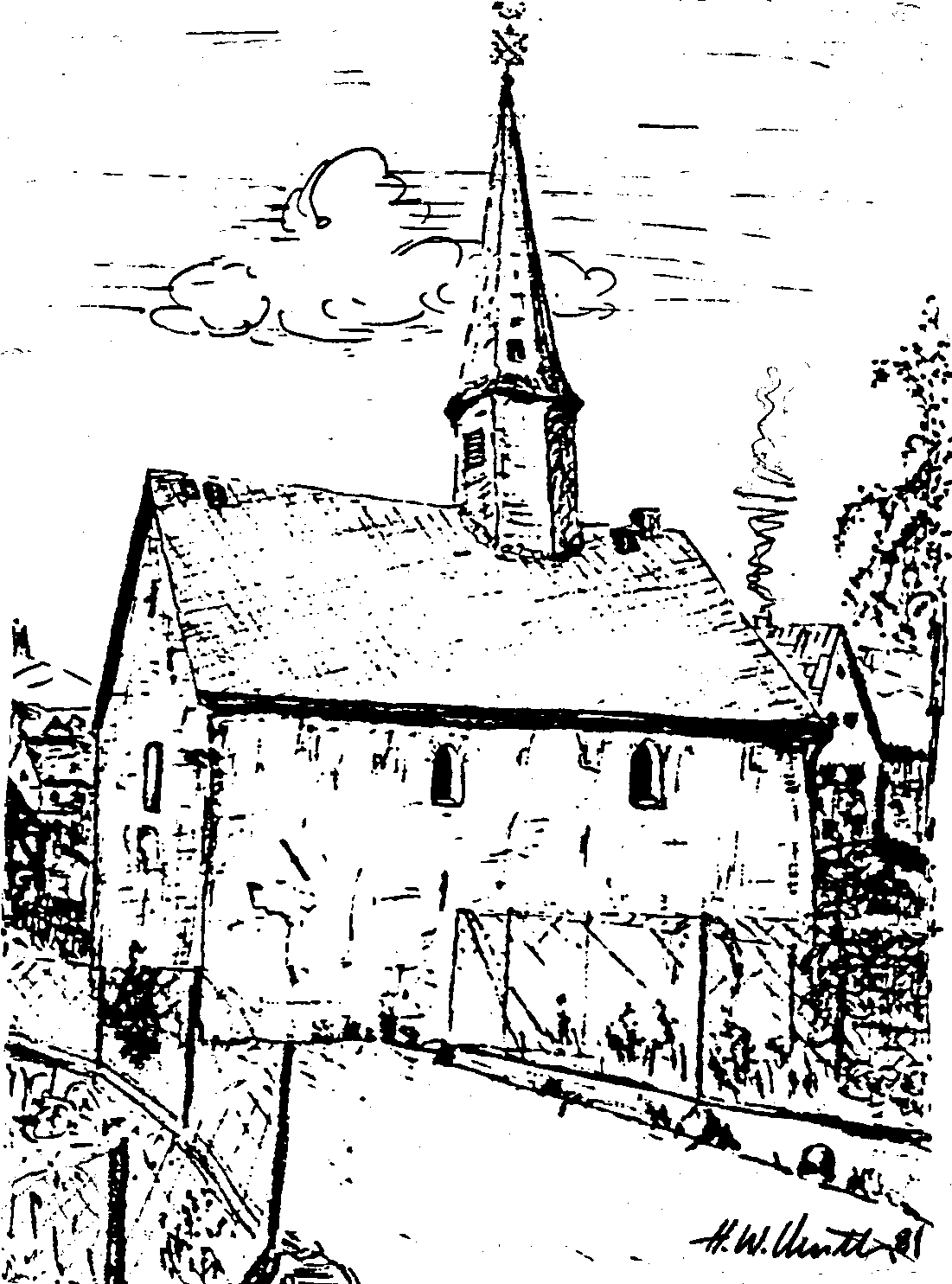
Alte Kirche (Kapelle) in Wommelshausen, Ansicht von Südwest

Im Ortsteil Wommelshausen steht mit der alten Ev. Kirche am südöstlichen Dorfeingang ein baugeschichtlich bemerkenswertes Bauwerk. Die über 1100 Jahre alte frühmittelalterliche Kapelle ist romanischen Ursprungs und wurde im 13. Jahrhundert frühgotisch renoviert. Sie gilt als ein kulturhistorisch bedeutendes sakrales Bauwerk, da es nahezu unverändert in seiner epochetypischen Schlichtheit bis heute erhalten geblieben ist.
Das rechteckige Gebäude hat ein Grundmaß von ca. 13,00 × 9,30 m bei einer mittleren Traufhöhe von 6,00 m und ist mit einem 45° Satteldach von 5,00 m Firsthöhe gedeckt. Das Dach überragt ein 10,00 m hoher schlanker achteckiger Dachreiter mit gotischem Spitzhelm. Ein ursprünglich vorhandener, quer eingezogener 6,10 m × 3,50 m großer, Chor wurde 1720 abgebrochen.
Das Bauwerk, als Kirche eines kleinen Dorfes in einem rein ländlichen Umfeld, ist auffällig großzügig bemessen. Hatte sie zur Zeit ihrer Entstehung eine uns heute unbekannte besondere Funktion, Aufgabe? Einer Sage nach soll sie ehemals eine Wallfahrtskapelle gewesen sein, wegen einer wundertätigen Quelle, die unter dem Chor hervortrat.

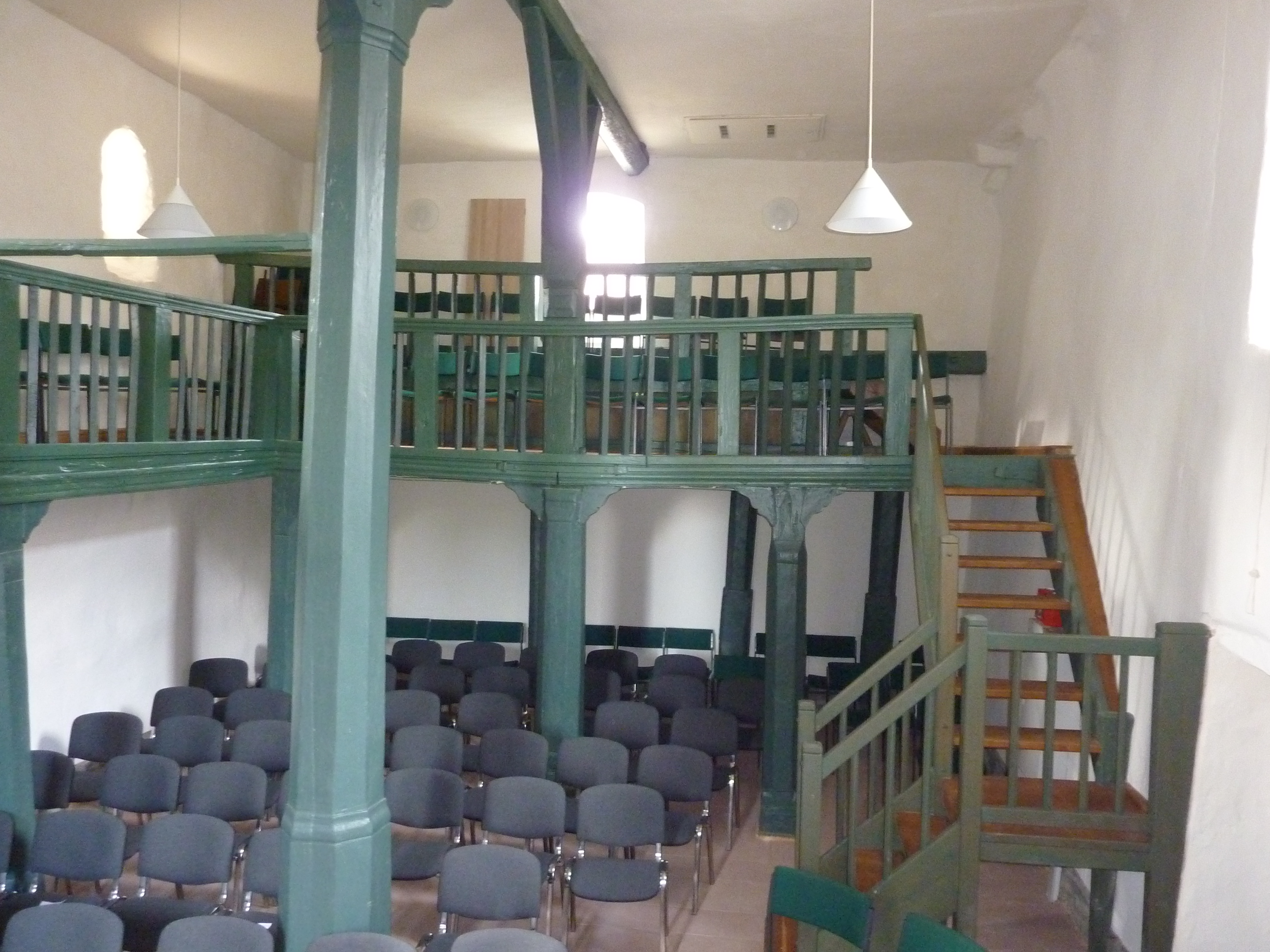
Alte Kirche, Blick zu den Emporen

Der Grundriss der Kirche mit dem ausgegrabenen und nachgewiesenen ehemaligen Chor fügt sich ganz in das Bild der schlichten Kirchen aus karolingischer Zeit, wie es sich bei einfachen Dorfkirchen noch bis ins 11. Jahrhundert gehalten hat. Es ist möglich, dass das Bauwerk unter dem Einfluss der Wormser Bauhütte entstanden ist, da es Ähnlichkeit mit der – allerdings größeren und im Kern viel älteren Magnuskirche (Worms) aufweist. In der Region hatte das Hochstift Worms (Bistum Worms) einst viele Rechte und umfangreichen Besitz. Die Wommelshäuser Kapelle hat außerdem große Ähnlichkeit mit der im Kern romanischen, etwas größeren, 1271 erwähnten Ev. Margarethenkirche (Krofdorf), die im Mittelalter gotisch umgebaut wurde.
Der Baukörper besteht aus verputztem doppelschaligem Bruchsteinmauerwerk aus Grauwacke (keine behauenen Werksteine, keine Eckquaderung) in reichlicher Mörtelbettung. Zumindest die Süd- und Ostseite sowie das untere Mauerwerk der West- und Nordseite befinden sich noch im originalen Zustand der Erbauungszeit. Die Südseite hat zwei schmale hochgelegene kleine Fenster, die innen Rundbögen und außen ungewöhnlich gedrungene Spitzbögen aufweisen, was als Zeichen eines Umbaues gilt. In der Westwand befindet sich ein weiteres Fenster, das ebenso wie das einst sehr kleine Fenster in der Nordwand bei früheren Renovierungen vergrößert wurde. Die ehemalige Priesterpforte befindet sich im vorderen Teil der Südwand und ist eindeutig romanisch. Sie war vermauert und wurde bei der Renovierung wieder geöffnet. Heute ist sie der Zugang zur Kapelle. Der Haupteingang, ehemals Laieneingang, liegt auf der Nordseite, unterhalb des später nochmals vergrößerten rechteckigen Fensters. Im Verlauf der umfangreichen Renovierung 1720 bis 1726 wurde der Chor abgebrochen und dessen Öffnung zum Innenraum zugemauert. Eine Schlaguhr von 1726, die bis zur Aufgabe als Gottesdienstraum ihren Dienst versah, steht heute funktionsfähig im Heimatmuseum Wommelshausen.
Der Landkreis Marburg-Biedenkopf ist Eigentümer der Alten Kapelle. Er hat der Kirchengemeinde Wommelshausen die Nutzung für gottesdienstliche und kulturelle Zwecke übertragen.

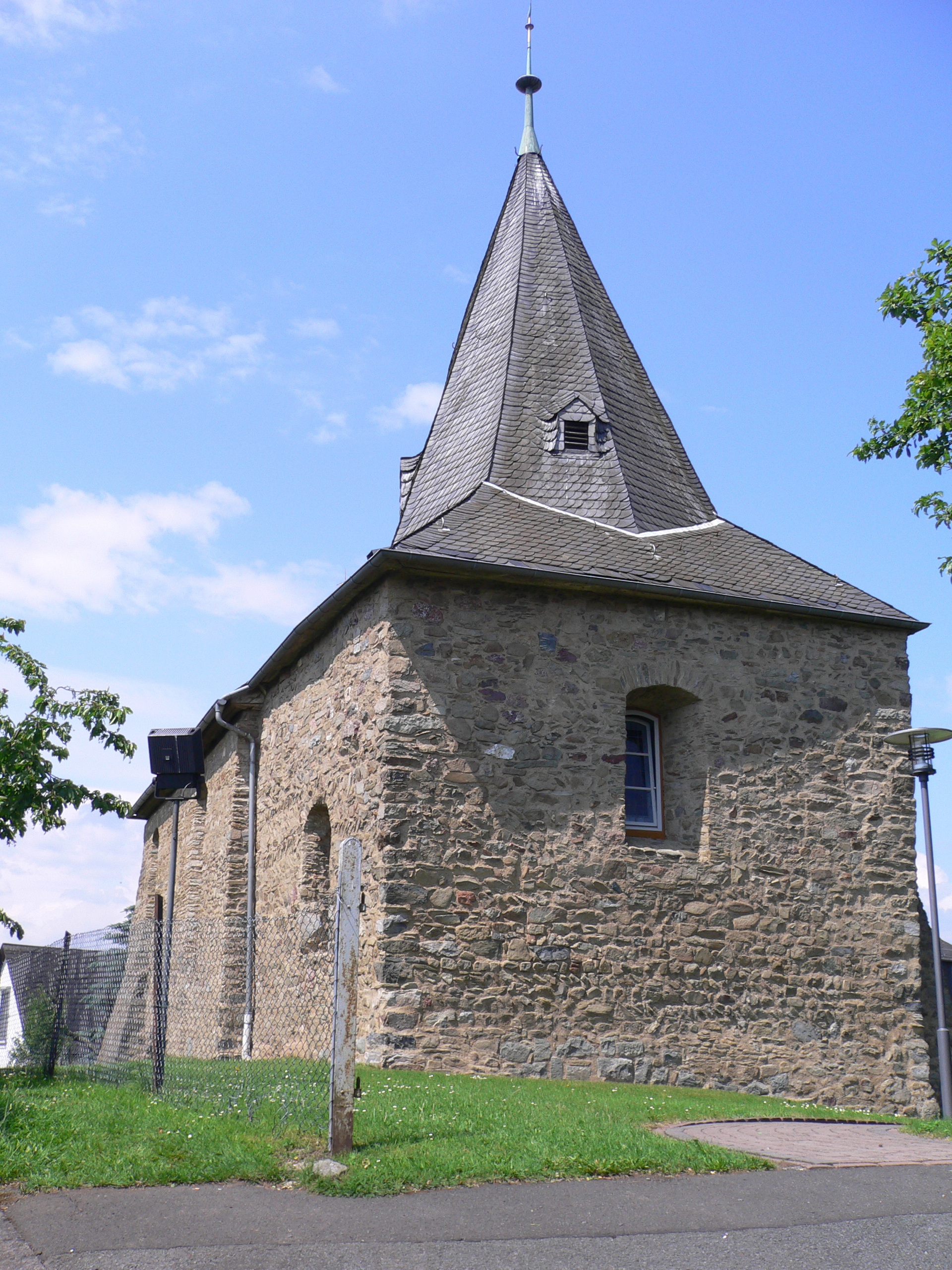
Ev. Kirche Günterod, Chorturm, Ost-Ansicht

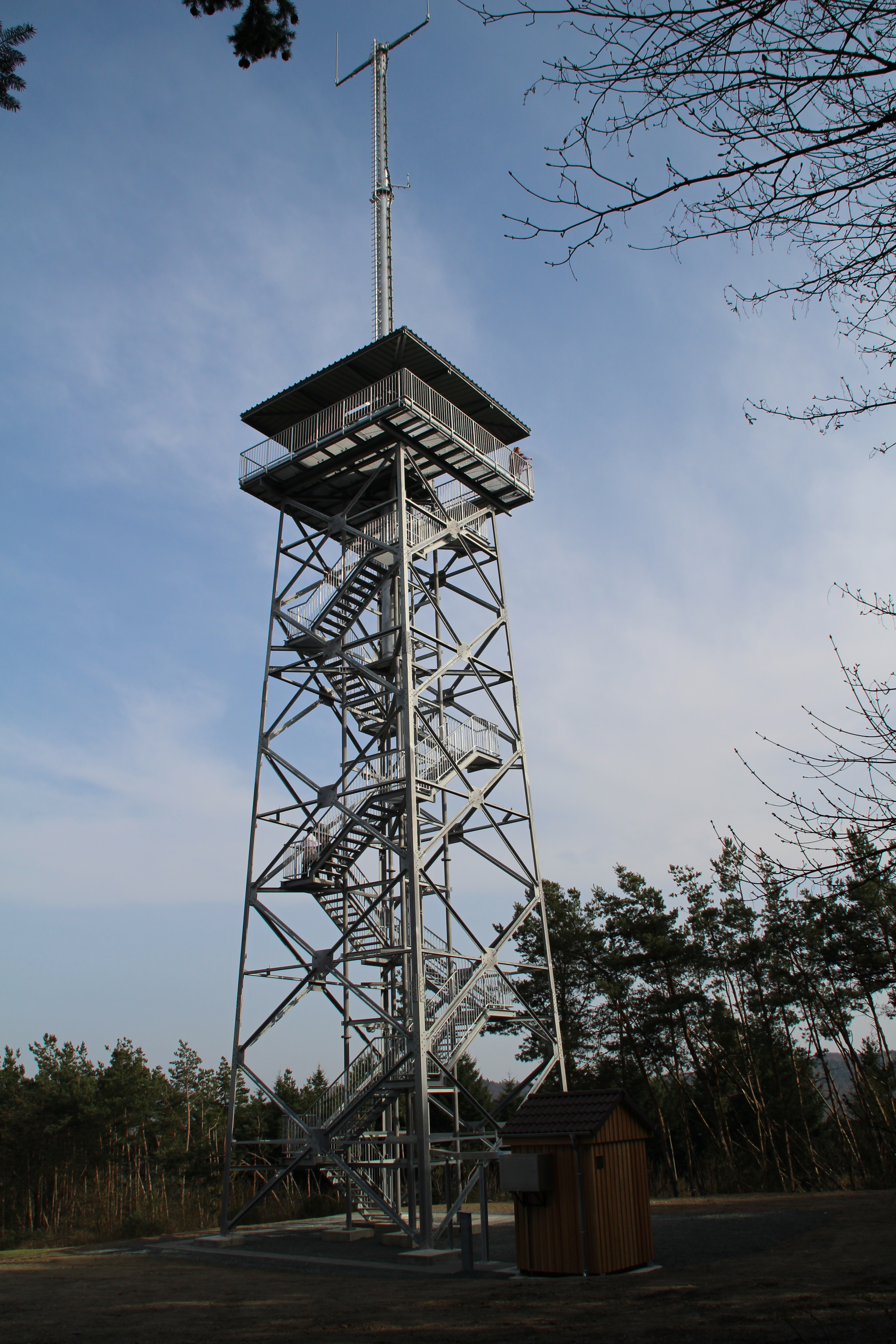
Funkturm mit Aussichtsplattform auf der Wade

Ev. Kirche in Günterod, ehemals St. Peter:
Das Bauwerk ist eine Chorturmkirche mit gleich hohem Gemeindesaal. Der Chorturm ist das älteste Bauteil, vermutlich bereits im 12./13. Jahrhundert entstanden. Das sehr dicke Mauerwerk des Chorturms deutet auf seine ehemalige Funktion als Wehrturm (Turmburg, Motte) hin. Das mittelalterliche Schiff wurde später angehängt, wie bei der Kirche in Niederweidbach.
Chorturmskirchen waren im Mittelalter der vorherrschende Bautyp im Lahn-Dill-Gebiet. Das Untergeschoss des Chorturms dient als Altarraum, im niedrigen Spitzhelmdach hängen zwei Glocken aus den Jahren 1452 und 1453. Das mittelalterliche Schiff mit Pseudomansarddach wurde mehrfach um- und ausgebaut. Der gesamte Baukörper besteht aus unregelmäßigem Bruchsteinmauerwerk (Grauwacke). Aus dem Jahre 1662 stammt die Kanzel; die Emporen wurden 1664, 1680, 1731 und 1804–1809 eingebaut, erweitert bzw. 1954–1956 umgebaut. Die kunsthistorisch bedeutsamen Brüstungsmalereien entstanden 1809.
- Viadukte und Tunnel der ehemaligen Aar-Salzböde-Bahn

Die Aar-Salzböde-Bahn führt über drei Viadukte bei Wommelshausen-Hütte, Endbach und in Hartenrod sowie durch einen Tunnel zwischen Hartenrod und Eisemroth.
Der sogenannte Salzbödeviadukt bei Endbach (km 16,9) hat neun Bögen, ist 165 Meter lang und 15 Meter hoch. Der Viadukt ist heute ein Wahrzeichen von Bad Endbach und wird nachts angestrahlt.
In gleicher Bauweise entstand der ca. 150 Meter lange und 13 Meter hohe Viadukt über das Schlierbachtal in Hartenrod (km 20,1). Er hat ebenfalls neun Bögen.
Der Viadukt bei Wommelshausen-Hütte (km 16,5) ist etwa 25 Meter lang, 11 Meter hoch und hat drei Bögen.
Der stark gekrümmte Tunnel unterhalb der Wasserscheide Salzböde/Aar bzw. Lahn/Dill zwischen Hartenrod und Eisemroth (km 21,6 bis 22,3) ist 700 Meter lang.
- Funkturm mit Aussichtsplattform

Seit März 2014 steht ein Funkturm auf dem 425 m hohen Berg Wade zwischen Endbach und Wommelshausen, der von seiner Plattform aus einen guten Blick auf Bad Endbach und weit ins Umland ermöglicht.
Siehe auch: Liste der Kulturdenkmäler in Bad Endbach

### Parks
- Kneipp-Kurpark:

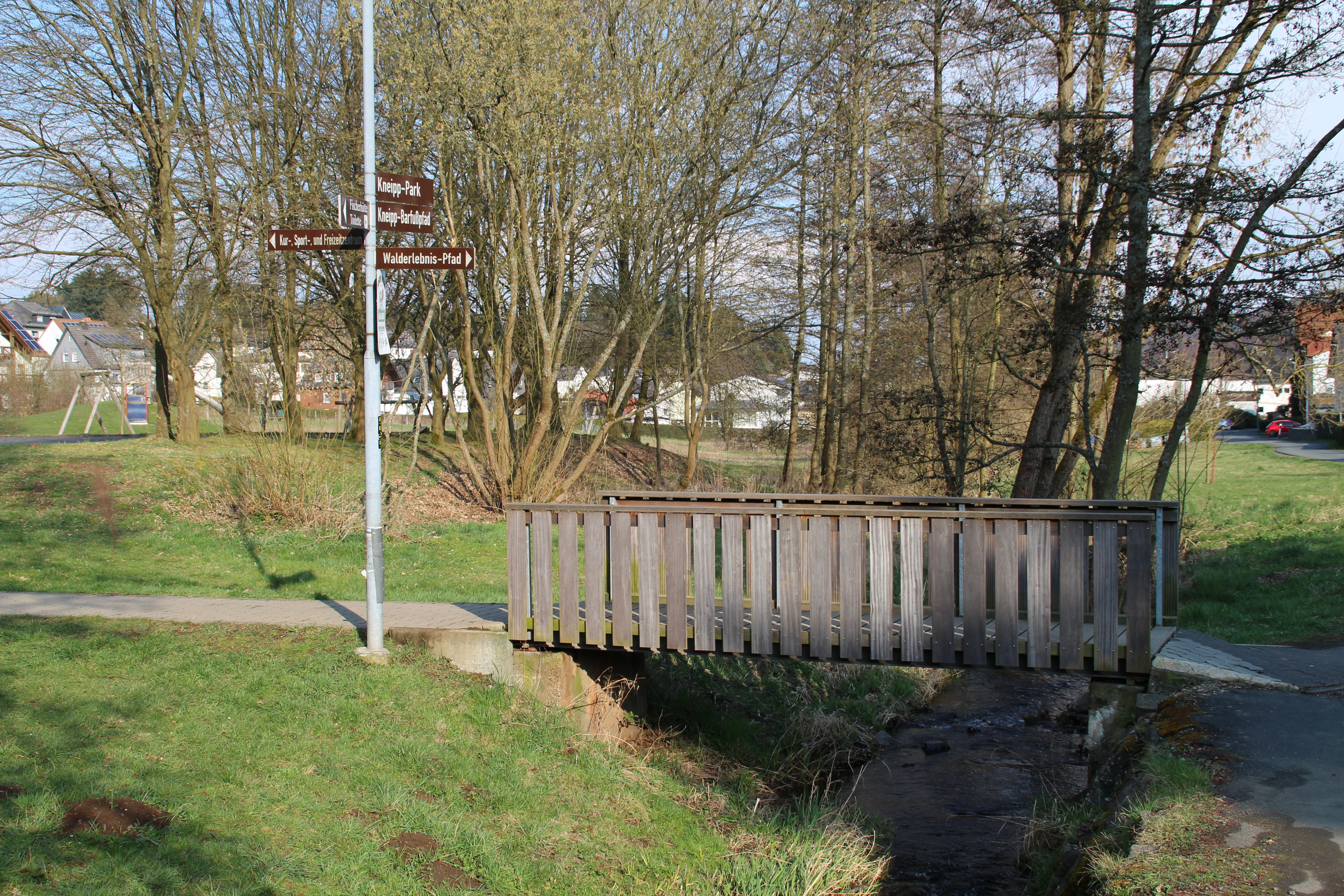
Brücke über die Salzböde im Kneipp-Kurpark

Der Bad Endbacher Kneipp-Kurpark erstreckt sich vom Gesundheitszentrum im Westen entlang des Grundwegs und der Salzböde bis zum Bürgerhaus im Osten. Hier befinden sich eine Teichanlage, ein 550 Meter langer Barfußpfad, ein modernes Kneipp-Tretbecken, ein Kräutergarten, eine Rollschuhbahn und ein Spielplatz.
- Kurpark Hintermühle:

Bei Wommelshausen am Waldrand im Dernbach Tal bietet der Kurpark Hintermühle mit einem weiteren Kneipp-Tretbecken Gelegenheit, die Wirkung des klaren Bachwassers zu erforschen.

### Waldfriedhof

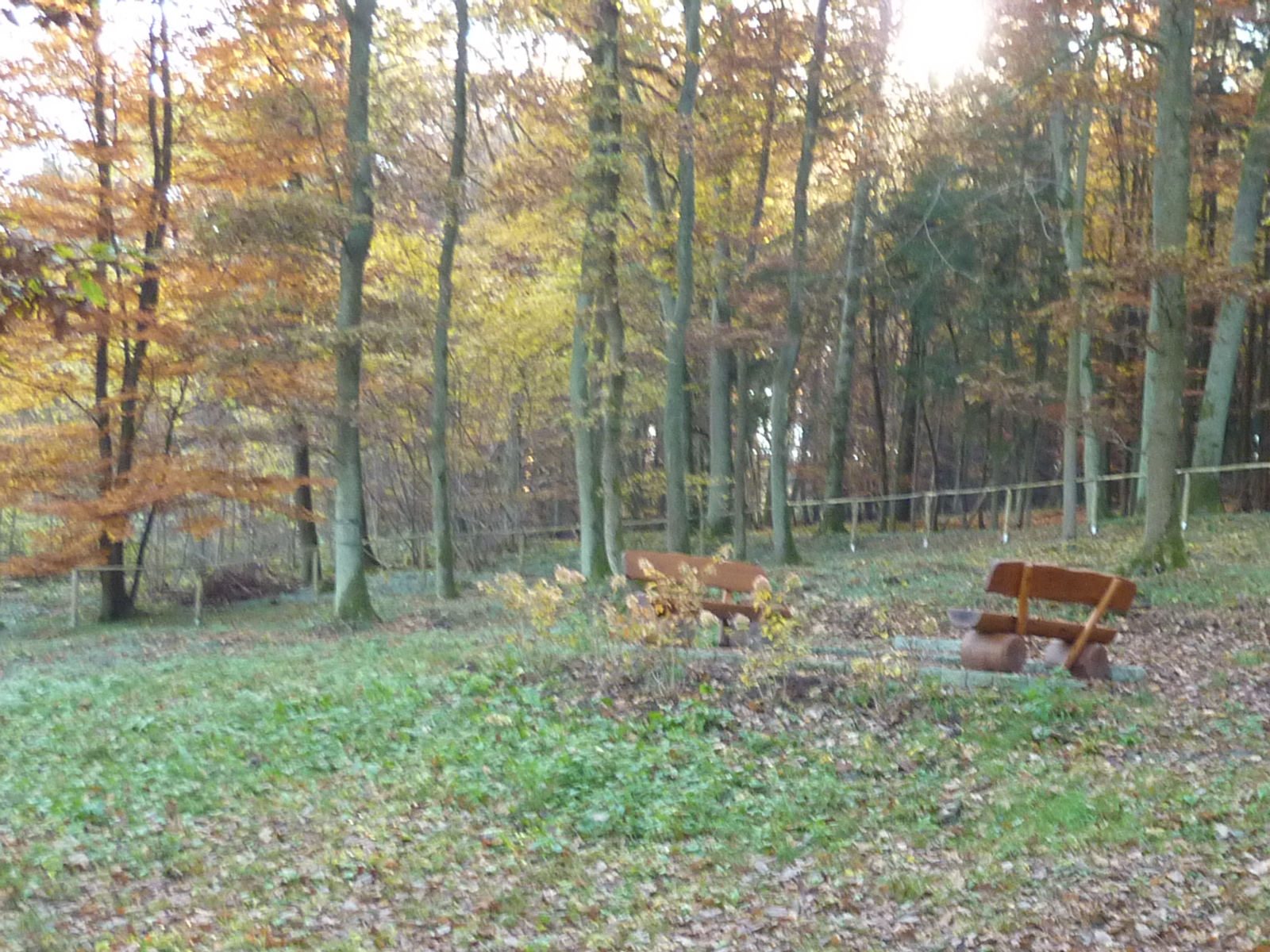
Waldfriedhof / Bestattungswald Wommelshausen

Im Ortsteil Wommelshausen gibt es seit 2012 unmittelbar neben dem neuen Friedhof einen Waldfriedhof (Bestattungswald) für Urnenbestattungen. Er wurde angelegt auf dem inzwischen mit Bäumen bewachsenen, 1926 geschlossenen ältesten Teil des „Alten Friedhofs“, in dessen nordwestlicher Ecke, direkt gegenüber dem Gefallenenehrenmal (Kriegerdenkmal).

### Naturdenkmäler
- Heul-Eiche

Auf einem 425 Meter hohen Bergsattel im Naturraum Zollbuche steht eine ca. 350 bis 400 Jahre alte Eiche. Sie hat eine Höhe von 25 Metern und einen Kronendurchmesser von ca. 24 Metern. Der Stammumfang beträgt 4,25 Meter (in 1 m Höhe gemessen). Ihr Standort ca. 10 Meter hinter der Gemeindegrenze von Bad Endbach (Gemarkung Wommelshausen) auf dem Gemeindegebiet Gladenbach (Gemarkung Weidenhausen (Gladenbach)) weist sie als ehemaligen Grenzbaum aus. Der markante Baum auf dem Bergsattel galt als traditioneller Abschiedsbaum.
Die Eiche steht am ehemals bedeutenden Fernweg (Westfalenweg) und dem alten, bis 1854 einzigen direkten zollfreien Weg aus dem Hessischen Hinterland zur ehemaligen Provinzhauptstadt Gießen. Er verband das bis 1866 hessen-darmstädtische Hinterland auf kürzestem Weg mit seiner Provinzhauptstadt Gießen, den südlich gelegenen Landesteilen und der Landeshauptstadt Darmstadt. Auf der alten Trasse verläuft heute weitgehend die L3047 (Zollbuche – Gießen).
Bis zu diesem Baum wurden ehemals und noch bis zum Bau der Aar-Salzböde-Eisenbahn Dienstboten, Knechte, Mägde, Wanderarbeiter (Mäher, Schnitterinnen und Drescher) und mit Strickwaren handelnde Wanderhändler („Strumpfmänner“) auf dem Weg zu ihren in den südlichen Landesteilen liegenden Dienststellen/Arbeitsstellen/Kunden in den Städten, in die Wetterau und die in die einstigen hessen-darmstädtischen Garnisonen einberufenen Soldaten von ihren Angehörigen und Freunden begleitet und verabschiedet, und das meist sehr tränenreich. Daher erhielt sie den in der gesamten Umgebung bekannten Namen „Heul-Eiche“.
Während des Ersten und des Zweiten Weltkrieges war die Heul-Eiche wiederum Abschiedsbaum, diesmal in umgekehrter Richtung. Für die einberufenen Soldaten aus Oberweidbach war der Bahnhof in Wommelshausen-Hütte an der Aar-Salzböde-Bahn der nächstgelegene.
- Dicke Eiche:

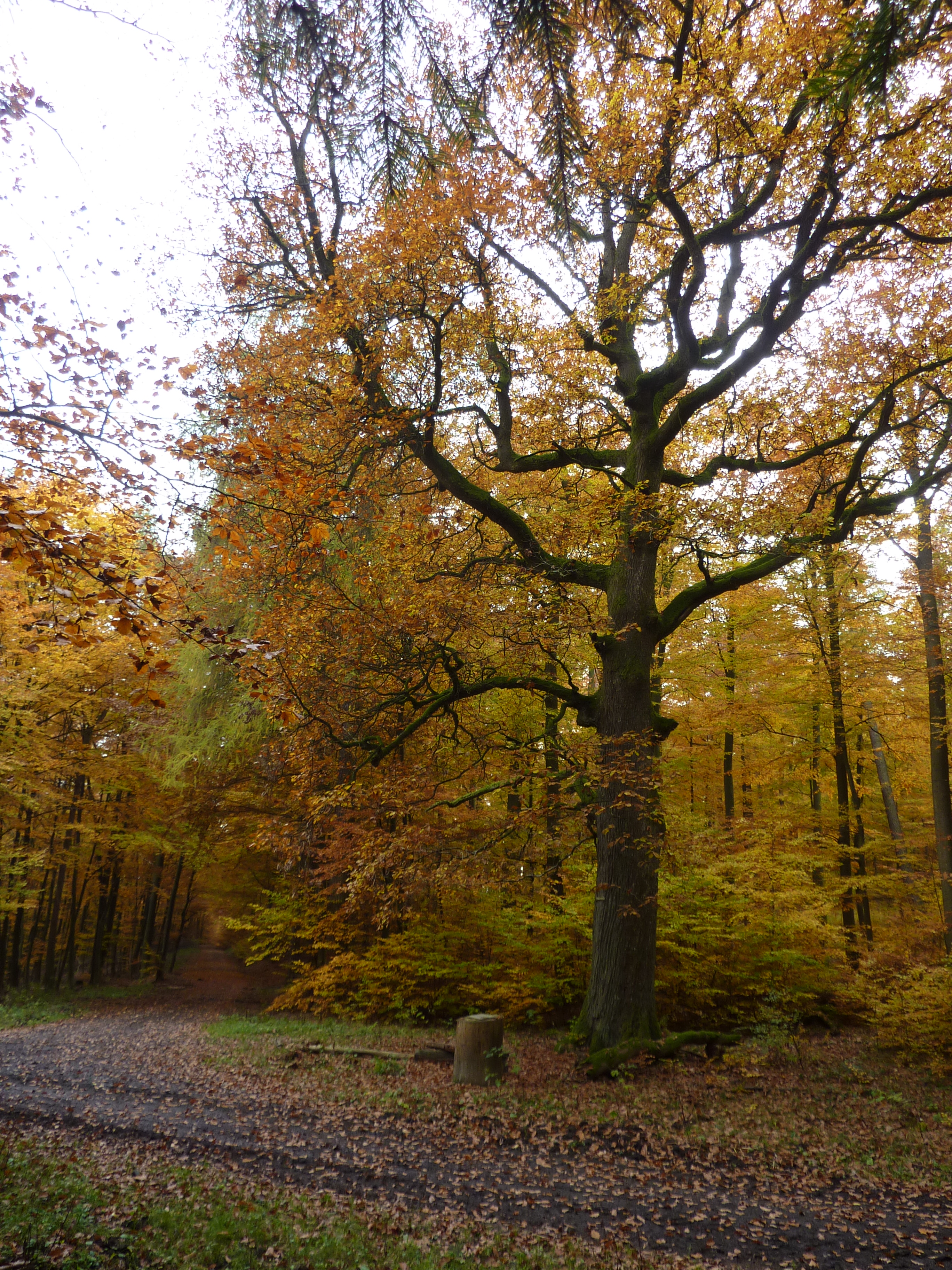
„Heul-Eiche“, links der alte direkte Höhenweg (Westfalenweg) aus dem Hinterland nach Gießen

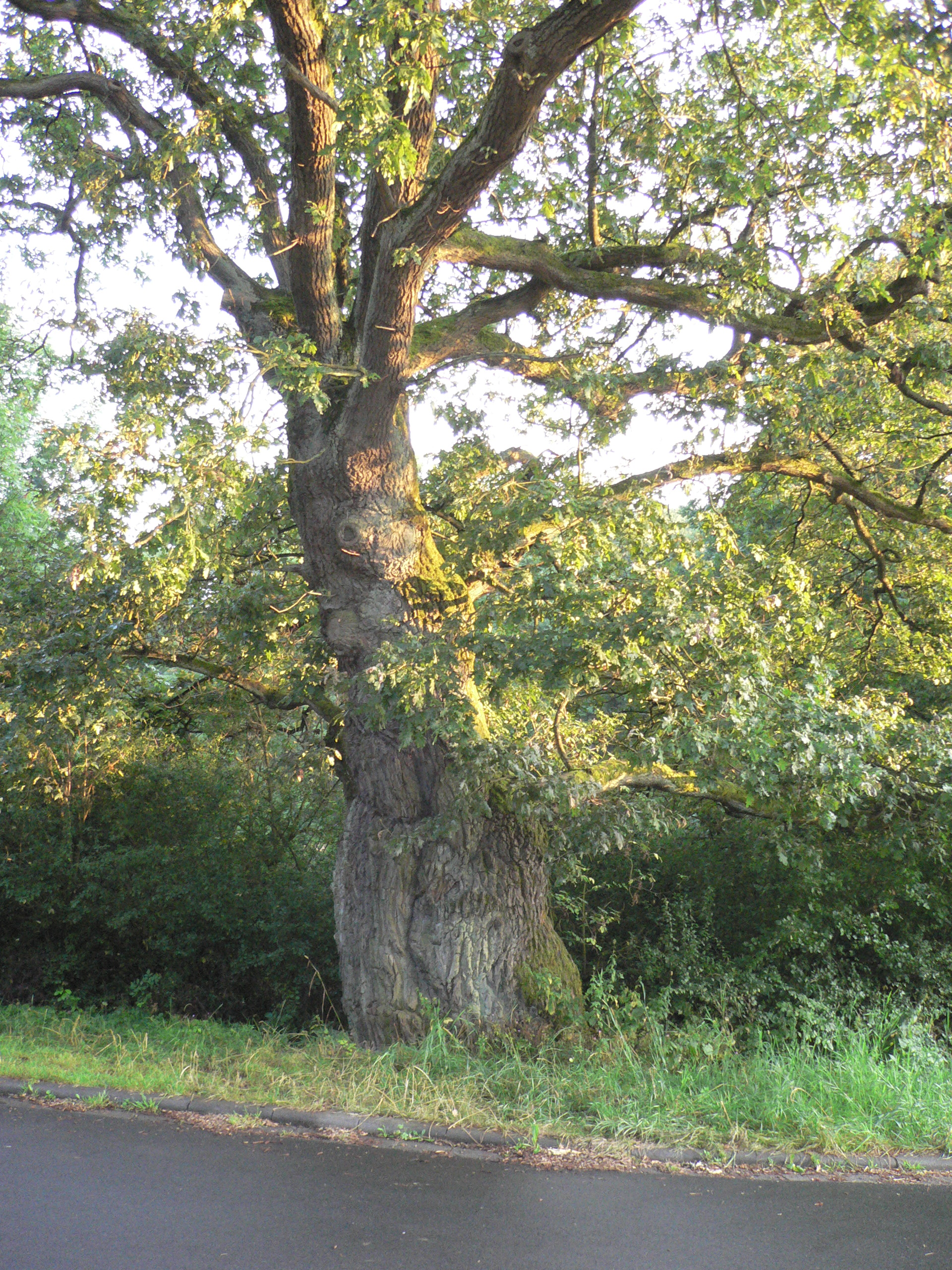
Naturdenkmal „Dicke Eiche“, am Neubaugebiet Am Gewenn Wommelshausen

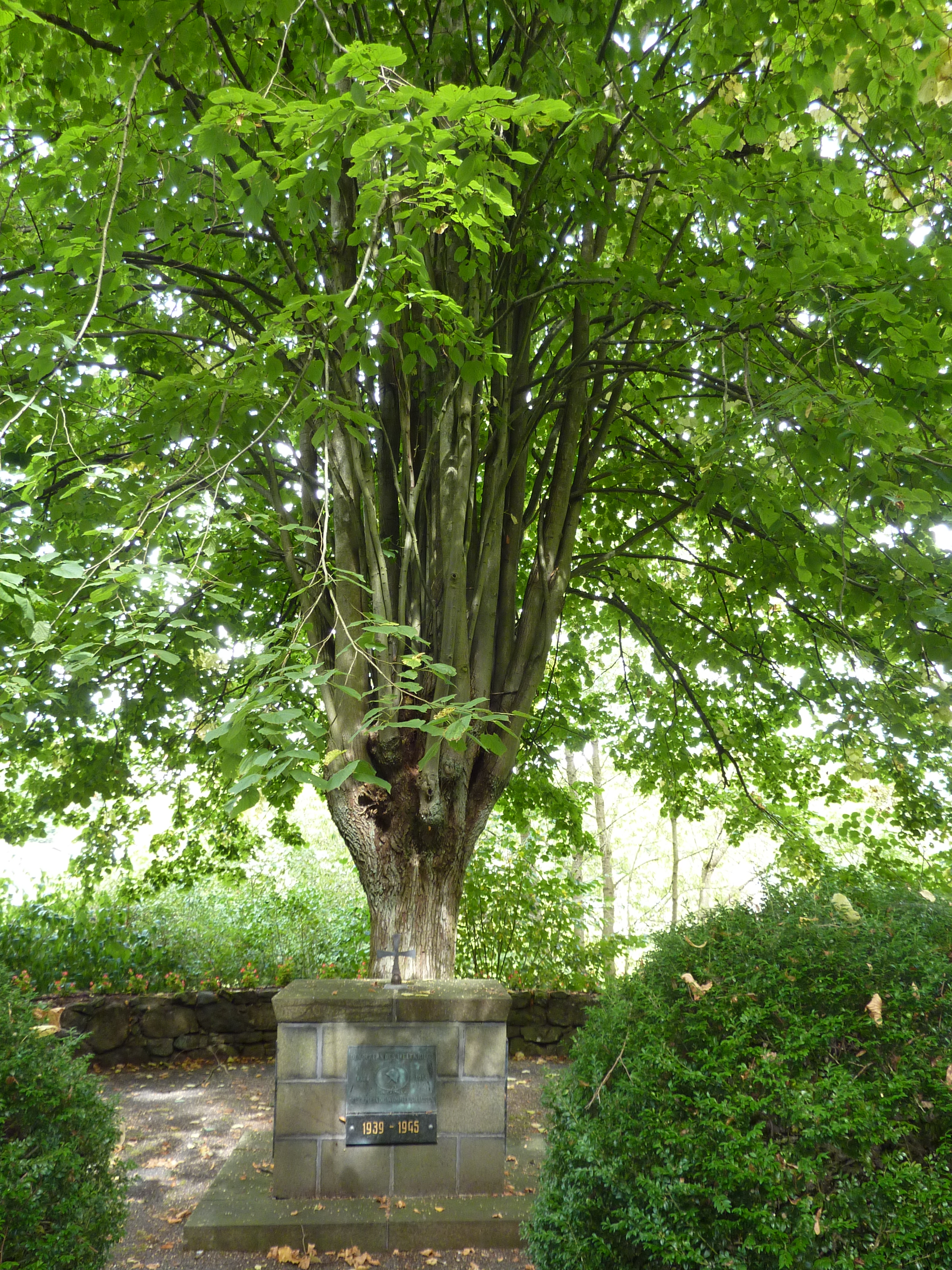
„Fächerlinde“, am Gefallenenehrenmal Wommelshausen

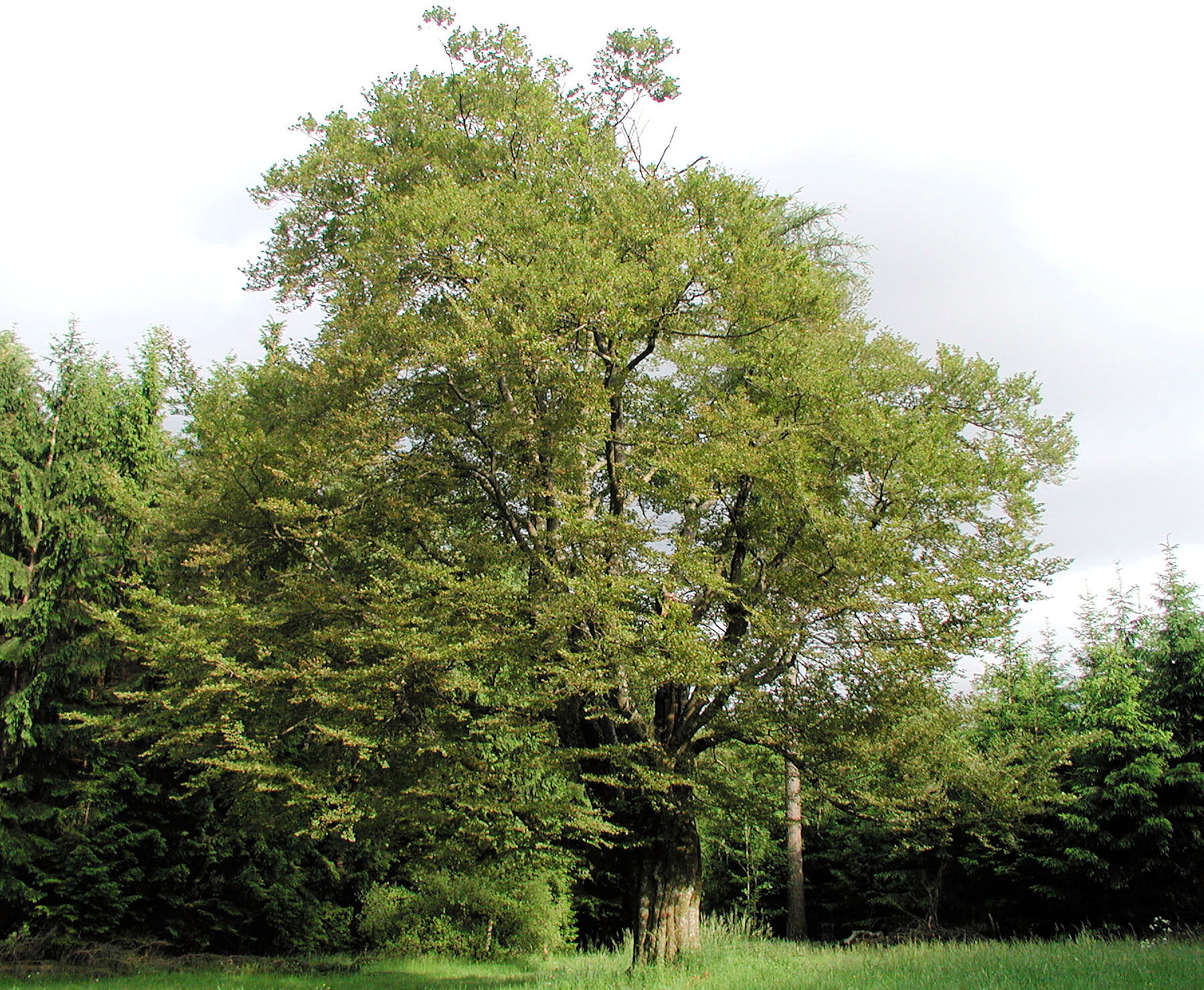
„Hermann-Löns-Buche“ im Schelderwald westlich von Hülshof an der Brabanter Straße

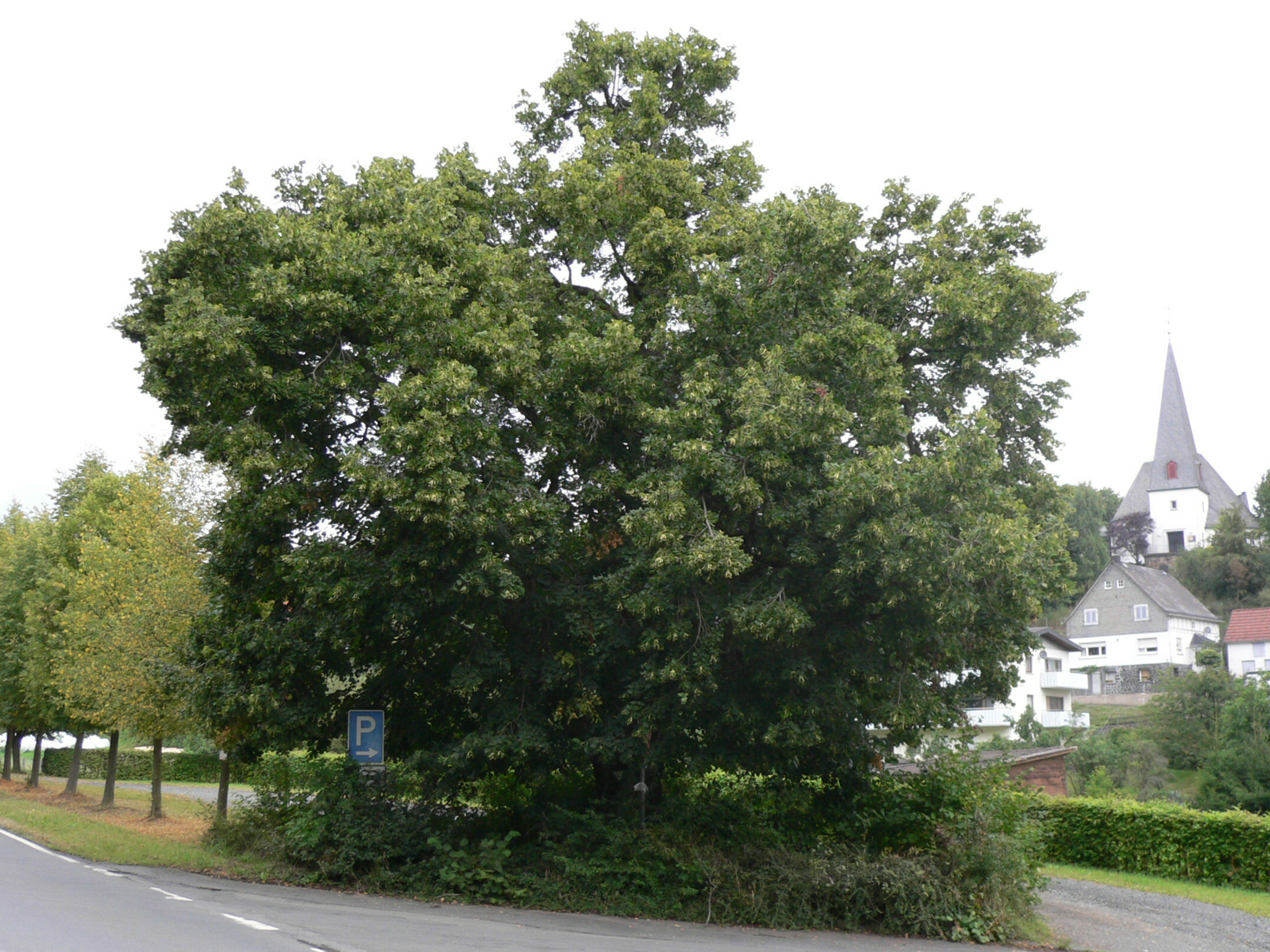
„Kaiserlinde“, gegenüber dem Friedhof Wommelshausen, im Hintergrund rechts die Neue Kirche

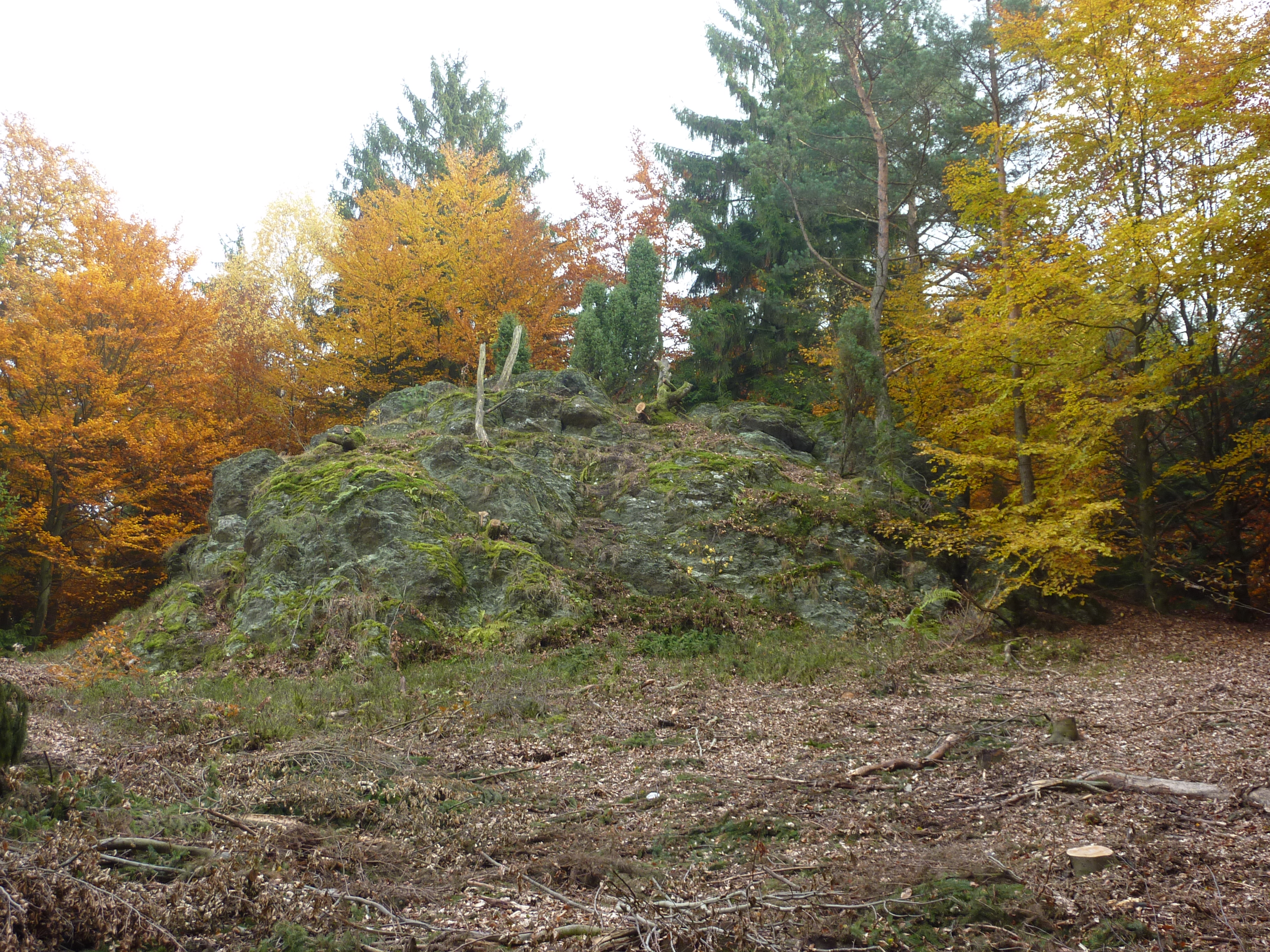
Naturdenkmal „Kopps-Klippen“, südl. von Endbach

Im Neubaugebiet Am Gewenn in Wommelshausen, am Weidenhäuser Weg gegenüber der Zufahrt zum Sportplatz und an der Einmündung der Querspange von der Landstraße, steht eine weitere bemerkenswerte Eiche. Sie hat ein Kronenoval von 20/16 Meter und einen Stammumfang von ca. 5,10 Meter (in einem Meter Höhe). Ihr Alter wird auf 450 bis 500 Jahre geschätzt. Durch einen Blitzeinschlag vor ca. 100/110 Jahren soll sie ihre südliche große Astgabel eingebüßt haben; diese „Wunde“ ist inzwischen fast zugewachsen.
Die Dicke Eiche steht als markantes Wegzeichen an einer ehemals regional wichtigen Wegkreuzung/-gabelung, und zwar: nach Marburg in Richtung Osten und nach Gießen in Richtung Süden.
- Fächerlinde:

Die Linde am Gefallenenehrenmal in Wommelshausen wurde benannt nach ihrem Wuchs/Aussehen als Folge eines starken Rückschnittes vor ca. 60/70 Jahren. Sie wurde anlässlich der Einweihung des Ehrenmals am 22. Oktober 1933 gepflanzt.
- Kaiserlinde:

Südlich von Wommelshausen an der Landstraße, gegenüber dem Friedhof am alten Dreschplatz, steht die im Dreikaiserjahr 1888 gepflanzte Kaiserlinde.
- Hermann-Löns-Buche:

Die Hermann-Löns-Buche zwischen den Gemarkungen Schlierbach und Bottenhorn wurde am 2. August 1953 „eingeweiht“. Heute ist der Ort jedoch kaum mehr ausgeschildert, da der Aufenthalt unter dem Baum wegen herabfallender Äste zu gefährlich und daher untersagt ist.

## Sport

### Wandern
Die bewaldete, hügelige Naturlandschaft um Bad Endbach ist in idealer Weise zum Wandern geeignet. Neben einem Prädikatswanderweg sind 24 weitere Wanderwege, u. a. Rund-Wanderwege vorhanden. Außerdem gibt es Nordic-Walking-Strecken und Radwege (z. B. Salzböderadweg).

#### Weit- und Panoramablicke
Von verschiedenen hochgelegenen Stellen im Gemeindegebiet gibt es bemerkenswert gute Rund- und Weitblicke (Panoramablicke) z. B. zum Dünsberg (15 km), nach Marburg (20 km), zur Burgruine Frauenberg (21 km) und bei klarer Sicht bis zur Fuchskaute (29 km) im Westerwald, zum Knüllköpfchen (68 km) im Knüllgebirge, zum Hoherodskopf (60 km) im Vogelsberg, zum Feldberg (64 km) im Taunus, zur Hohen Wurzel (83 km) bei Wiesbaden, zum Ederkopf (26 km), zur Sackpfeife (18,5 km) bei Biedenkopf, zum Kahlen Asten (44 km) bei Winterberg und bei extrem guter Sicht sogar bis zur Wasserkuppe in der Rhön (100 km).
Diese Aussichtsstellen sind die Endbacher Platte (Waldgaststätte seit 2006 geschlossen), die Schönscheid bei Günterod, die Wade zwischen Wommelshausen und Endbach, der Grüne Stein (Omisseberg) bei Dernbach, der Südrand der Bottenhorner Hochflächen nördlich von Wommelshausen, nahe Hülshof, hier z. B. die Schutzhütte „Am Stein“ nordwestlich von Wommelshausen und die Scheid, 1 km östlich von Bottenhorn mit 538,7 m der höchstgelegene Aussichtspunkt (Standort eines Trinkwasserhochbehälters).

### Nordic Walking Park
Der Bad Endbacher Nordic Walking Park umfasst ein Streckennetz von ca. 30 km mit insgesamt 6 ausgewählten Touren zwischen 2,5 km bis 11,7 km Länge.

### Mountainbike / Flowtrail
Westlich von Bad Endbach befindet sich ein sogenannter „Flowtrail“ – eine ausgewiesene Mountainbike-Strecke mit speziellen Hindernissen.

### Wintersport
Auf der Bottenhorner Hochfläche, bei Hülshof und Bottenhorn, werden im Winter Langlaufloipen gespurt. In Hartenrod befindet sich ein Wintersportgebiet mit Abfahrtspiste und Skilift. Im Sommer wird die Piste von Grasskifahrern genutzt.

### Regelmäßige Veranstaltungen

#### Geführte Wanderungen
Pfingst- und Herbstwanderwoche, GPS-geführte Tageswanderungen, Themenwanderungen, Extratouren im Lahn-Dill-Bergland, Nordic Walking, Wander-Wellness-Tage von April bis Oktober und der Bad Endbacher Wandermarathon jeweils am ersten Sonntag im November.

#### Sonstiges
Angeboten werden: Musiktage, Kurkonzerte, Skatabende, Tanzabende, Tanztee, Rundfahrten, Videovorführungen, Schachabende, Stickkreis, „Ein Frau Theater“, Sportschießen für Gäste in Schlierbach

## Broterwerb in der Vergangenheit

### Wirtschaftliche Verhältnisse Ende des 18. bis Anfang des 20. Jahrhunderts
(Quelle: )

#### Strümpfe stricken als Nebenverdienst sichert Auskommen

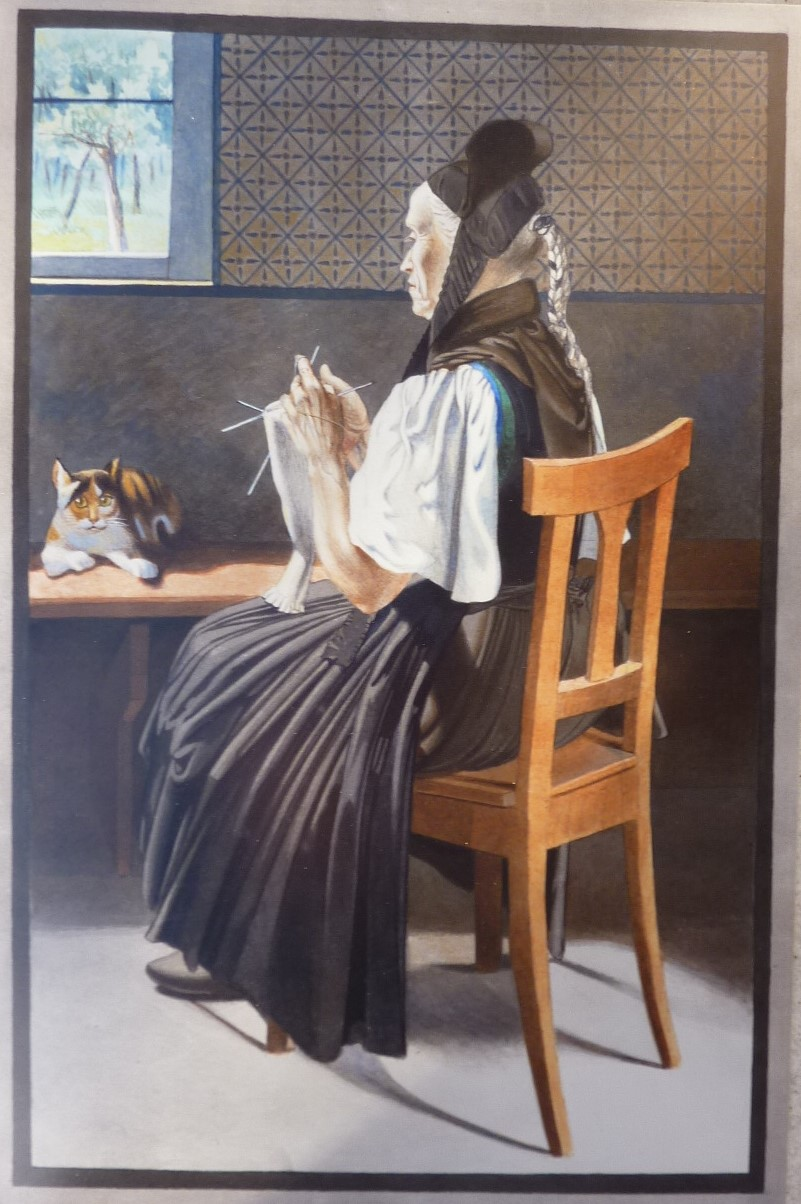
Strumpfstrickerin mit Katze aus Wommelshausen, Aquarell von Ferdinand Justi, 1881

Über die wirtschaftlichen Verhältnisse seiner Landsleute schreibt der aus Gladenbach stammende und zu seiner Zeit sehr bekannte Professor der Mineralogie der Universität in Gießen, Philipp E. Klippstein, in seinen „Mineralogischen Briefen“ (1779) unter anderem:

„Unter dem hiesigen Landmann herrscht edelste Einfalt, Mäßigkeit und Arbeitsamkeit. Ackerbau will soviel nicht bedeuten, weil der Boden größtenteils bergig, schiefrig und die Witterung rauh ist. Desto besser ist die Viehzucht, vornehmlich die Schafzucht. Das Obergericht (heute Gemeinde Bad Endbach, ehemals Kirchspiel Hartenrod) im Amt Blankenstein, welches besonders das rauheste ist, konnte seine Bewohner fast gar nicht ernähren, wenn sie keinen Nebenverdienst zu schaffen wussten. Alles strickt hier wollene Strümpfe mit einer unbeschreiblichen Geschwindigkeit und einem Fleiß, der wenig seinesgleichen haben kann. In jedem Ort sind Strumpfträger, sie tragen dieses Product ins Klevische, Kölnische, Bergische, Pfälzische und andere Länder. Sie bringen dafür jährlich gegen 1200 bis 1500 Gulden zurück.“

Die Statistisch-topographisch-historische Beschreibung des Großherzogthums Hessen berichtet 1830 über den Ortsteil Endbach:

„Endbach (L. Bez. Gladenbach) evangel. Filialdorf; liegt 1 3⁄4 St. von Gladenbach in einer rauhen Gegend, hat 63 Häuser 348 evangelische Einwohner, 1 Kapelle und 4 Mühlen. Das Stricken der Strümpfe und der Handel derselben, ist ein Hauptnahrungszweig der Einwohner. Im 15. Jahrhundert gehörte der Ort zum Gladenbacher Kirchengebiete.“

Und über Wommelshausen:

„Wommelshausen (L. Bez. Gladenbach) evangel. Filialdorf; liegt in einer rauhen Gegend, 1 1⁄2 St. von Gladenbach, hat 45 Häuser und 269 Einwohner, die alle evangelisch sind. Man findet 3 Mahlmühlen, mit welchen 1 Oelmühle verbunden ist, und die Einwohner beschäftigen sich sehr stark mit dem Stricken (siehe Trachtenbilder) und Verkaufe von Strümpfen. Dieser Gewerbszweig, der hier so wie auch zu Römershausen (Gladenbach), Dernbach (Bad Endbach), Schlierbach (Bad Endbach), Hartenrod, Endbach und Günterod getrieben wird, und der dortigen armen Gegend vieles Geld zuführt, ist wahrhaft bedeutend; denn die durch den unausgesetzten Fleiß der Bewohner geschaffene Waaren werden von einheimischen Handelsleuten aufgekauft, sofort auf die Messen und Märkte zu Frankfurt, Offenbach, Aschaffenburg, Mainz, Darmstadt, Worms, Manheim etc. gebracht, größtentheils aber auf Jahrmärkten, so wie durch Hausirhandel im Inland, in den Preußischen, Bairischen und Badischen Staaten untergebracht. Dieser wichtige Industriezweig verdient um so mehr der besondern Pflege des Staats empfohlen zu werden, als die Stockung desselben die Einwohner der genannten Orte bettelarm machen würde. Zu Wommelshausen gehört die sogenannte Hütte, welche 5 Minuten davon entfernt liegt. Im Jahr 1660 wurden hier Eisensteine gebrochen. Auch Kupfererze wurden früher hier gewonnen. Der Ort gehörte im 15. Jahrhundert zum Gladenbacher Kirchengebiet.“

Zum Weiler Hütte:

„Hütte (L. Bez. Gladenbach) Weiler; gehört zu Wommelshausen, von welchem Orte er nur 5 Minuten entfernt ist, und liegt an der Salzböthe. Dieser Weiler hat mit Einschluß von 2 Mühlen, 16 Häuser und 100 evangelische Einwohner. Hier stand vor alten Zeiten eine Eisenhütte, von welcher der jetzige Namen des Orts herzuleiten ist.“

### Wirtschaftsstruktur
Ehemals von der Nebenerwerbslandwirtschsaft geprägt
Im Gemeindegebiet bestand die verbreitete Erbsitte der Realteilung, mit der Folge, dass die landwirtschaftlichen Nutzflächen pro Hof immer kleiner wurden, was zur Nebenerwerbslandwirtschsaft führte. Der Grundbesitz der Hofeigentümer war meist zu klein und die Erträge bei der kargen Bodenbeschaffenheit im rauen Klima und extensiver Bewirtschaftung zu gering, um eine größere Familie ausreichend zu ernähren. Dies war nur mit einer zusätzlichen Erwerbsquelle möglich. Nur Wenigen war es vergönnt alleine von der eigenen Landwirtschaft zu leben.
Feierabend-Landwirtschaft
Bis in die 1950er und 1960er Jahre hinein waren die Dörfer dieser Region von der „Feierabend-Landwirtschaft“ oder „Nebenerwerbslandwirtschaft“ geprägt. Durch die Industrialisierung gefördert entstand auch im Gemeindegebiet und den umliegenden Orten, im Umkreis der Hütten- und Bergwerke der Typ des Nebenerwerbslandwirtes, des „Feierabend-Landwirtes“. Auch mit zusätzlicher Arbeit im Hütten- und Bergwerk oder als Handwerker war nur ein bedürfnisloses und bescheidenes Leben möglich. Die nicht leichte Arbeit in der Landwirtschaft musste nach Feierabend (daher auch „Feierabend-Landwirtschaft“ genannt) nebenbei erledigt werden. Gleich nach seiner Rückkehr von der Arbeit warteten zu Hause noch die schwereren Arbeiten im Feld und Hof auf den Kleinlandwirt, die seine Frau, die Kinder und gebf. die Großeltern tagsüber nicht ausführen konnten. Nach getaner Arbeit war noch kein Ausruhen angesagt.
Kinder mussten spätestens ab dem 10. Lebensjahr bei allen landwirtschaftlichen Arbeiten selbstverständlich mithelfen, das war Kinderarbeit. Die Schulferien hießen „Ernteferien“ (Sommerferien, Heu- und Getreideernte) und „Kartoffelferien“ (Herbstferien, Grummet- und Kartoffelernte). Die Kinder wurden bei der Ernte dringend gebraucht; das war der ursprüngliche Grund für die Einführung dieser Schulferien.
Urlaub war diesen Familien unbekannt. Urlaub machten Städter.

#### Heutige Verhältnisse
Bad Endbach lebt heute als Kurort überwiegend vom Kurbetrieb und Tourismus. Von Bedeutung sind zwei Krankenhäuser/Rehazentren, und zwar die „Hessische Berglandklinik“ und das „Rheumazentrum Mittelhessen“, sowie Seniorenwohn- und Pflegeheime. Größere Industrie- und Handelsbetriebe gibt es im Gemeindegebiet nicht.
Der Gesundheits- und Wandertourismus ist daher ein bedeutender Wirtschaftsfaktor. Im Jahr 2007 gab es mehr als 60.000 Übernachtungen im Gesundheits- und Wandertourismus, 2019 waren es 57.234.

#### Kurbetrieb und Tourismus

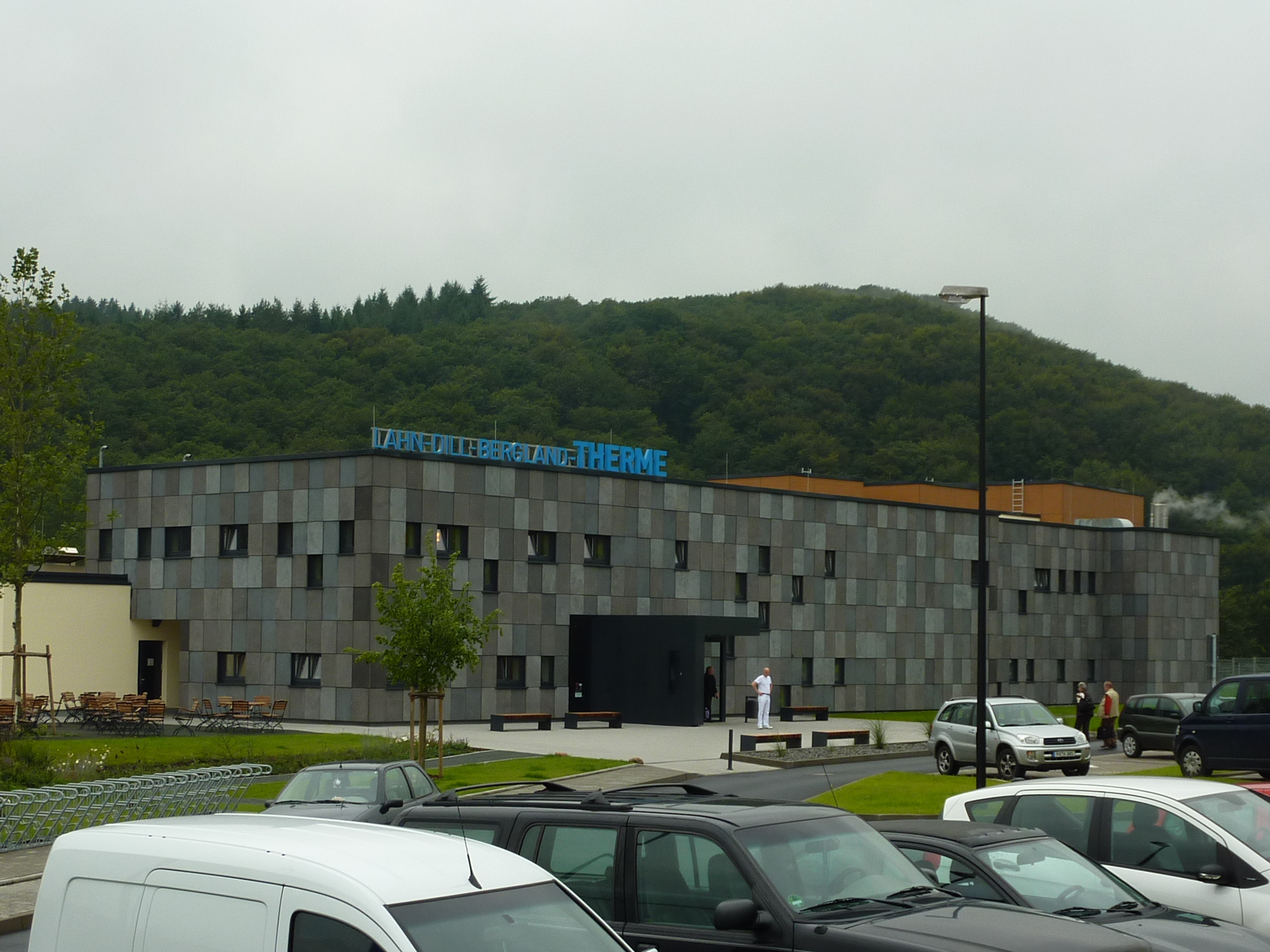
Haupteingang der Lahn-Dill-Bergland-Therme, Ansicht von Nordosten

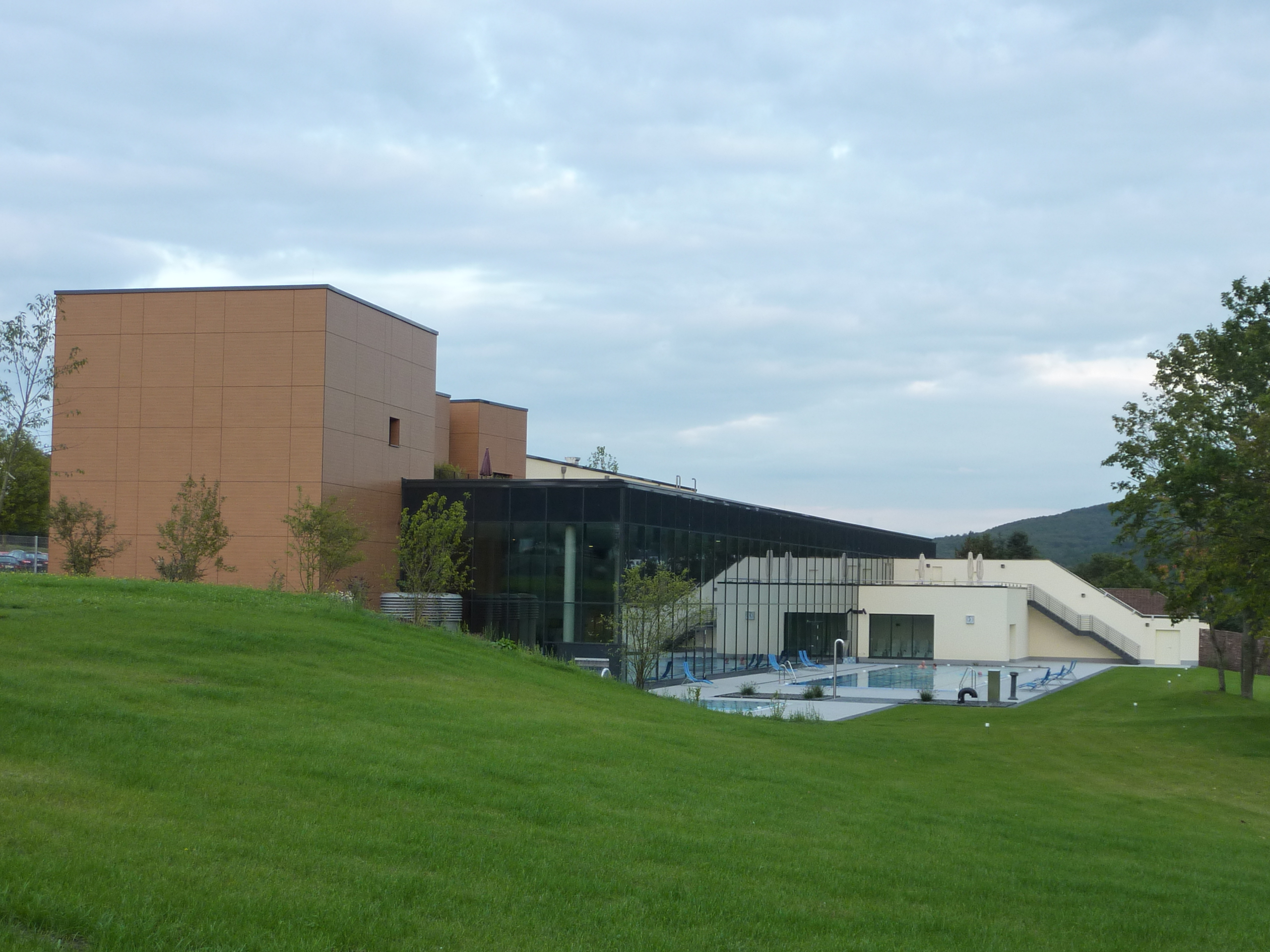
Lahn-Dill-Bergland-Therme, Ansicht von Südwesten

Das Kneippheilbad hat Heilanzeigen bei folgenden Erkrankungen:
- Herz-, Gefäß-, Kreislaufkrankheiten
- Erkrankungen der Haltungs- und Bewegungsorgane
- Krankheiten des Verdauungssystems
- Erkrankungen des Nervensystems

Insbesondere werden in Bad Endbach auch spezielle Kompaktkuren gegen Migräne und chronischen Kopfschmerz durchgeführt, was bisher einzigartig in Deutschland ist. Insgesamt stehen für den Kurbetrieb rund 550 Betten und 14 Ärzte zur Verfügung. Bad Endbach bietet heute spezialisierte Angebote für Migränetherapie und Venenkur sowie Kliniknachsorge. Die Gesundheitsangebote umfassen unter anderem Schroth-Kuren, Trennkost, Trinkkuren, Aromatherapie, Unfall-Nachbehandlung, Aktivurlaub, Fitnesswoche, Rückenprogramm, Therapie bei Arthrose, Pauschalkuren, Kneipp-Tretanlage, Geriatrische Behandlung sowie verschiedene Wellness-Programme.

#### Gesundheitszentrum „Lahn-Dill-Bergland-Therme“
Das Gesundheitszentrum Bad Endbach wurde 1976 eröffnet und war bis Herbst 2009 mit Bewegungsbad, Saunalandschaft, Dampfbädern, Solarien, dem Therapiezentrum, dem Fitness- und Wellness-Studio und einer Cafeteria in Betrieb.
Seit Mai 2008 wurde das Thermalbad, die neue Lahn-Dill-Bergland-Therme neben dem bestehenden Gesundheitszentrum erbaut. Die Inbetriebnahme erfolgte im Oktober 2009. Das alte Zentrum wurde abgebrochen und die dadurch frei werdende Fläche zum Teil als Parkfläche genutzt und der Rest in die Grünanlage integriert. In dem neuen Gesundheitszentrum der Lahn-Dill-Bergland-Therme gibt es fünf Becken (Thermalwasser aus über 900 m Tiefe), Sprudelbecken mit Massagedüsen, Nackensprudler, Sprudelliegen mit einer Wassertemperatur bis zu 33 °C. Daneben bietet das Gesundheitszentrum Wellness-, Fitness- und Beautywelten. Die Saunalandschaft umfasst fünf Saunen zwischen 60 °C bis 100 °C und Dampfbäder. Weiter gibt es eine Totes-Meer-Salzgrotte. Integriert in das Gesundheitszentrum ist ein Café-Restaurant mit Biergarten.

## Verkehr

### Straßen

#### Alte Straßen und Wege
Amtsweg Marburg-Dillenburg, „Obergerichtsweg“
Die wichtigste alte Straßenverbindung im Gemeindegebiet, die seit dem hohen Mittelalter bis 1865 benutzt wurde, war der zwischen Marburg, Gladenbach und Dillenburg/Herborn verlaufende Obergerichtsweg, (Vorläufer der L 3050) auch Botenweg oder Amtsweg genannt. Er war als Talstraße angelegt und verlief von Gladenbach (Burg Blankenstein) kommend südlich an Kehlnbach und nördlich an Weidenhausen, Hütte und Endbach vorbei durch Hartenrod über die Salzböde-Siegbach-Wasserscheide in Richtung Eisemroth. Dort verzweigte er sich in Richtung Dillenburg und in eine südliche Trasse nach Herborn. Im Jahre 1852 wurde im Verlauf des Obergerichtsweges die Schoofponz-Brücke über die Dernbach oberhalb von Wommelshausen-Hütte nochmals erneuert.
Biedenkopf, Gladenbach, Weidenhausen, „Zollbuche“, Gießen
In den Jahren 1817 bis 1825 wurde die älteste Kunststraße von Biedenkopf über Gladenbach, Weidenhausen zur Zollbuche gebaut. Ab der Zollbuche baute man den alten Westfalenweg in Richtung Gießen (heute L 3047) zur modernen Straße aus. Er war bereits während der Herrschaft Napoleons (1796–1813) streckenweise chaussiert worden.
Wassergebundene Schotterdecken
Alle Straßen hatten ehemals nur eine wassergebundene Schotterdecke, auch alle innerörtlichen Wege. Dies blieb so bis in die 1950er Jahre. Nur die Straße von Weidenhausen über Hartenrod in den Dillkreis erhielt noch vor dem Zweiten Weltkrieg eine Teerdecke.
Als Decksand für das Abwalzen der wassergebundenen Schotterstraßen verwendete man meist den grau-grünen Sand aus den Deckschichten der Diabas- und Grünsteinbrüche. Er eignete sich ganz besonders für diesen Zweck, da er mit Wasser besprengt sehr fest wird. Auch „Kieselgallenschiefer“, umgangssprachlich „Kummer“ genannt, der örtlich begrenzt in der Umgebung vorkommt, wurde eingesetzt, weil er gut verwitterte und die Oberfläche der Schotterwege damit festigte.
Obstbäume entlang der „Vizinalwege“
An den Rändern der „Vizinalwege“ entlang – wie die Land- und Kreisstraßen ehemals hießen – mussten die Gemeinden auf Anordnung der ehemaligen hessen-darmstädtischen Regierung Obstbäume (Apfel-, Birn- oder Kirschbäume) pflanzen. Diese Anordnung blieb auch in preußischer Zeit (ab 1867 Provinz Hessen-Nassau) bestehen. Das Obst wurde im Herbst von den Gemeinden meistbietend versteigert. Diese Bäume wurden ab Ende der 1950er Jahre nach und nach gefällt, als man sie dem Straßenausbau opferte und auch für zahlreiche Verkehrsunfälle mit tödlichem Ausgang verantwortlich machte.
Oberhalb von Wommelshausen, an den Straßen nach Dernbach und Hülshof/Bottenhorn, standen sehr viele Kirschbäume, eine weithin bekannte „Kirschbaum-Allee“, die nach der Fertigstellung der Straßen ab 1913 angelegt wurde.
Feldwege
Feldwege unterstanden der alleinigen Obhut der Gemeinden, wurden schlecht gepflegt und kaum unterhalten. Das galt auch für die untergeordneten direkten Verbindungswege in den Feldfluren zwischen den Ortschaften. Die wenigen Feldwege, die es vor den Flurbereinigungen gab, waren aus heutiger Sicht nahezu alle in schlechtem bis sehr schlechtem ausgefahrenem Zustand und wegen ihren stellenweise lockeren Steinen in der Fahrspur für die Zugtiere (Fahrkühe, Pferde) manchmal eine arge Schinderei.

#### Heutige Straßen
Durch Bad Endbach führt heute als Landstraße die von Ost nach West im Salzbödetal verlaufende L 3050 als Hauptverkehrsstraße. Sie wurde in den Jahren 1860 bis 1865 von Weidenhausen über Hütte und Endbach nach Hartenrod neu angelegt. Über die Anbindung an die B 255 in Weidenhausen stellt sie die Verknüpfung an den überregionalen Verkehr dar. Der Straßenabschnitt von Weidenhausen nach Wommelshausen-Hütte wurde 1968/69 großzügig ausgebaut und dabei Wommelshausen-Hütte durch eine Umgehung entlastet.
Im Ortsteil Hütte zweigt die Landstraße 3049 von der L 3050 ab und bindet die nördlich gelegenen Ortsteile Bottenhorn, Hülshof, Wommelshausen und Dernbach an. Dernbach wird auch über die Verbindungsspange Landratskreuz  – L 3049 erreicht.
Bottenhorn–Steinperf, Hartenrod-Eisemroth, Endbach–Günterod, Wommelshausen-Bottenhorn-Dernbach, Günterod–Bischoffen
Die Straße Bottenhorn–Steinperf im Hausebachtal wurde 1878 bis 1880 erbaut. In den Jahren 1906/07 entstand die Straße zwischen Endbach und Günterod. 1912 bis 1913 wurden die Straßen von Hütte über Wommelshausen und Hülshof nach Bottenhorn und der Abzweig nach Dernbach gebaut.
Der preußische Staat ließ 1923 bis 1925 die Straße Günterod–Bischoffen als Notstandsarbeit für Erwerbslose bauen. Auch der Ausbau der Landstraße von Hartenrod nach Eisemroth (L 3050), auf der alten Trasse der Marburg-Dillenburger  Amtstraße, in den Jahren 1924 bis 1926 wurde als Notstandsmaßnahme durchgeführt.
Rachelshausen–„Landratskreuz“–Bottenhorn und Dernbach–Wommelshausen
Erst 1952 bis 1956 wurde die schon so lange gewünschte Verbindung über Rachelshausen, „Landratskreuz“ nach Bottenhorn gebaut. 1961/62 verbesserte man die Linienführung der Trasse vom Landratskreuz über Dernbach bis zum Abzweig nördlich von Wommelshausen.

### Flugplatz Bottenhorn
Innerhalb der Gemeinde gibt es im Ortsteil Bottenhorn einen Flugplatz mit einer 525 m langen Gras-Landebahn. Er ist als Sonderlandeplatz ausgewiesen und besitzt den ICAO-Code EDGT. Betreiber ist die Luftsportgemeinschaft Bottenhorn e. V.

### Bahn

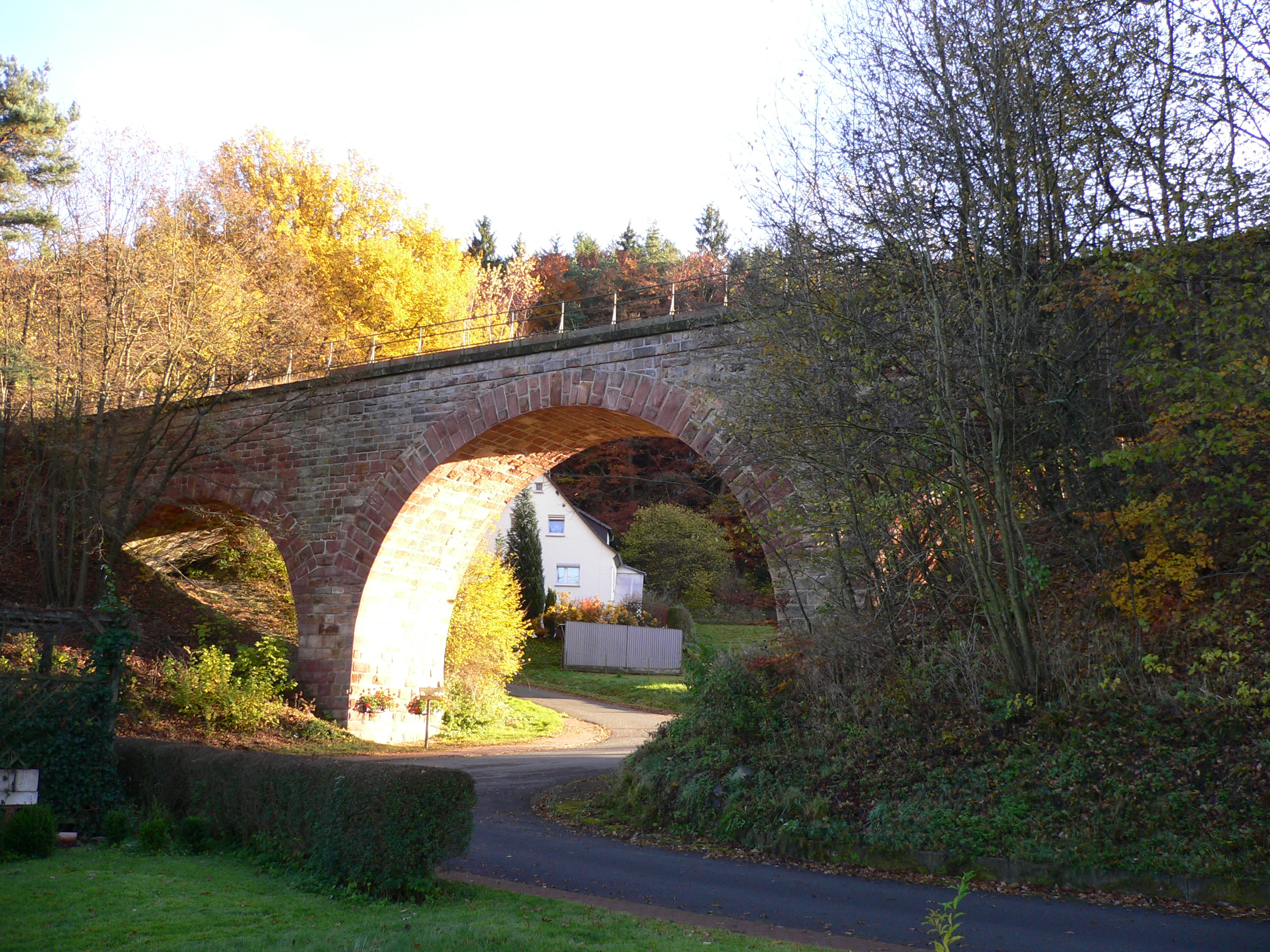
Viadukt der Aar-Salzböde-Bahn bei Wommelshausen-Hütte

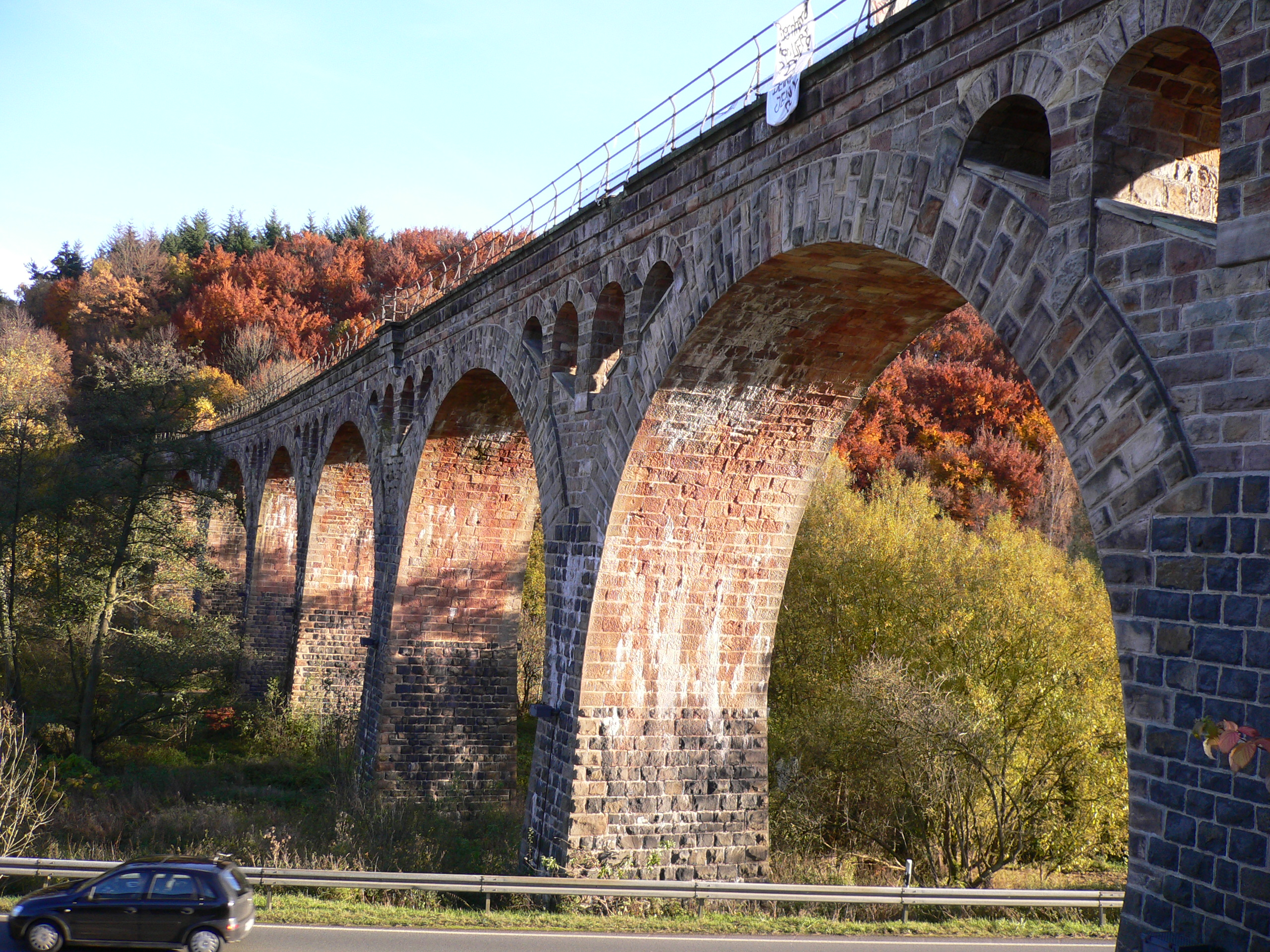
Viadukt zwischen Wommelshausen-Hütte und Endbach

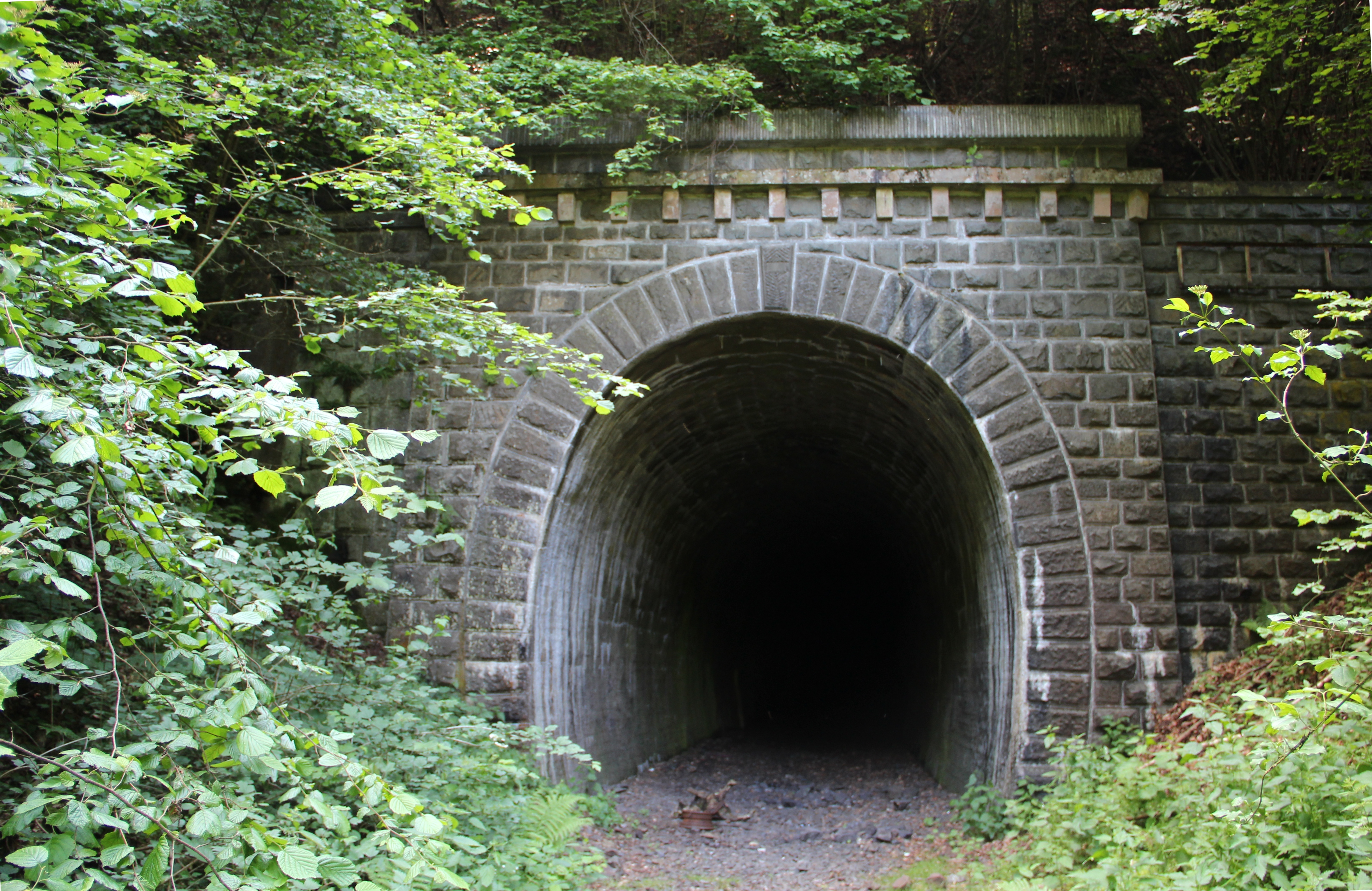
Eisenbahntunnel bei Hartenrod

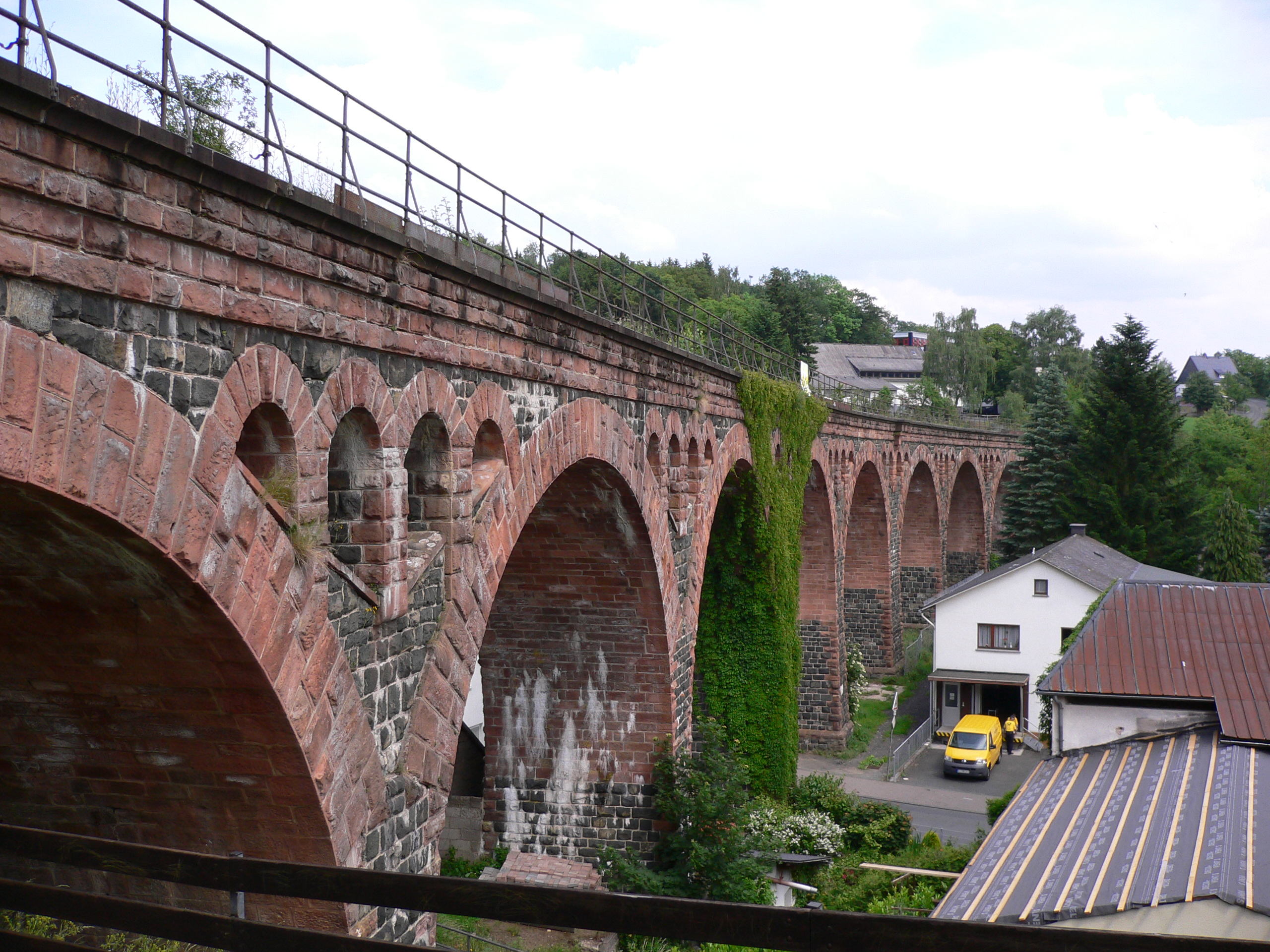
Viadukt zwischen Hartenrod und Schlierbach

Bereits im Jahre 1850 wollte die Bergisch-Märkische Eisenbahn-Gesellschaft eine Bahnlinie von Altenhundem über Laasphe und Bottenhorn nach Gießen bauen. Die Ausführung scheiterte u. a. auch am heftigen Widerstand des Bottenhorner Bürgermeisters und seines Gemeindevorstandes mit dem Argument: „Es käme dadurch zu viel fremdes Volk nach hier“.
Bis zum Bau der Aar-Salzböde-Bahn lagen die nächstgelegenen Bahnhöfe in Fronhausen an der Lahn und in Dillenburg. Ab 1890 arbeitete man an der neuen Strecke, das erste Teilstück Niederwalgern–Weidenhausen konnte am 12. Mai 1894 dem Verkehr übergeben werden. Von 1898 bis 1902 wurde an der Strecke bis Herborn weitergebaut. Das Teilstück von Wommelshausen bis Eisemroth war sehr aufwändig wegen der drei Viadukte bei Wommelshausen-Hütte, Endbach und in Hartenrod sowie des 700 m langen Tunnels zwischen Hartenrod und Eisemroth.
Am 24. Juli 1899 fand die Grundsteinlegung für den Salzbödeviadukt bei Endbach statt. „Zu den Ausschachtungsarbeiten hatte der Unternehmer fast nur polnische Arbeiter, wogegen zu den Maurer- und sonstigen Arbeiten fast nur italienische. Trotz der verschiedenen Sprachen, welche von den Arbeitern gesprochen wurden, ging die Arbeit bis jetzt einheitlich und ohne Störung voran“ Der Viadukt hat neun Bögen, ist 175 Meter lang und 18 Meter hoch. Geplant wurde das in einer Kurve liegende Bauwerk von den Eisenbauinspektoren Hentzen und Pietig. Der Viadukt ist heute ein Wahrzeichen von Bad Endbach.
In gleicher Bauweise entstand der ca. 155 m lange, imposante Viadukt über das Schlierbachtal in Hartenrod. Zuvor war der etwa 25 m lange Viadukt bei Wommelshausen-Hütte fertig gestellt worden. Zusätzlich musste ein 700 m langer Tunnel unterhalb der Wasserscheide Salzböde/Aar bzw. Lahn/Dill zwischen Hartenrod und Eisemroth gegraben werden.
Am 15. Juli 1901 wurde die Teilstrecke Weidenhausen–Hartenrod dem Verkehr übergeben. Am 1. August 1902 fuhr der erste Zug von Niederwalgern bis Herborn und verband damit das Hinterland mit dem überregionalen Schienenverkehr auf der Main-Weser-Bahn und der Dillstrecke.
Am 9. Juni 2001 wurde die Bahnstrecke stillgelegt und die Schienen abschnittsweise in den Folgejahren abgebaut.
Sprengkammern in den Brückenpfeilern
Anfang der 1950er Jahre wurden links und rechts der Landstraße in die beiden Brückenpfeiler des Salzbödeviaduktes zwischen Endbach und Wommelshausen-Hütte Sprengkammern eingebaut. Die Brücke sollte im Falle eines befürchteten Angriffs aus den damaligen Ostblockstaaten z. B. der Roten Armee gesprengt werden. Damit wollte man einen schnellen Vormarsch gegnerischer Truppen behindern. Sprengkammern baute man in der Zeit des „Kalten Krieges“ in nahezu allen wichtigen Bahn- und Straßenverbindungen ein, insbesondere wenn es Ost–West verlaufende Trassen waren. Die Sprengkammern wurden wieder zugemauert.

#### „V2-Artillerie-Raketenzug“ März 1945
Am 22. März 1945 durchquerte auf der Aar-Salzböde-Bahn ein geheimnisvoller Zug das südliche Hinterland. Es war der nahezu 1,5 km lange Militärzug (Heeres Art.Abt.(mot)705, 10.Batterie, der Gruppe Süd-Art.Rgt.(mot.)z.V.901 Abt.Ia), einer mobilen V2-Raketen-Artillerieeinheit mit Abschussrampen und Treibstofftanks, gezogen und geschoben von vier Lokomotiven (zwei vorne, eine in der Mitte und eine hinten), die vom Westerwald kommend in eine neue nordöstliche Abschussstellung (nördlich von Marburg) verlegt werden sollte. Gegen 9:00 erreichte er Bischoffen; amerikanische Jagdflieger beschädigten dort eine Lok mit Kesseldurchschuss, die dann ausfiel. Der danach geteilte Zug gelangte mit Mühe unter weiterem feindlichem Beschuss bei heftiger Gegenwehr durch die mitgeführten Vierlingsflaks gegen Abend in den 700 m langen Tunnel bei Hartenrod. Er ragte zwar hinten und vorne heraus wurde aber zusätzlich durch die tiefen grabenförmigen Trasseneinschnitte der Bahnstrecke vor und hinter dem Tunnel geschützt. Zwei Tage später wurde er in Richtung Marburg weitergefahren und nach Norden umgelenkt. Bei Bromskirchen stoppte eine Vorhut der 3. US-Panzerdivision, die auf dem Weg zum Ruhrkessel war, am 29. März den Zug. Die Amerikaner fuhren die wertvolle Kriegsbeute nach Antwerpen und verschifften die erbeuteten 10 Raketen anschließend in die USA. Dort hatten sie einen wesentlichen Anteil beim Aufbau der amerikanischen Raketentechnik.

## Mühlen und Backhäuser

### Mühlen
„Ohne Mühle kein Brot“ hieß es früher. Daher gehörten zu jedem Dorf, falls es die örtlichen geografischen Verhältnisse (Wasserlauf mit ausreichender Wassermenge) zuließen, mindestens eine, oftmals sogar mehrere Mühlen nacheinander am selben Bachlauf. Der Bau einer Mühle musste stets vom Landesherrn/Grundbesitzer genehmigt werden. Neben privaten Mühlen gab es auch landgräfliche Mühlen, die als Lehen vergeben wurden.
Erstmals wird am 13. April 1366 eine Mühle in Endbach erwähnt, die Landgraf Heinrich I. an den Ritter Rudolf Scheurenschloß verlehnt. 1496 erscheint in Urkunden die „Schillingsmühle“ in Wommelshausen-Hütte, die 1499 auch als Schmiede (Waldschmiede) bezeichnet wird (Standort: heutige „Hüttner-Mühle)“, 1571 die „Burgmühle“ der Herren von Dernbach bei Dernbach, 1577 taucht die „Plockemühle“ in Wommelshausen-Hütte auf, 1586 wird eine Mühle in Hartenrod, die obere „Hankopfsmühle“ erwähnt und 1703 die „Hintermühle“ in Wommelshausen an der Einmündung des Lembaches in die Dernbach.

#### 1630 zwölf Mühlen im heutigen Gemeindegebiet
Schriftlich nachgewiesen sind für das Jahr 1630 im heutigen Gemeindegebiet zwölf Mühlen. Davon standen drei in Bottenhorn am Oberlauf der Perf unterhalb der Ortslage, und zwar: die Mühlen des Theis Möller, des Endres Meyer und die von Jäckel und Kunz Pfeiffer. Im Ortsteil Dernbach stand die „Burgmühle“ (der Herren von Dernbach) an der Einmündung des Dorfbaches in die Dernbach, südöstlich unterhalb des Burgberges und des ehemaligen unteren Fischteiches. Wommelshausen hatte zwei Mühlen aufzuweisen (vermutlich beide an der Salzböde). Die beiden Mühlen in Hartenrod befanden sich am Unterlauf des Hulsbaches; es waren dies die Obere- (später „Daniels-Mühle“ genannt) und die „Untere-Hahnkopfsmühle“. Vier Mühlen standen in Endbach an der Salzböde, und zwar die „Heckenmühle“, „Dörrmühle“, „Hohkäppersmühle“ und „Krebsmühle“.
Im Jahre 1830 sieht die Statistik wie folgt aus: Bottenhorn eine Mühle („Feldesmühle“), Wommelshausen drei („Hintermühle“, „Hüttner-Mühle“ und „Plockemühle“), Hartenrod drei („Obere Hahnkopfsmühle“, „Untere Hahnkopfsmühle“ und „Schmidtsmühle“ an der Einmündung des Hulsbaches in die Salzböde) und die zuvor genannten vier Mühlen in Endbach.
Nicht erwähnt sind in dieser Aufstellung die Mühlen, die nur über einen kürzeren Zeitraum bestanden, zum Zeitpunkt der Bestandsaufnahme stillgelegt oder nicht verpachtet waren, wie die „Schillingsmühle“ (längere Zeit stillgelegt, später Hüttner-Mühle genannt) bei Hütte, beziehungsweise wüst geworden sind. Ferner die Mühle mit unbekanntem Namen am Mehlmerk (Flurname „Mehlwess“ > Mühlwiese) in Wommelshausen unterhalb des Dorfes, am Standort der Wüstung Nieder-Wommelshausen, am Zusammenfluss von Dernbach und Wommelshäuser Dorfbach, die 1725 von ihrem letzten Besitzer abgeschlagen wurde.
Die Windmühle der Herren von und zu Dernbach fehlt in der Aufstellung, sie stand südlich der Burg Neu-Dernbach auf der Bergnase, heutiger Hausname des dortigen Anwesens Wendmellersch. Von ihr sind keine weiteren Daten bekannt.
Mühlteiche
Alle Mühlen, die nicht an der Salzböde lagen, waren wegen der geringen Wasserführung der Seitenbäche auf Wasserspeicher (Mühlteiche) angewiesen, das heißt, sie konnten nur mahlen, wenn sie ihre Teiche (zwischen 150 und 400 m³) entleerten bzw. ausreichend Wasser im Bach floss. Bis zum nächsten Mahlgang mussten die Teiche wieder aufgefüllt werden, so auch bei der Hintermühle (stillgelegt 1978) in Wommelshausen und der oberhalb liegenden ehemaligen Burgmühle der Herren von Dernbach mit ihren ehemals drei großen vorgelagerten Teichen (z. T. als Fischteiche genutzt).
Damit erklärt sich auch, dass an diesen Standorten oft zwei Mühlen am gleichen Bach untereinander lagen, zum Beispiel in Bottenhorn (an der Perf) oder Hartenrod (obere und untere Hankopfsmühle am Hulsbach). Die untere Mühle nutzte dabei das ablaufende Wasser aus dem Teich der oberhalb gelegenen Mühle.
Heute sind alle Mühlen stillgelegt.
Esel als Sackträger
Für den Transport des Getreides und des Mehls hielten sich die Müller Esel als Sackträger. So gab es etwa in Wommelshausen-Hütte den Flurnamen „Eselspädche“ (Eselspfad). Das war der Pfad, auf dem die Esel Mehl in Säcken zur Kundschaft (z. B. in Römershausen) brachten und auf ihrem Rückweg Säcke mit Getreide zur Mühle trugen.

### Backhäuser

Roggenbrot im Backhaus Wommelshausen-Hütte, nach dem Bestreichen mit Wasser kurz vor dem Ende des Backvorgangs

Jeder Ortsteil hatte ehemals ein eigenes Backhaus, Bottenhorn und Wommelshausen sogar zwei. Das Obergeschoss der Gemeindebackhäuser diente oft den Bürgermeistern und der Gemeindevertretung (z. B. Bottenhorn, Dernbach und Wommelshausen) als Dienstzimmer und als Versammlungsraum. Im Untergeschoss befanden sich ein oder zwei Backöfen.
Die Plocke-Mühle und die vier Gehöfte auf dem Hülshof besaßen eigene kleine Backhäuser.
Roggenbrot und Blechkuchen
Das Backen hatte früher eine ganz besondere Bedeutung; Brot war das Hauptnahrungsmittel. Nahezu jede Familie, die ausreichend Mehl zur Verfügung hatte, buk ihr eigenes Brot, und zwar ausschließlich Roggenbrot. Der Sauerteig-Brotteig wurde zu Hause zubereitet, zu Laiben geformt und auf Backbrettern zum Backhaus getragen. Die Reihenfolge, wer wann backen durfte, wurde durch Auslosung eine Woche vorher bestimmt und auf einer Tafel im Backhaus angeschrieben. Auch der sonntägliche Kuchen (meist der sogenannte „Blechkuchen“, u. a. Rewwelkuche, Quetschekuche und Äbbelkuche, manchmal auch ein Bodderlochskuche) wurde hier am Samstag gebacken, wenn man ihn nicht vom Bäcker backen ließ. Allgemeiner Ausspruch: „Ein Sonntag ohne Kuchen ist kein Sonntag.“
Bis hinein in die 1960er Jahre waren die Backhäuser noch in regem Gebrauch. Sie wurden immer weniger genutzt, nach und nach stillgelegt, verfielen und wurden abgerissen, bis auf die nachstehenden Ausnahmen.

Backhäuser
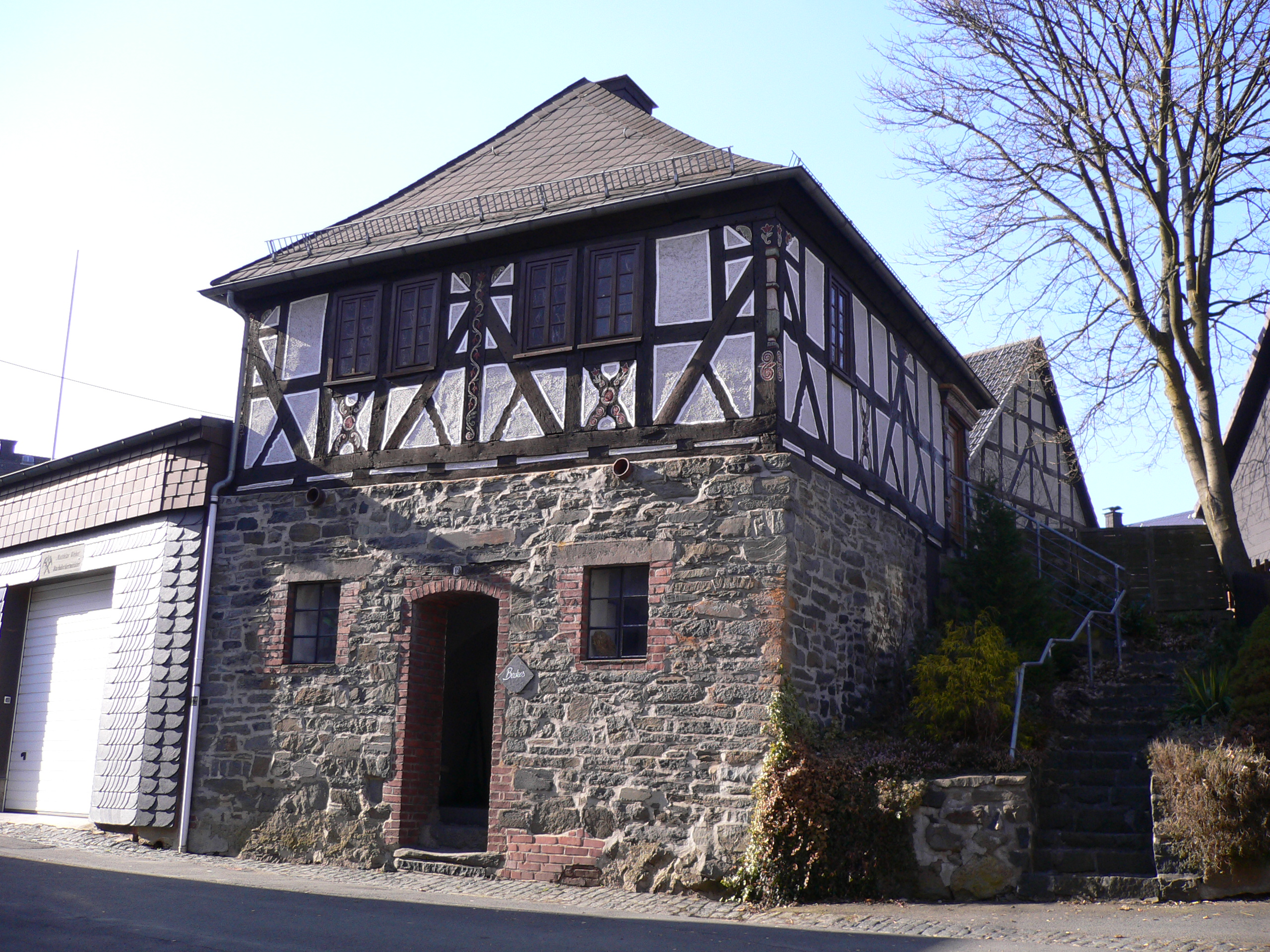
Backhaus Bottenhorn, ehem. auch Rathaus, wird sporadisch genutzt
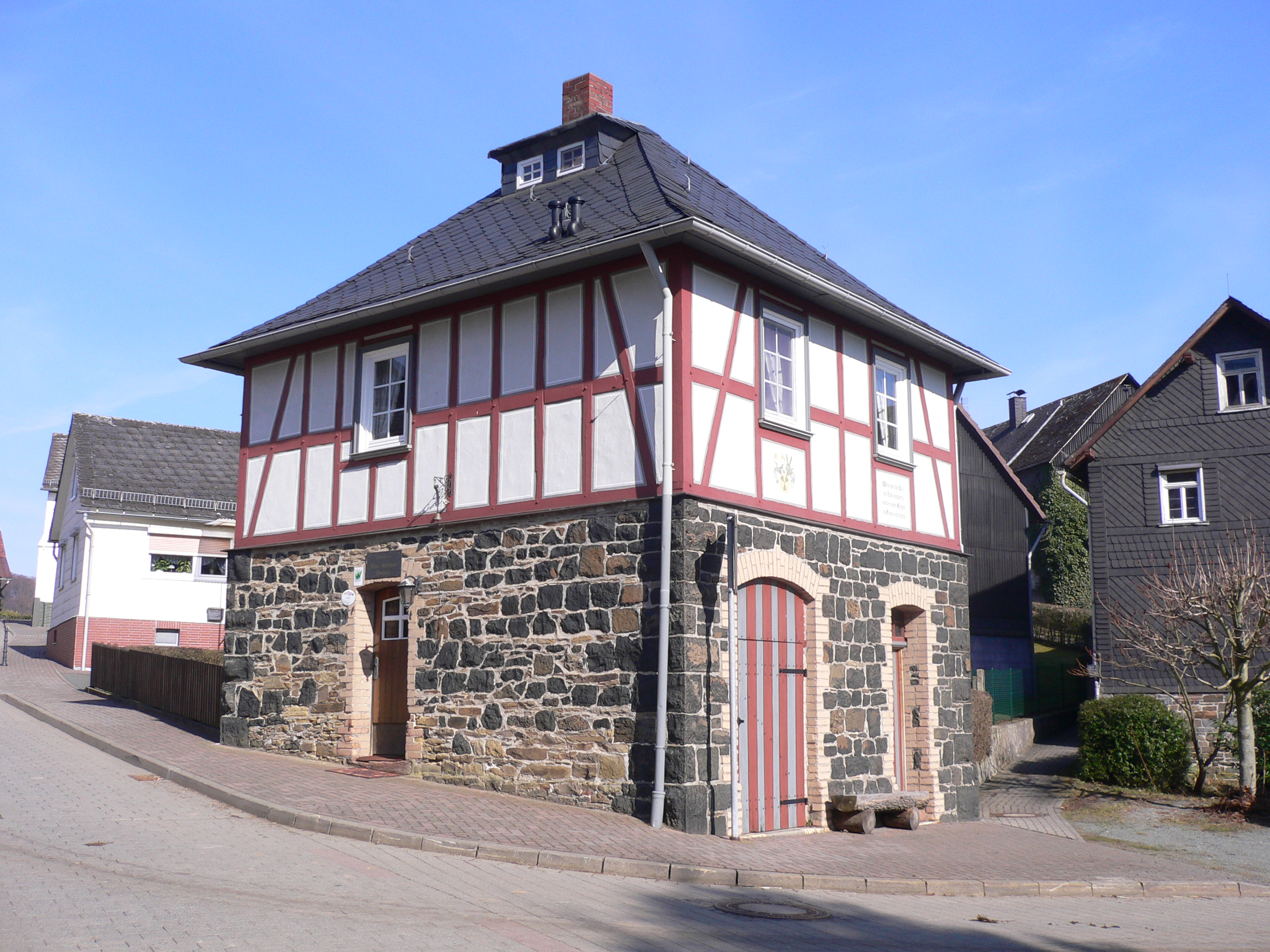
Backhaus Dernbach, ehem. auch Rathaus, heute Privatbesitz, Ferienwohnung
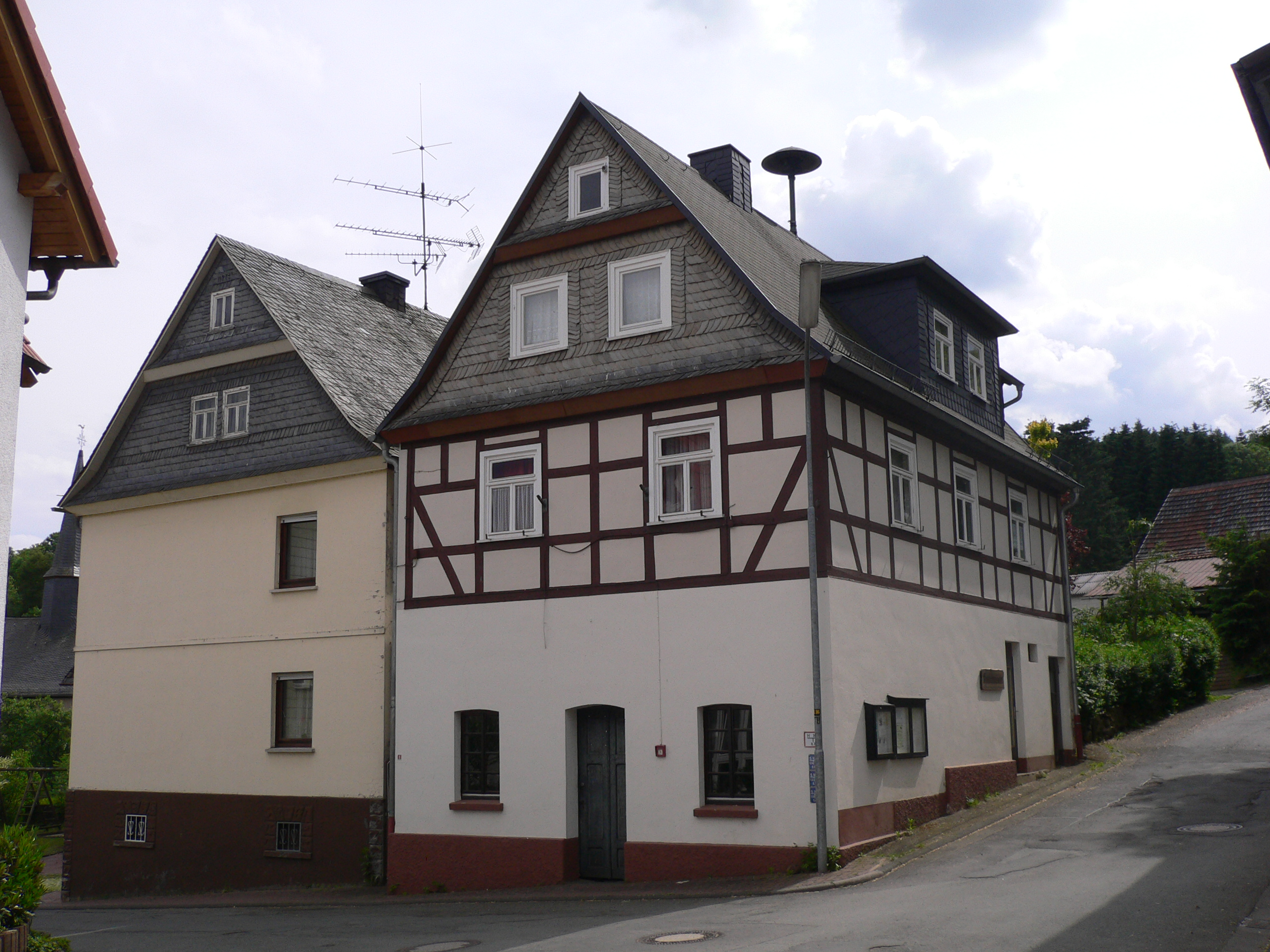
Backhaus Wommelshausen, ehem. auch Rathaus, heute Heimatmuseum
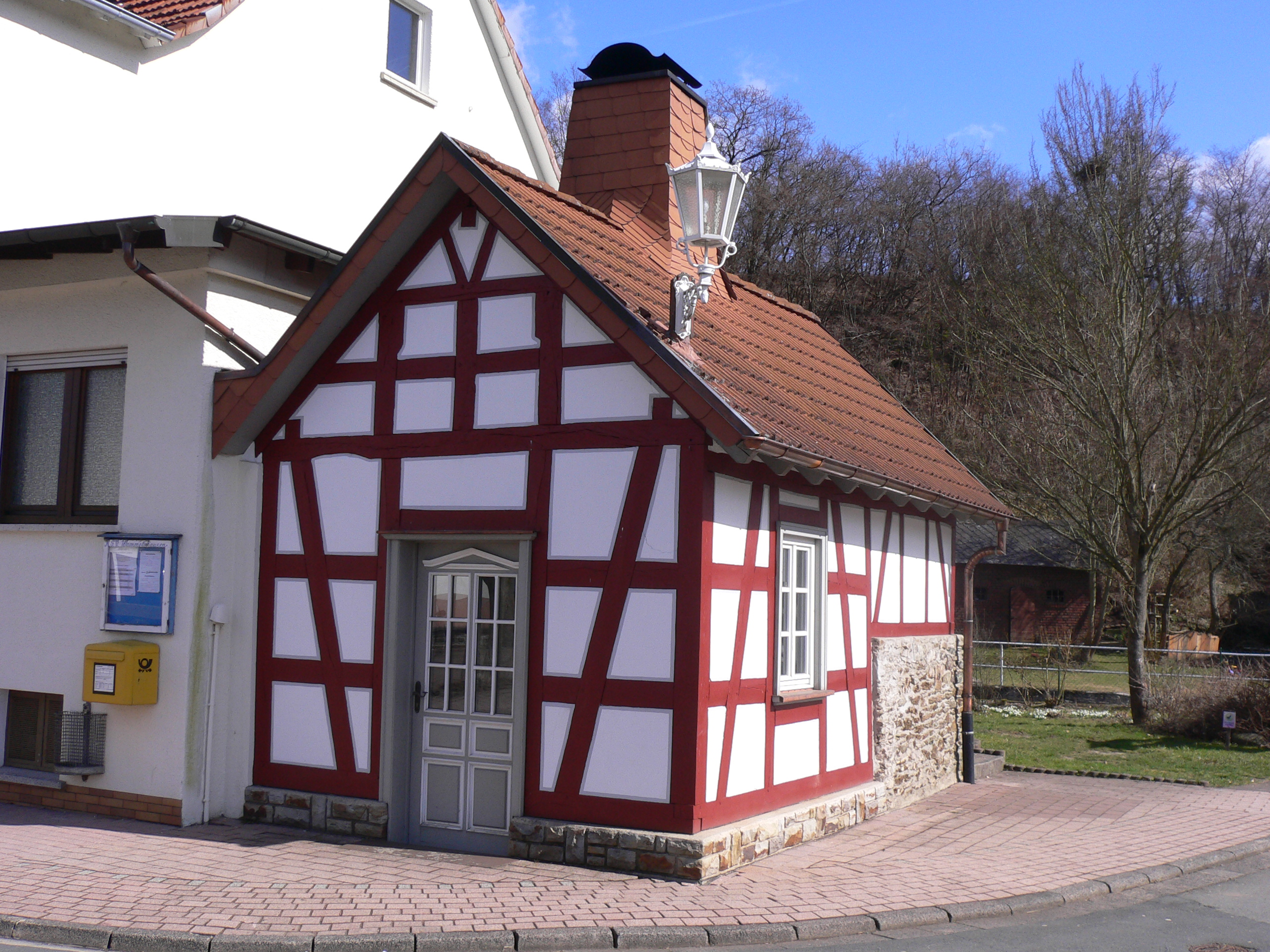
Backhaus in Wommelshausen-Hütte, wird sporadisch genutzt

Im Zuge einer Rückbesinnung haben Bürger einige Backhäuser renoviert. So wird heute das Backes, wie man die Backhäuser im Dialekt nennt, in Bottenhorn und Wommelshausen-Hütte wieder sporadisch genutzt. In Dernbach ist eine Ferienwohnung daraus geworden und in Wommelshausen ist dort das Heimatmuseum untergebracht.

## Namen: Ortsnecknamen, Hausnamen, Flurnamen

### Ortsnecknamen
Alle Ortschaften der Gemeinde Bad Endbach haben Dorf-, Spott- oder Spitznamen, wie sie überall in Deutschland zu finden sind. Die Namensgebung liegt meist im Dunklen. Sie soll sich auf Grund besonderer Begebenheiten, hervorstechender Eigenschaften oder Gewohnheiten der Bewohner herleiten. Entstanden sind sie in der Regel in der Mundart, also dem Hinterländer Platt. Mit dem Dorf-Spitznamen wurde jeder Bewohner/-in des Ortes bei Neckereien oder Streitereien belegt.
Die Spitznamen der einzelnen Ortsteile sind:
- Bottenhorn: „Nonn“ (Narren)
- Dernbach: „Waaldradde“ (Waldratten = Siebenschläfer, auch „Waaldmois “ =  Waldmäuse)
- Endbach: „Rasselbäck“ (Rasselböcke)
- Günterod: „Foiselongsschesser“ (Sockenschisser, Foiselong = Fußteil vom Strumpf)
- Hartenrod: „Mois“ (Mäuse)
- Hülshof: „Kräbbel“ (Schäbbkräbbel, Mehl- oder Kartoffelpfannkuchen)
- Hütte (Ortsteil von Wommelshausen): „Schnappsaik“ (Schnappsack = Umhängebeutel für trockene Speisen auf Reisen)
- Schlierbach: „Härekernsweschde“ (Heidekornswürste, Härekern = Heidekorn = Buchweizen)
- Wommelshausen: „Rendviehcher“ (Rindviehcher)

### Hausnamen und ihre Herleitung
Hausnamen sind Ortsnamen, sie benennen die kleinste Siedlungseinheit, eine einzelne Wohnstätte (Haus), ein Anwesen/Gehöft einschließlich aller dort stehenden Gebäude. Ein Hausname ist ein Beiname (Genanntname), quasi ein zweiter Familienname in örtlichem Dialekt, der nur mündlich gebraucht und weitergegeben wird.
Mit dem Hausnamen werden alle dort ansässigen Bewohner belegt. Bei der Benennung einer Person wird der Hausname stets dem Rufnamen vorangestellt, z. B. „Gehanns Wolfgang“ (Hausname Gehanns) oder „Lisbets Anneliese“ (Hausname Lisbets).
Hausnamen sind spontan aus der jeweiligen Dorfgemeinschaft heraus im umgangssprachlichen Dialekt entstandene Namen, ohne Regeln.
Entstehung
Hausnamen entstanden zu einer Zeit, als es noch keine Hausnummern und keine Straßennamengab. Für den Landesherrn und dessen Verwaltung war es jedoch wichtig, die einzelnen Wohnstätten der Untertanen namentlich zu kennzeichnen, damit sie zu Abgaben und Fronden herangezogen werden konnten. Wohnte ein Untertan z. B. bei einem Born (Brunnen, Quelle), so hielt ihn der Steuereinnehmer in seinen Unterlagen z. B. als Johann beim Born fest, einen anderen der am Berg wohnte als Daniel am Berg oder jemand, der im Tal wohnte als Adam in der Tal oder als Velten am Ende, weil er am Dorfende wohnte. Daraus wurden z. B. die Familiennamen: Beimborn, Amberger > (Verschleifung zu) > Bamberger, Intertal und Amend. In neuerer Zeit wurden und werden aus den daraus entstandenen Familiennamen auch wieder Hausnamen (z. B. „Beimborns“, „Bambergersch“, „Innerdols“, Amend verkürzt > „Menn“).
Die meisten der heutigen Hausnamen lassen sich auf Vornamen/Doppelnamen und deren Kurzformen der Erstbesitzer/-in bzw. Übnernehmer/-in und dessen Ableitungen, Verschleifungen und Verkürzungen im örtlichen Dialekt, zurückführen. Der beliebteste Vorname bei Männern war ehemals Johannes (Johann, mdal. Gehann), bei Frauen Elisabeth (Lisbeth) und dessen Varianten im Dialekt. Auffallend sind die zahlreichen Hausnamen, die von Frauenamen abgeleitet sind.
Beispiele
Adam → Orm → „Orms“; Johann-Adam → Hannorm → „Hannorms“; August →  Gust→  „Gustches“; →   Christian → „Chress“; Daniel → Dänjel → „Dängels“ → „Däin“, auch → Dingel → „Dingels“; Georg → Jerch → „Jerje“; Johannes → Gehann → „Gehanns“; Johann-Georg → Hannjer → „Gehannjersch“; Johann-Jakob → Hanikob → „Hanikobches“; Johann-Daniel → Hanndingel → „Gehanndingels“; Johann-Philipp → Hannphilipp → „Hannphilipps“; Johann-Peter → Hannpirrer → „Hannpirrersch“; Heinrich → Henner → „Hennersch“ → „Hennrichs“; Jost-Jakob → Jukob → „Jukobs“; Ludwig → Lui → Lois → „Loise“  → Luwig → „Luwigs“ → „Liwis“; Philipp → Lipps → „Lippse“; Peter → Pirrer → „Pirrersch“ → „Pirrerches“; Valentin → Velten → „Veltes“ → „Fäldes“;
Anna → Ännche → „Ennches“; Anna-Katharina → Annekott → „Annekottches“; Anna-Margaretha → Annegreth → „Annegrets“; Christina → Dina → Dienche → „Dienches“; Elisabeth(a) → Lisbeth → „Lisbets“, auch → Bettche → „Bettches“, sowie → Elli, Elsa, Else → „Elsjes“  bzw. → Elwert (abgewandelte alte Form) → „Elwerts“; Emilie → Mielche → „Mielesch“; Katharina → Kottche → „Kottches“ bzw. → „Kottreis“,   bzw. Katharina →  Kathrein →  (alte Form  →  Crain) auch →  Käthe →  Käthches; Karoline →  Kolinche →  Linche →  „Linches“, auch  →  Lina →  „Lines“  verkürzt →  „Lien“; Margaretha → Moigreh → „Moigrehs“, verküzt  Margret → Greta, Grete  → Grittche → „Grittches“; Luise → Lu'wies → Wies'che → „Wies'ches“ oder „Wiese“;  Frauennamen oft in der Verniedlichugsform und deren Kosenamen.
Auch Berufsbezeichnungen und Familiennamen konnten zu Hausnamen werden. so z. B. Müller → „Mellersch“, Bäcker → „Bäckersch“, Wagner → „Warsch“, Schreiner → „Schreinesch“, Köhler → „Kählesch“, Koch → „Kochs“, Schmied → „Schmidde“ → „Schmidden“, Schäfer → „Schefersch“, auch in Kombination wie → „Schefergehanns“, Hirte → „Hirtes“, Kuhhirte → „Kuhhirtes“ → „Koihertes“.
Baute jemand aus dem Dorf ein eigenes neues Haus/Anwesen im engern Dorfbereich, so nahm meist die Frau den Hausnamen mit, der dann mit Attributen (in Dialekt) vor dem alten Namen versehen wurde wie: alt, neu, oben, unten, hinten, vorne, je nach Lage des neuen Anwesens zum Stammhaus, z. B. „owe Elwerts“, „vänne Schreinesch“, „henne Handes“, oder „ahle Gehanns“, wenn das Stammhaus gemeint ist.
Auch der Hausstandort kann in Verbindung mit dem dortigen Flurnamen oder dem Beruf und dessen Kombination mit bestehenden Hausnamen namensgebend sein. Z. B. ein ehem. Wohnplatz in der Flur Hahnkopf, mdal. Hohkopp > „Hohkäppersch“ oder Besonderheiten des Wohnplatzes in Verbindung mit dem Familiennamen, z. B. Schmitt mit Wohnplatz in einem engen Tal > Schmitts im Loch zu > „Lochschmitts“ oder Koch's, die auf der Höhe wohnten wurden > „Hiekochs“ (Höhenkochs) genannt. Ein Wohnplatz in der Nähe einer Quelle oder eines Brunnens führte zu dem Hausnamen > Benn (mdal. Brunnen) und auch zur Kombination mit Schneider zu > „Bennschneiders“. Ein Anwesen, das an einer Straßenecke stand und dessen Besitzer Johannes hieß, umgangssprachlich (mdal.) Gehann, bekam den Hausnamen > Gehann am Eck, daraus wurde z. B. verkürzt > „Gehanneckes“.
Hausnamen unabhängig vom Familiennamen
Heute hat noch jedes ältere Anwesen in den einzelnen Ortsteilen seinen eigenen Hausnamen, der in den meisten Fällen unabhängig ist vom Familiennamen. Bei Neubauten im Dorfbereich hilft man sich mit Umschreibungen, bis sich ein neuer Name verfestigt hat, der sich heute meist vom Familiennamen ableiten lässt. In reinen Neubaugebieten, außerhalb der Ortskerne/des Dortfbereichs, gibt es keine Hausnamen.
Die Hausnamen sind noch allgemein gebräuchlich. Ist jemand im Dorf gestorben, so heißt es z. B. nicht „Karl Schneider ist gestorben“, Hausname „Hannorms“, sondern „Hannorms Kall ist gestorben“, da man ihn nur unter diesem Hausnamen kennt. Der Familienname ist zweitrangig. Ist er nicht bekannt, was öfter vorkommt, fragt man schon mal: „Wie schreibt (Familienname) der sich eigentlich?“.
In der Gemeinde Bad Endbach, wie auch in der näheren und weiteren Umgebung, lebt die Tradition, Anwesen mit Hausnamen zu belegen, bis heute fort.

Hausnamen in Bottenhorn und Hülshof
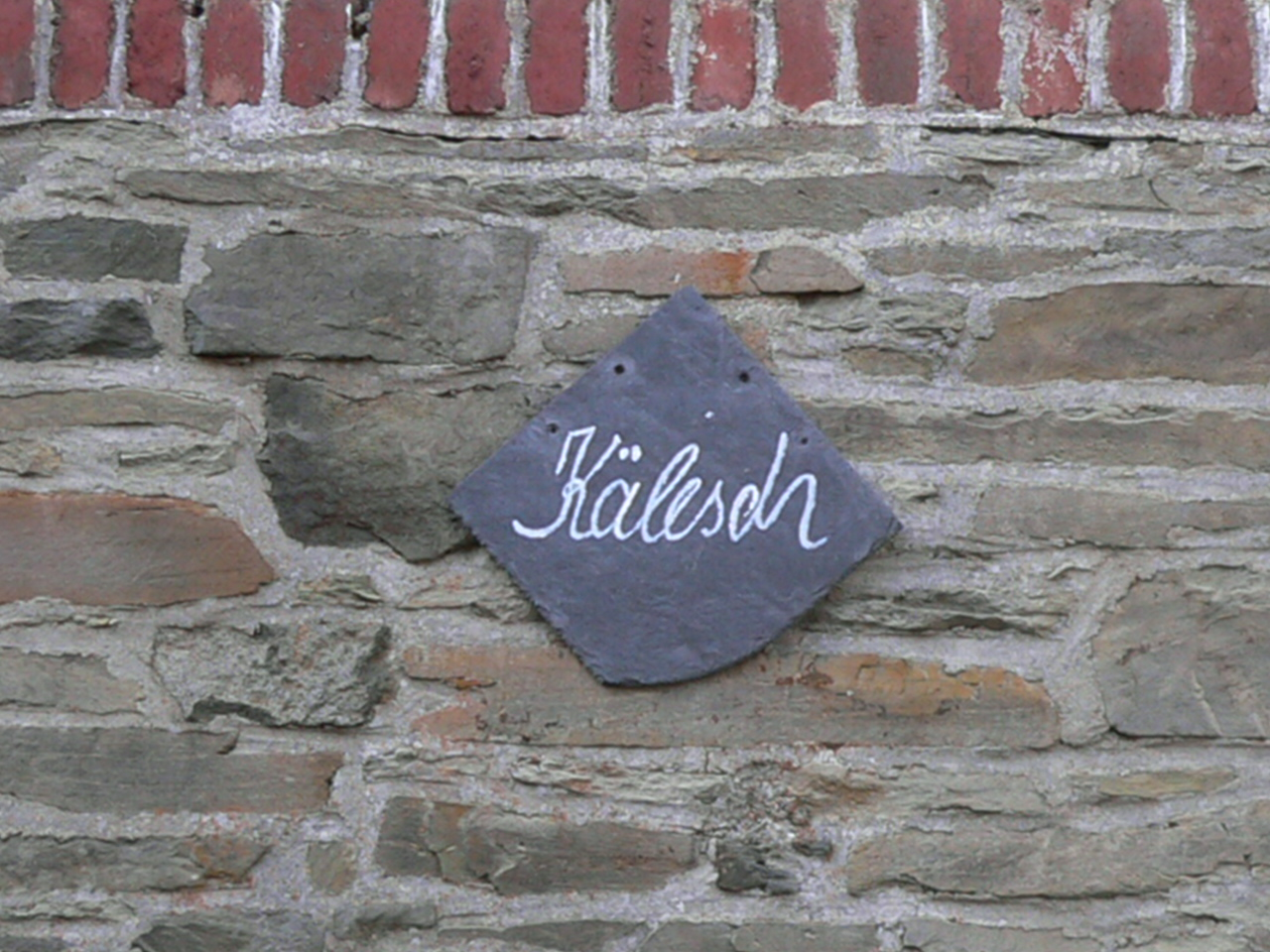
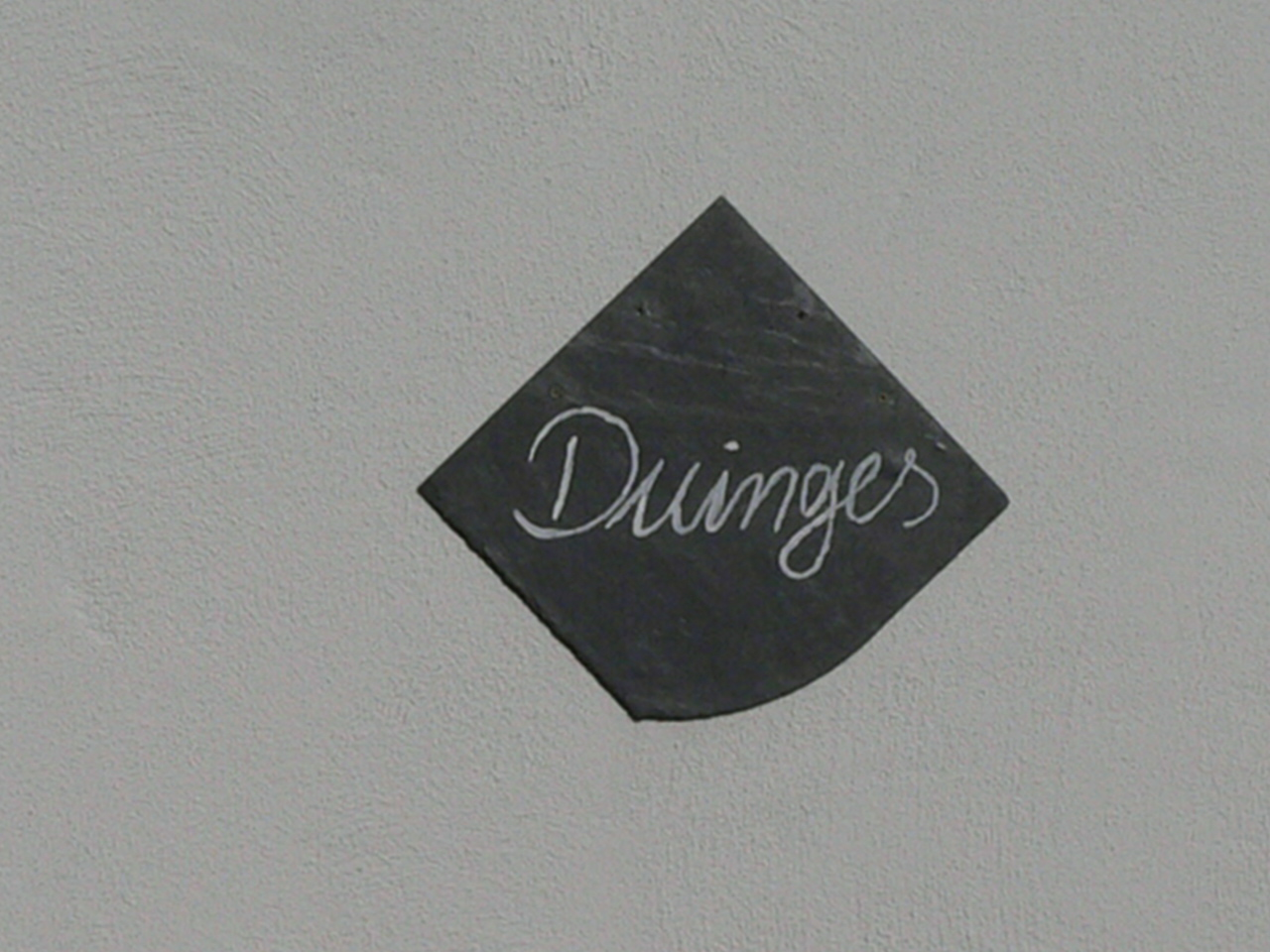
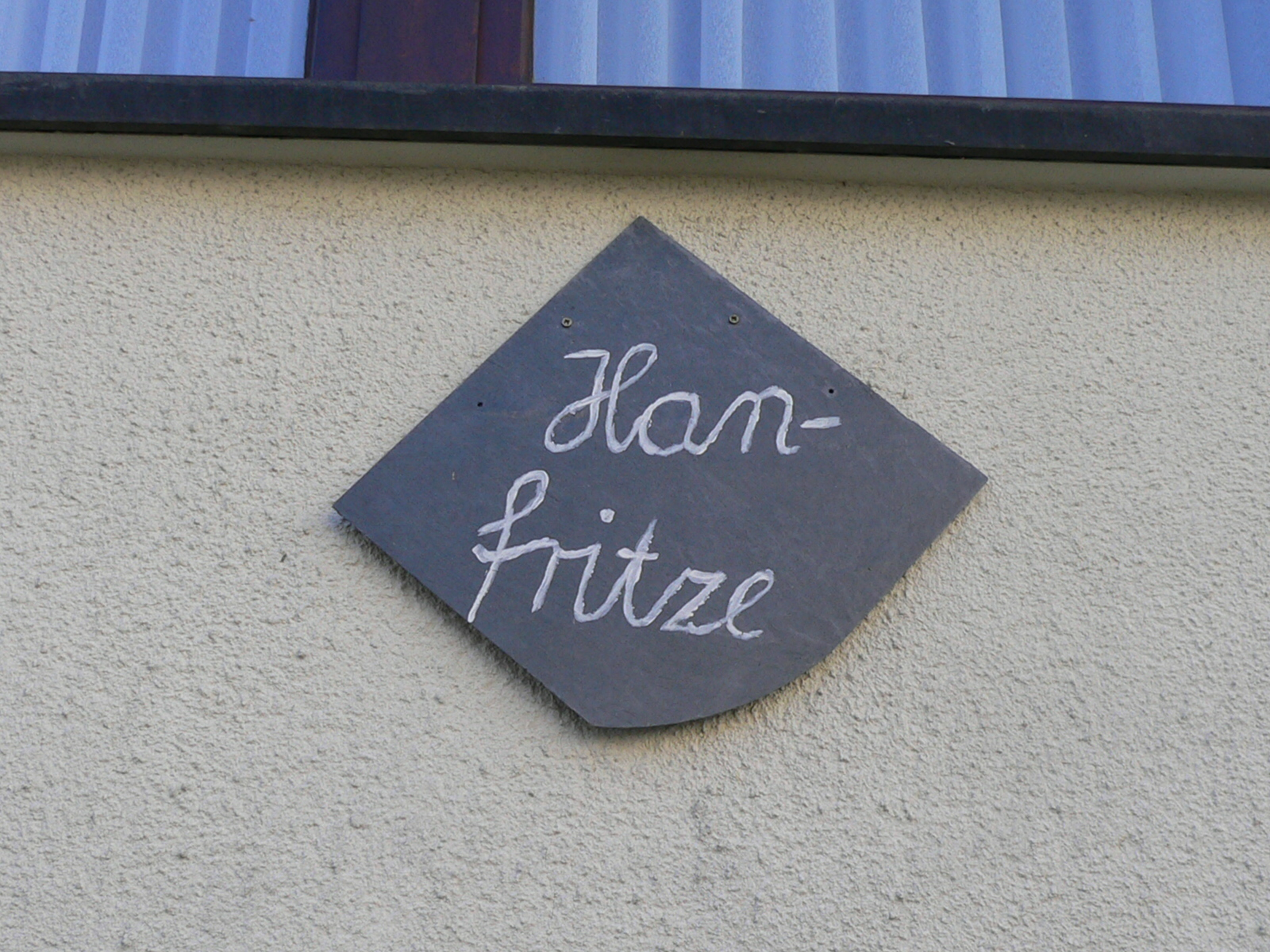
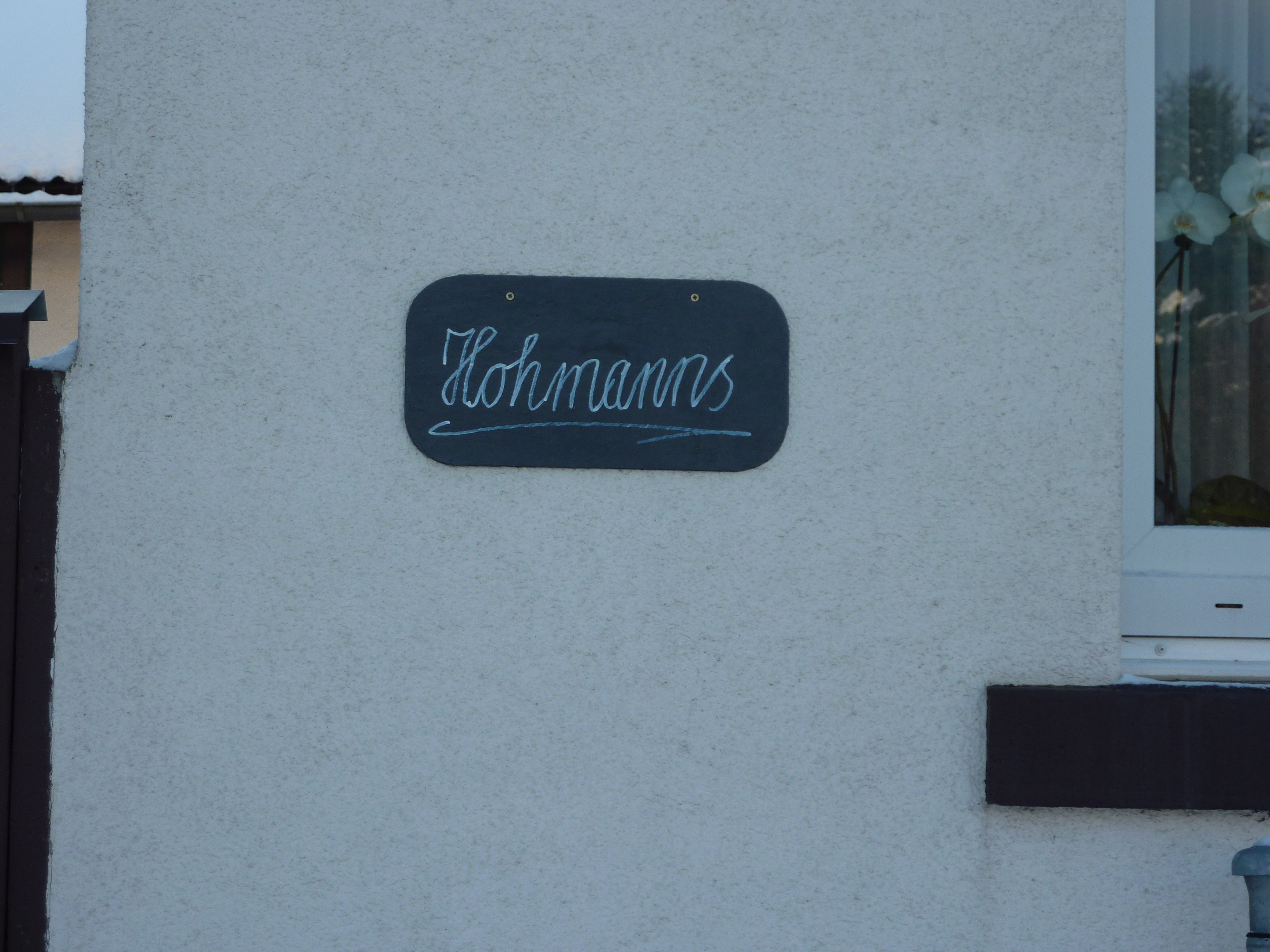

In Bottenhorn, Hülshof und Wommelshausen, auch im Nachbarort Rachelshausen, wurde die Tradition neu belebt. Hier haben Hausbesitzer ihre Hausnamen am Haus an der Straßenseite angebracht.

#### Durchnummerierte Haushaltungsvorstände, gemäß Verordnung von 1844
In den Dörfern waren und sind Familiennamen sehr oft mehrfach vertreten (z. B. Müller, Becker, Burk, Rink, Pfeifer, Lang, Lotz, Kraft, Pitzer, Seitz, Schmidt, Zimmermann). Bedingt durch die Tradition, den Kindern den Vornamen des ersten Paten/Patin zu geben, gab es viele gleichlautende Vornamen mit den gleichen Familiennamen.
Das galt ehemals besonders für die männlichen Einzel- und Doppelvornamen, wie Johann (mdal. Hann, Gehann), Adam (mdal. Orm), Jakob (mdal. Joab), Ludwig (mdal. Liwig), Jost (mdal. Juust), Georg (mdal. Jerch), Karl (mdal. Kall), Peter (mdal. Pirrer), Johann-Peter (mdl. Hannpirrer) und Johann-Georg (mdal. Hannjer), Johann-Adam (mdal. Hannorm), Johann-Jakob (mdal. Hannikob) u. ä. Damit man sie bei Gleichnamigkeit im Dorf unterscheiden konnte, amtlich und postalisch wurden ihre Namen sie bis etwa Anfang des vorigen Jahrhunderts mit einer fortlaufenden römischen Zahl versehen.
Dieses Verfahren war durch eine großherzogliche Verordnung aus dem Jahr 1844 für Hessen-Darmstadt einheitlich festgelegt worden.
Diese Zahl ergab sich aus dem Hochzeitsdatum, d. h. der jüngst verheiratete neue Haushaltungsvorstand erhielt, nachdem er in das Ortssteuerregister eingetragen war, die nächst folgende Nummer zu seinem Namen. So ergaben sich beispielsweise die Namen Johan-Georg Müller VII., Johann-Georg Müller XII., Johann-Adam Rink VI., Johann-Adam Rink VII., Jakob Seitz III., Jakob Seitz V., Adam Lotz IV., Adam Lotz VI., Karl Müller I. und Karl Müller II.
Bei der Benennung innerhalb der Dorfgemeinschaft war die Nummerierung nicht gebräuchlich; hier wurde stets der Hausname dem Rufnamen vorangestellt.
Die Nummerierung endete meist mit der Zahl XII (abhängig von der Größe des Dorfes z. B. Anzahl der männlichen Einwohner, in großen Dörfern soll es Namen mit XX und darüber gegeben haben). Dann begann man wieder mit I., da es unwahrscheinlich war, dass derjenige mit der Zahl I. oder diejenigen mit den nächst nachfolgenden Zahlen zum Zeitpunkt der Neuvergabe noch lebten.
Als in den 1930er Jahren in den Dörfern generell einheitliche Hausnummern an der Straßenseite der Wohngebäude vorgeschrieben wurden, endete dieses Verfahren; später kamen noch Straßennamen dazu. Damit erhielt jeder Ortsbewohner/-in eine eindeutige, unverwechselbare Adresse; die römischen Zahlen konnten entfallen.

### Flurnamen
Flurnamen sind geografische Namen, Ortsbezeichnungen für Teilgebiete der Landschaft. Sie kennzeichnen sowohl großräumige Landschaftsteile als auch die in ihr enthaltenen kleinräumigen Einzellagen.
In den Flurnamen spiegeln sich topografische Gegebenheiten, Einzelmerkmale der Landschaft, Bodenverhältnisse, historische Begebenheiten und Besitzverhältnisse aus vergangenen Zeiten wider. Sie sind damit zugleich auch Zeugnisse der Ortsgeschichte. Flurnamen wurden von Generation zu Generation mündlich im örtlichen Dialekt weitergegeben, oft über Jahrhunderte, dabei abgewandelt, verschliffen und auch umgedeutet. Sie sind in der Regel nur innerhalb eines Dorfes bekannt.
Flurnamen waren vor ein, zwei Generationen allgemein bekannt und gebräuchlich, als die Dörfer im Hinterland noch von der Landwirtschaft geprägt waren. Flurnamen waren jedem, der in einem ländlichen Raum lebte oder aufgewachsen war, mehr oder weniger geläufig. Sie waren und sind unverzichtbar, um sich in der umgebenden Landschaft, in der Ortsgemarkung, zu orientieren. Nur mit ihnen kann man einen Ort, ein Ziel in der Feldflur benennen, es sei denn man bezieht sich auf die amtlichen Katasterbezeichnungen aus den Grundbüchern.
Unentbehrlich sind Flurnamen für die Landwirtschaft. Damit wird die Lage der Grundstücke / Parzellen, der Äcker, Wiesen und Waldungen in der Feldflur beschrieben. Will man z. B. ein bestimmtes Grundstück benennen, wird der Name des Besitzers, meist sein Hausname, verbunden mit der Nutzungsart des Grundstückes dem Flurnamen vorangestellt. Die Benennung lautet dann etwa so: „Gehanns Karl sein Acker‚ vor der Heege` “. Dabei ist „Gehanns“ der Hausname des Besitzers, „Acker“ die Nutzungsart und „vor der Heege“ der Flurname.
Bedeutung geht verloren
Mit der Aufgabe der Nebenerwerbslandwirtschaft, der Kleinbauernbetriebe und dem damit einhergehenden Rückgang der kleinbäuerlichen Strukturen und deren kleinparzelligen Landwirtschaft geraten die Flurnamen in Vergessenheit. Ihre Namen werden nicht mehr gebraucht. Das Wissen um sie ging und geht damit verloren.
Die Kenntnis der Flurnamen ist heute weitgehend auf ältere Ortsbewohner beschränkt, die dort aufgewachsen sind, die noch in der Landbewirtschaftung tätig sind bzw. waren oder sie in ihrer Jugend noch ausgeübt und kennengelernt haben. Nur sie kennen heute noch die ehemaligen Namen und ihre Lagen. Daher Flurnamensammlungen, sofern vorhanden, auf aktuellen Stand prüfen, ggf. ergänzen oder neu anlegen, so lange es noch Bewohner gibt, welche die Namen und deren Lagen kennen.
Ein Generationenproblem
Flurnamen werden von Generation zu Generation abnehmen. Sie werden nicht mehr weitergegeben, besonders die Namen für die kleineren Einzellagen, die manchmal nur noch in Straßennamen von neuen Siedlungsgebieten weiterleben. Das ist ein Generationenproblem.
Nur die Namen der Großlagen und die der Berge, Täler, Bäche und Wälder werden erhalten bleiben.

## Söhne und Töchter der Gemeinde
- Bernd Fischer (1936–2020), Mathematiker
- Egon Vaupel (* 1950), Oberbürgermeister der Stadt Marburg von 2005 bis 2015

## Persönlichkeiten
- Albrecht Jockenhövel (* 1943), Professor em. Prähistoriker, Universität Münster